# Museo Maya de Cancún
El Museo Maya de Cancún es un espacio de exhibición destinado a la cultura maya que se encuentra en el kilómetro 16.5 del Bulevar Kukulcán, en la Zona Hotelera de Cancún en Quintana Roo, México. Está ubicado en el área del sitio arqueológico de San Miguelito, a unos cuantos metros de la laguna Nichupté y el costo del acceso incluye la visita al sitio arqueológico de San Miguelito (ciudad maya de 1250-1550 d. C.), conformando un área total de poco más de 8 hectáreas. Las edificaciones del museo se encuentran a ocho metros de altura e incluyen tres volúmenes de pabellones de exhibición.
Resguarda una de las colecciones arqueológicas de la cultura maya más significativas de México, pues no solo incluye piezas de la mayor relevancia del Estado de Quintana Roo, sino también una selección de piezas emblemáticas de los sitios mayas de Palenque, Chichén Itzá, Comalcalco, entre otros yacimientos representados. 
El museo y el sitio arqueológico son operados por el Instituto Nacional de Antropología e Historia de México.  El diseño arquitectónico fue realizado por el arquitecto mexicano Alberto García Lascurain, en tanto que el guion museográfico por la arqueóloga Adriana Velázquez Morlet.

## Descripción del edificio
Las salas de exhibición están confinadas dentro de los muros que definen andadores circundantes y cuentan con espacios recubiertos con vidrio de alta resistencia a los huracanes. Permiten una magnífica vista de la selva de San Miguelito y la laguna Nichupté. El acceso a los espacios museográficos se realiza a través de dos rampas, una helicoidal y otra recta, ubicadas en ambos extremos de las salas; también existen dos elevadores panorámicos.

## Exposición permanente

Piedra tallada
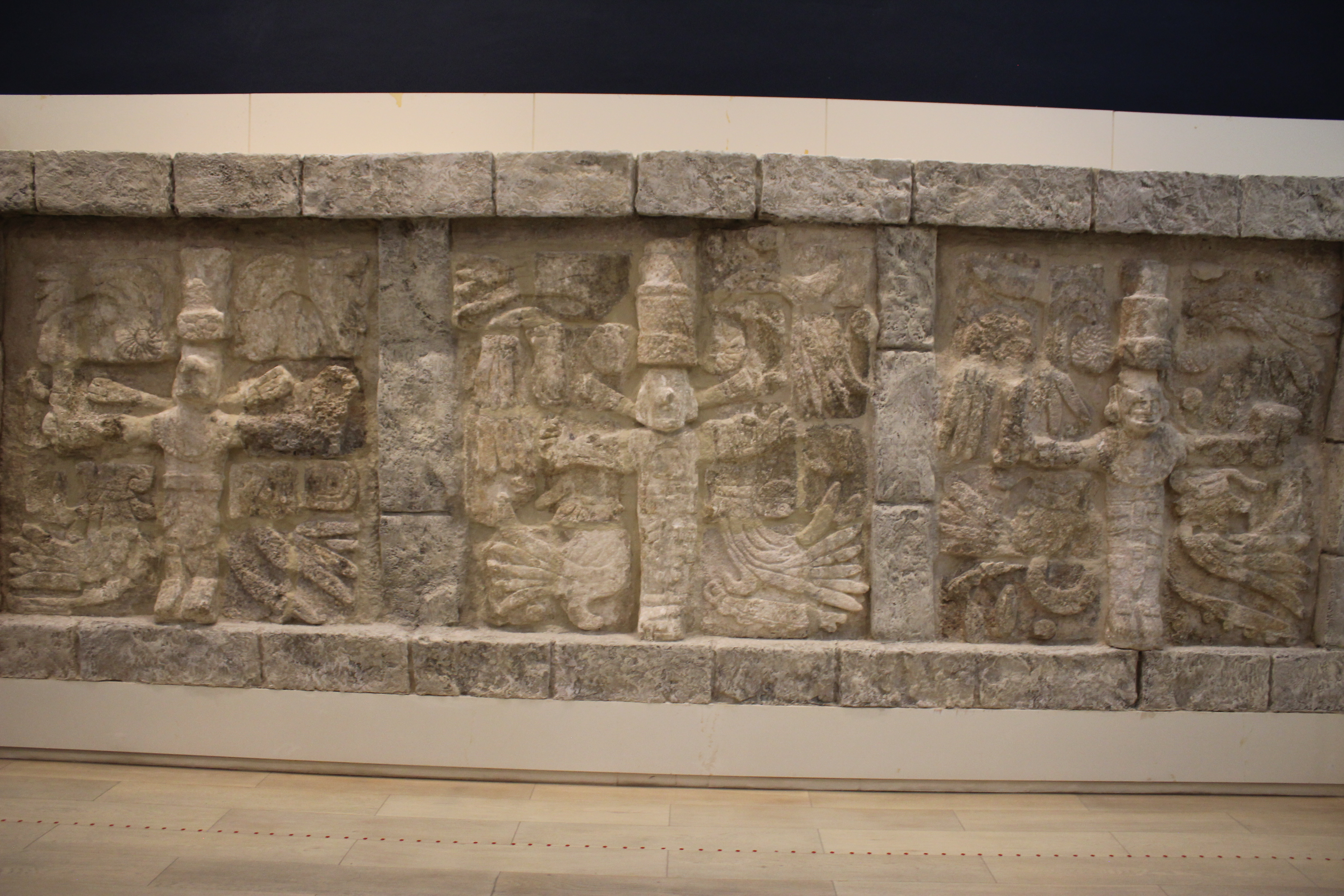
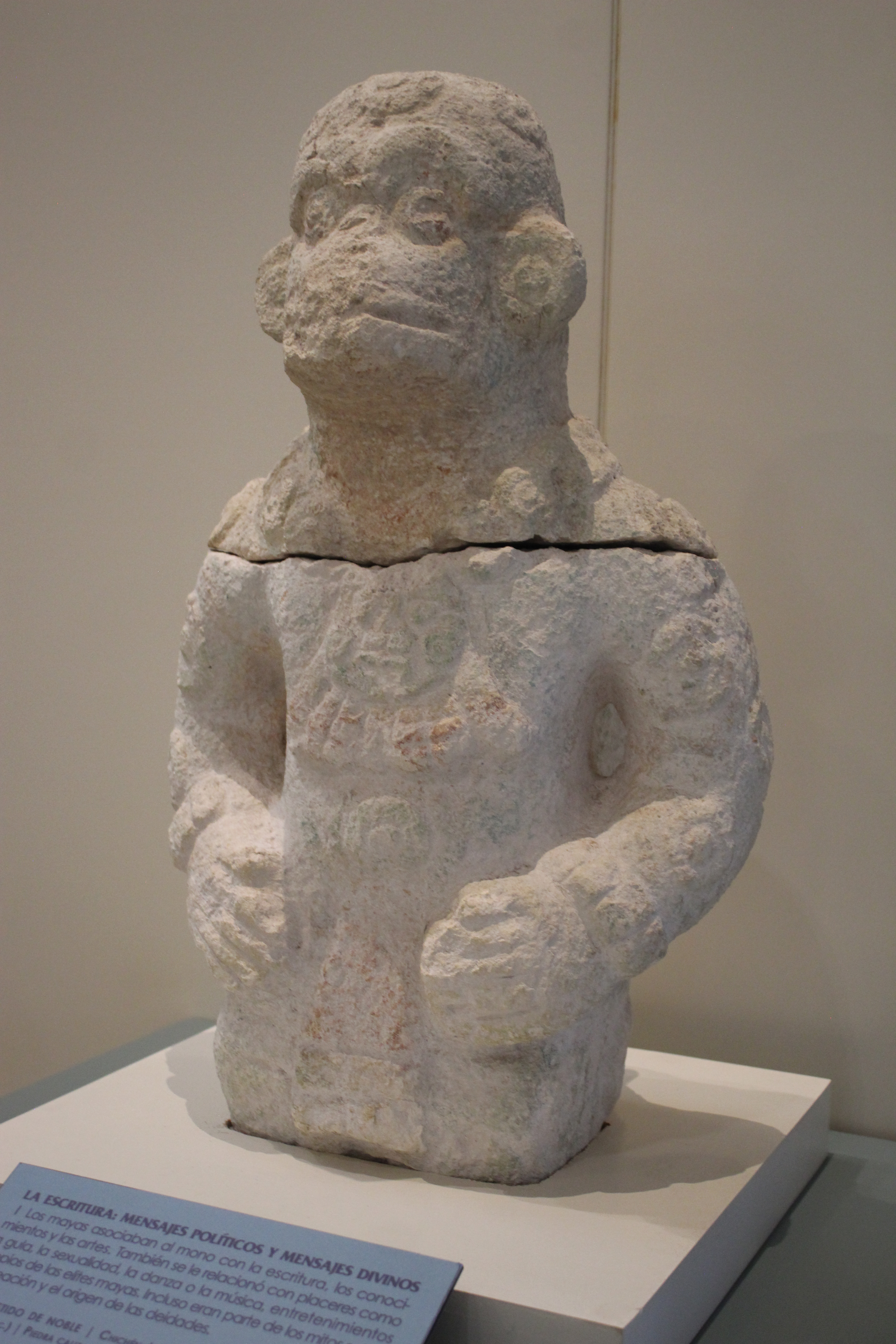
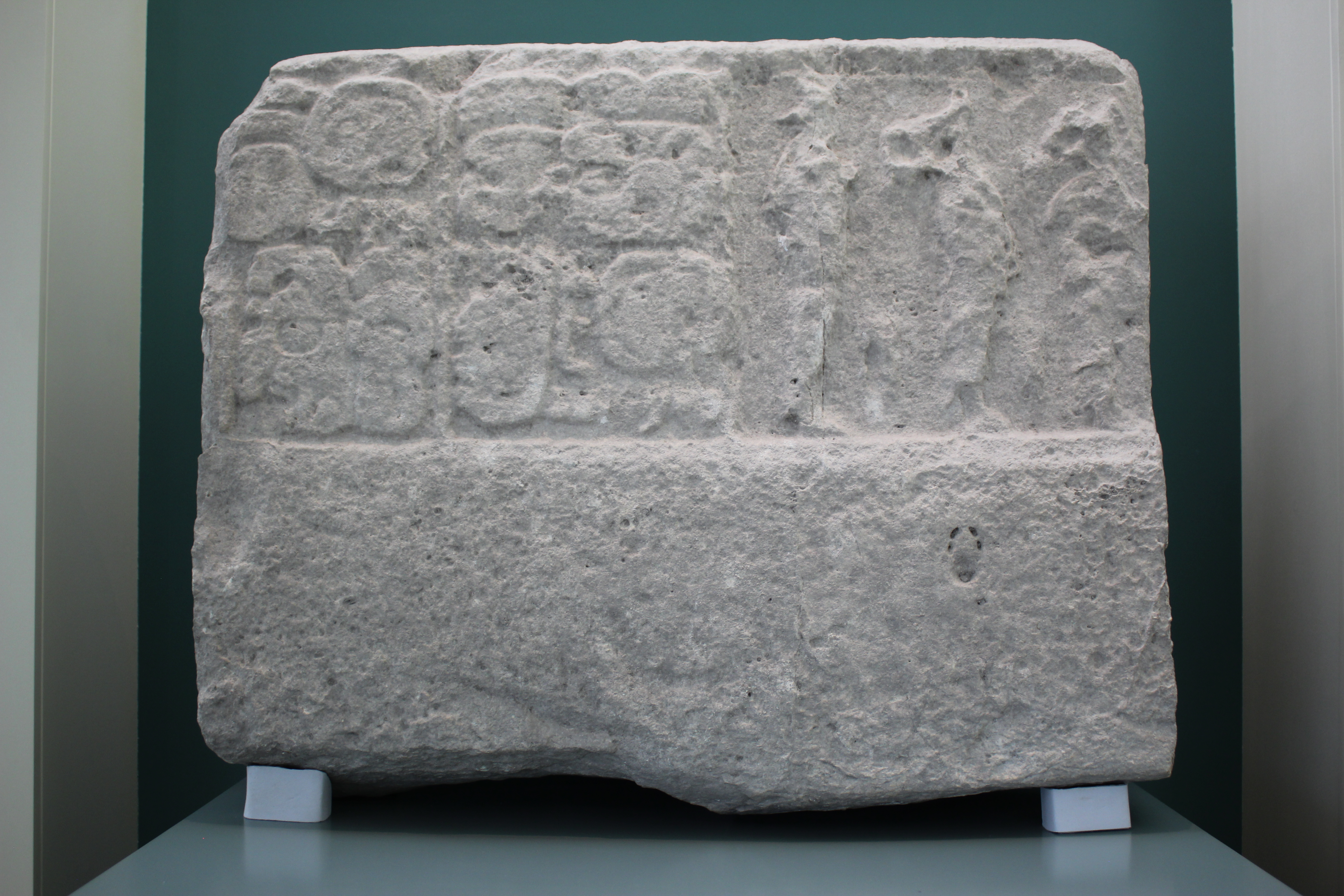
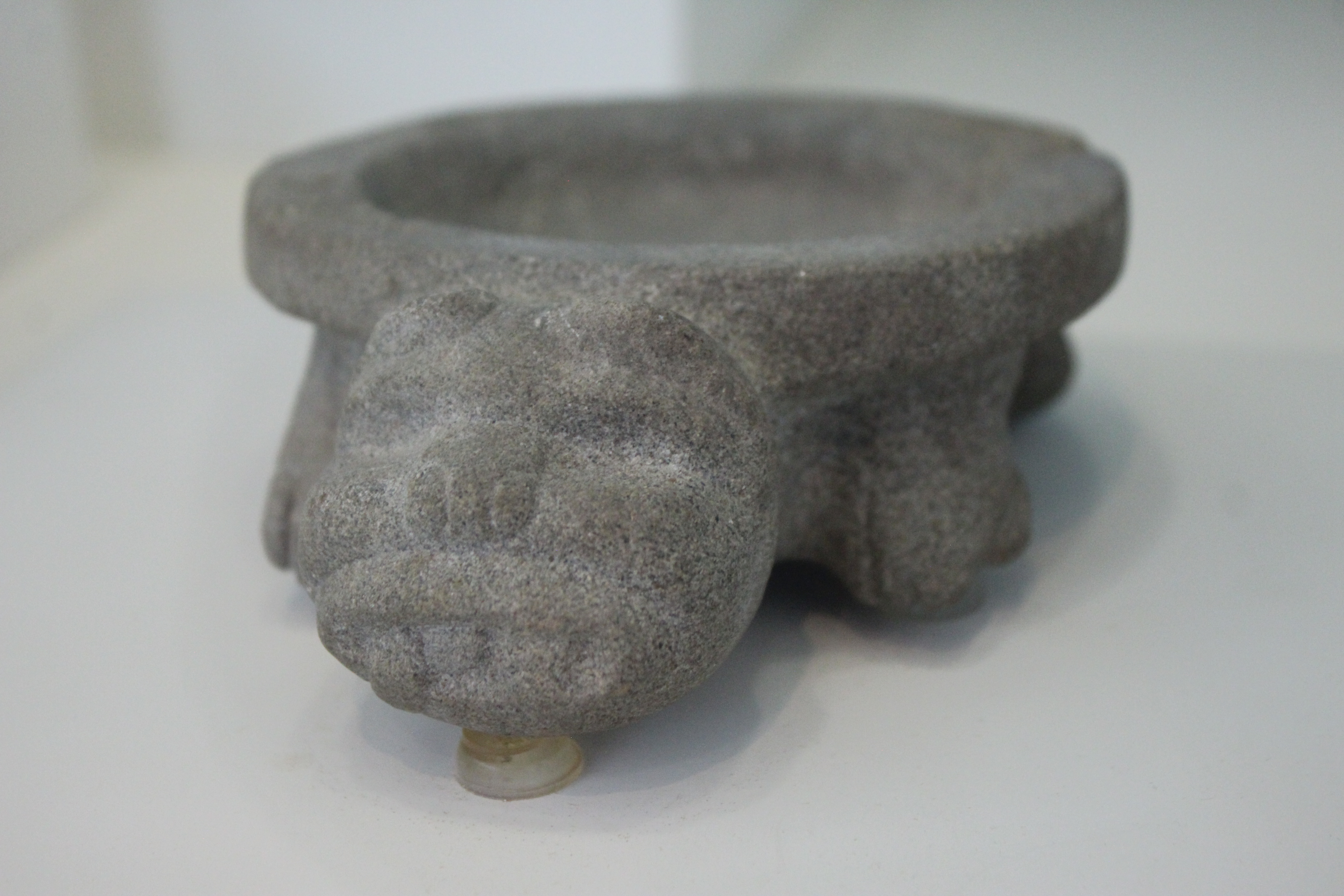
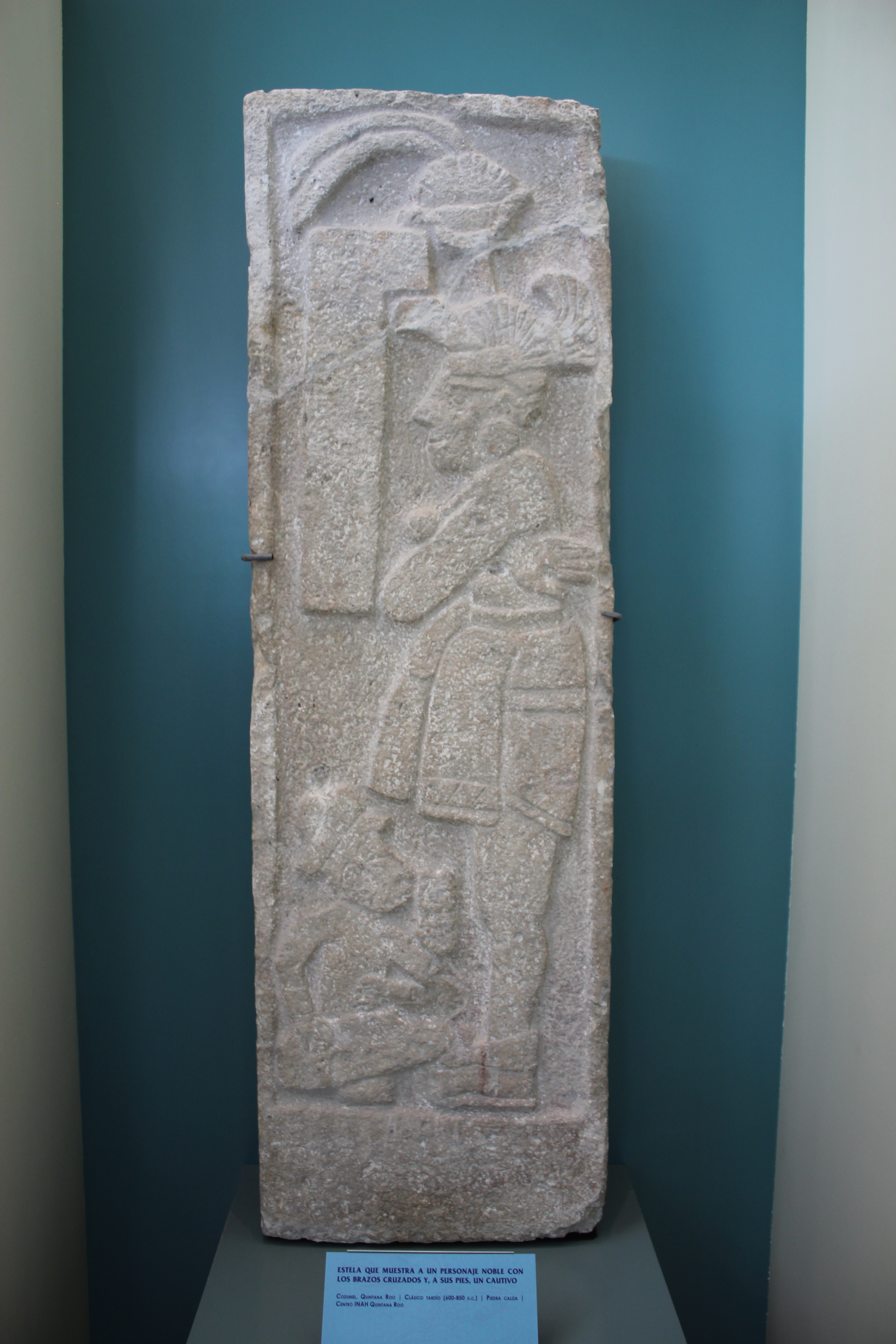
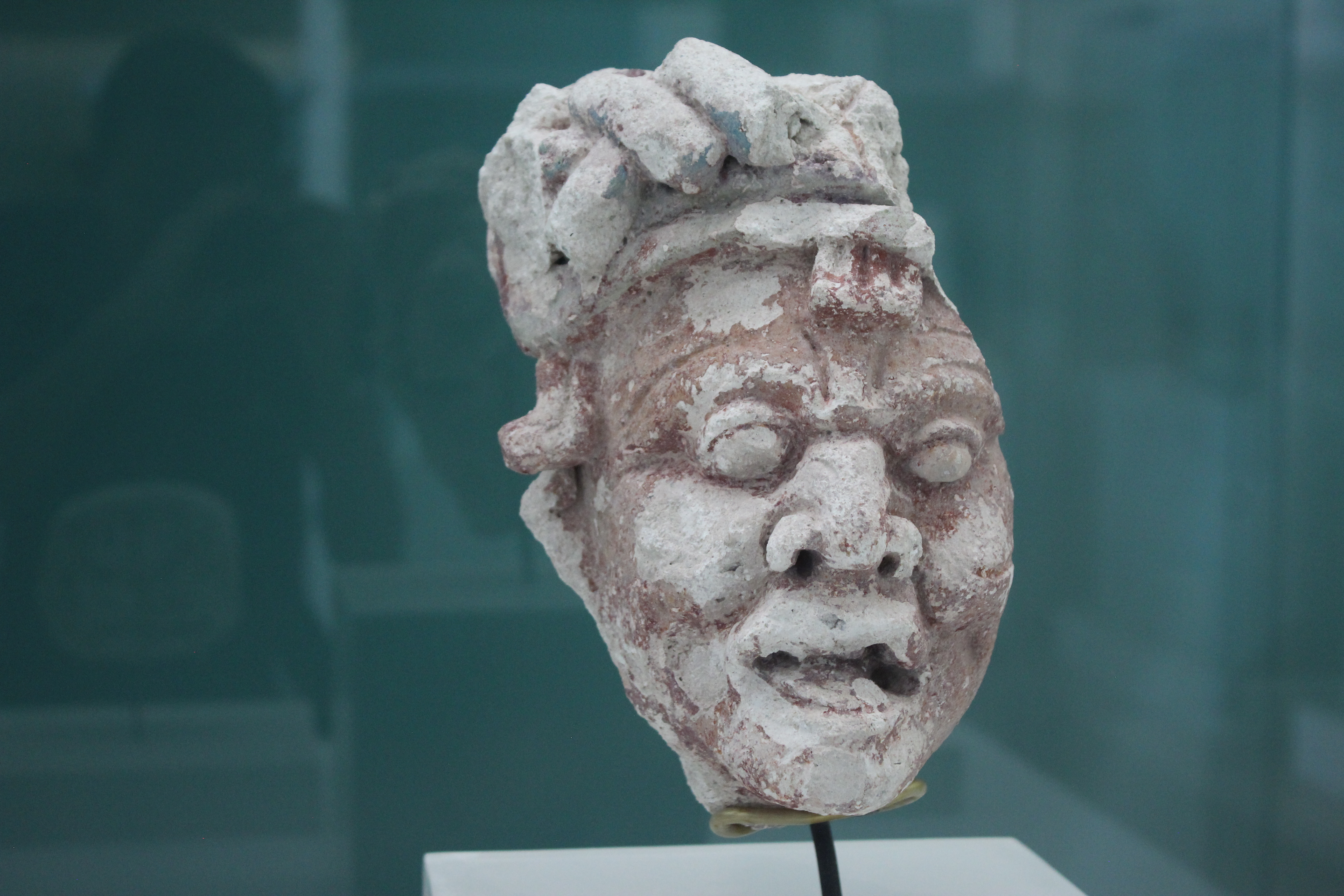
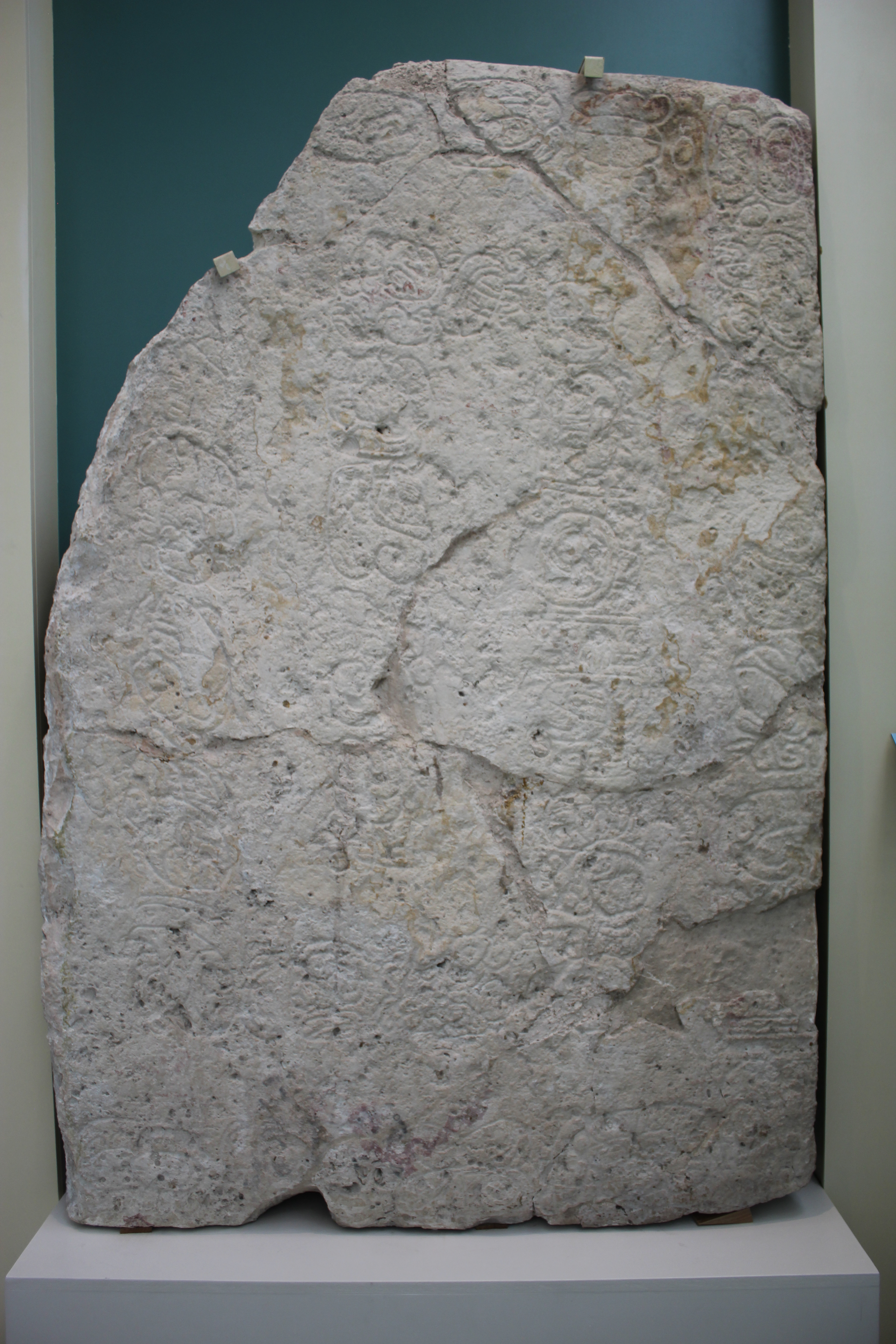
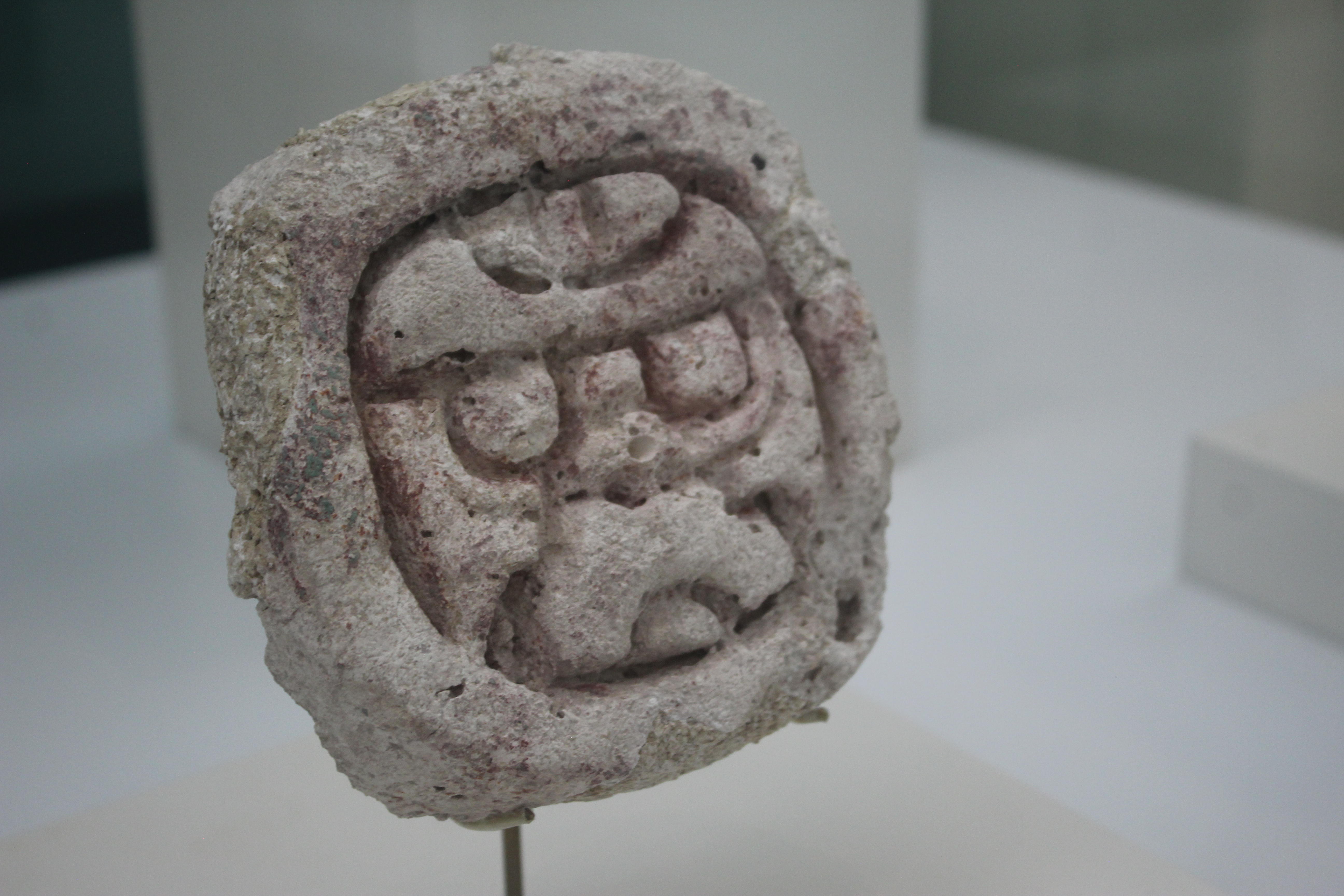
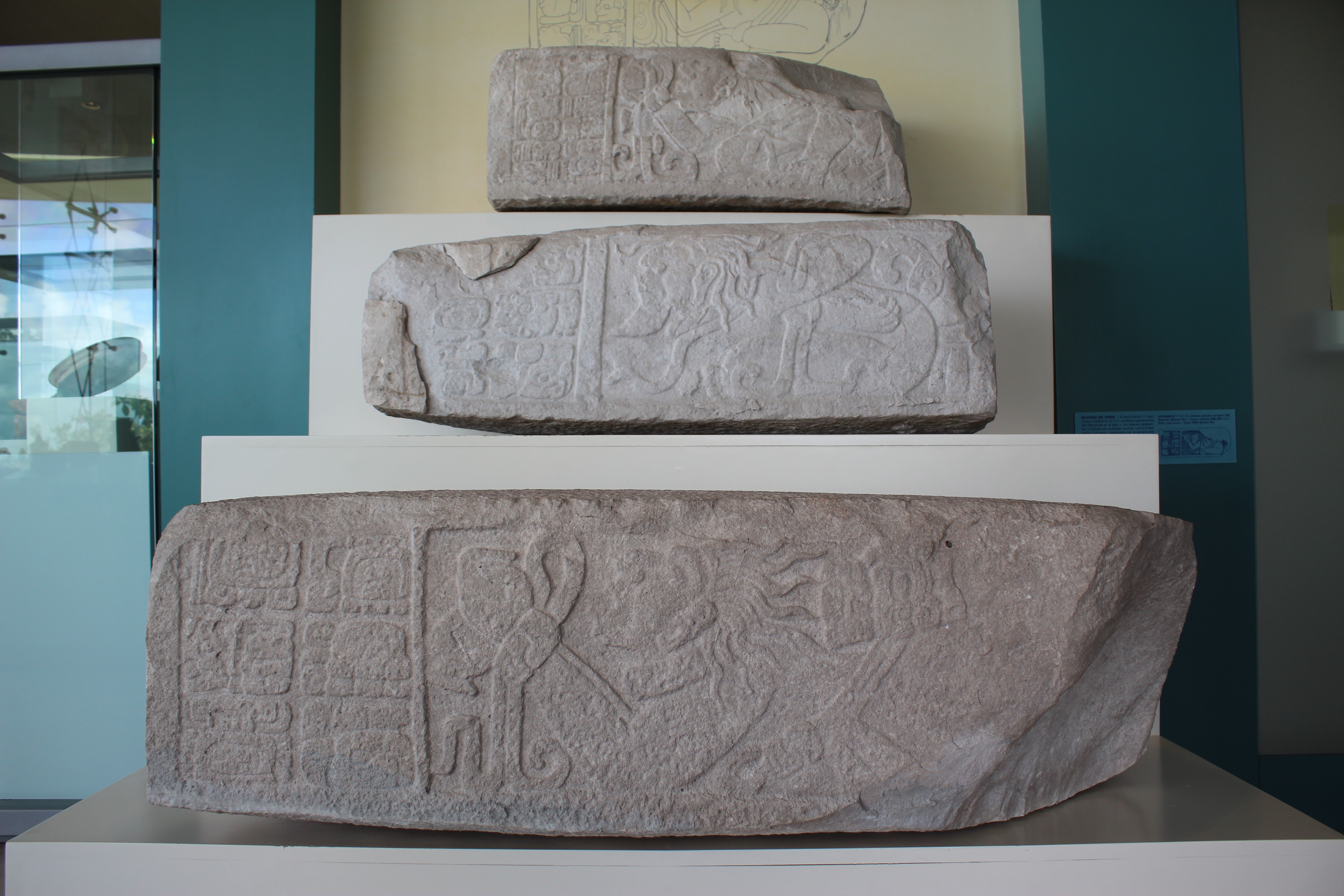
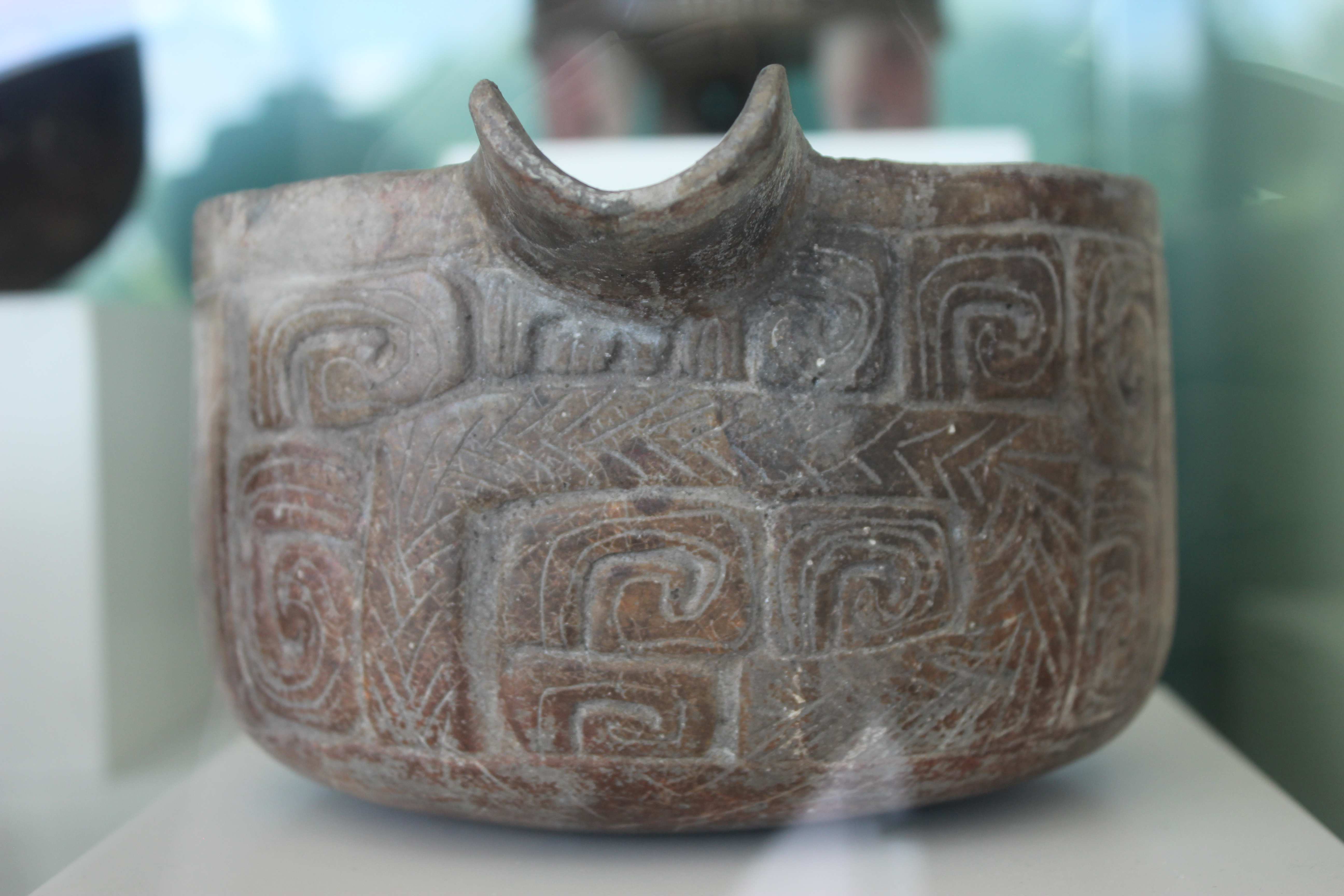
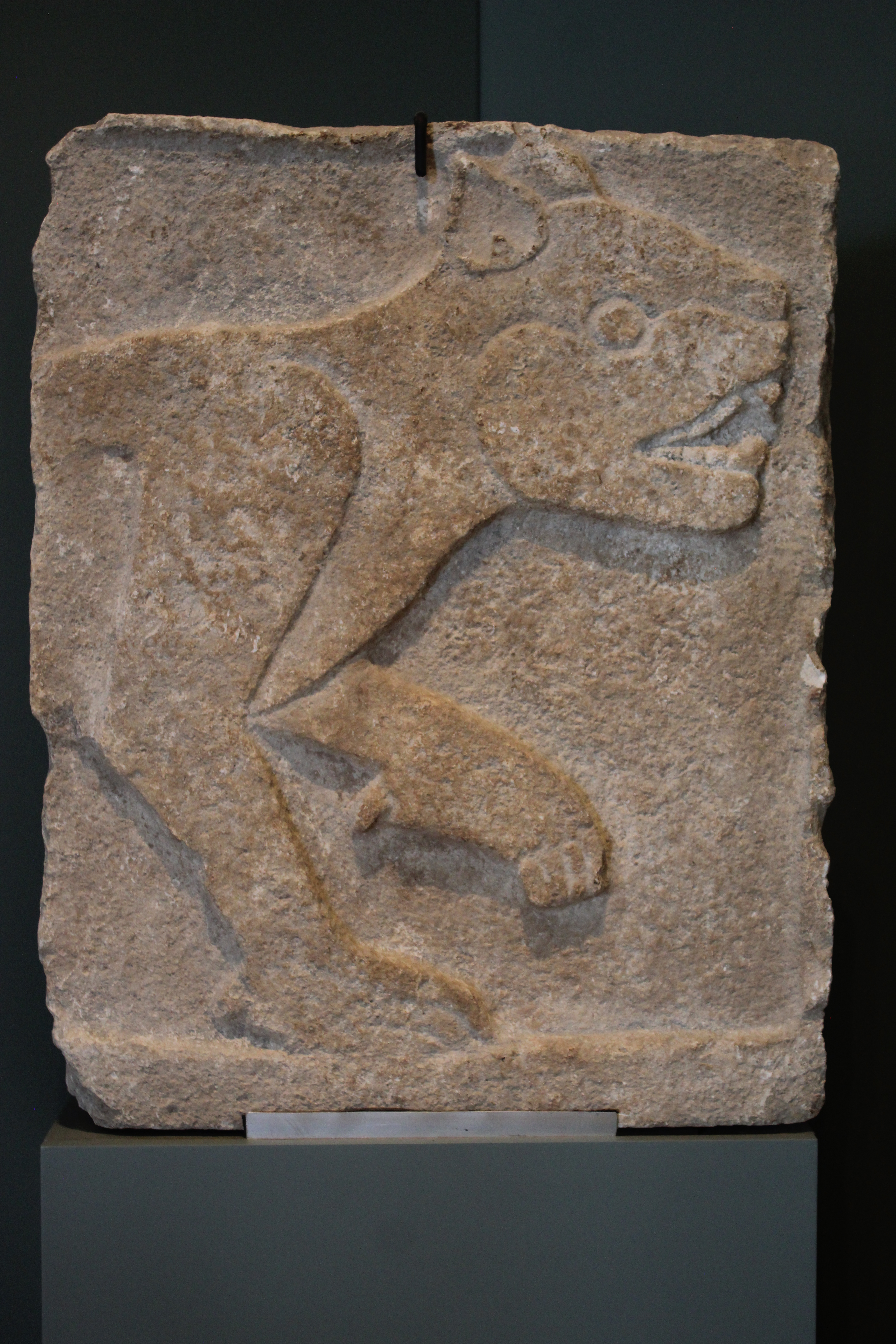
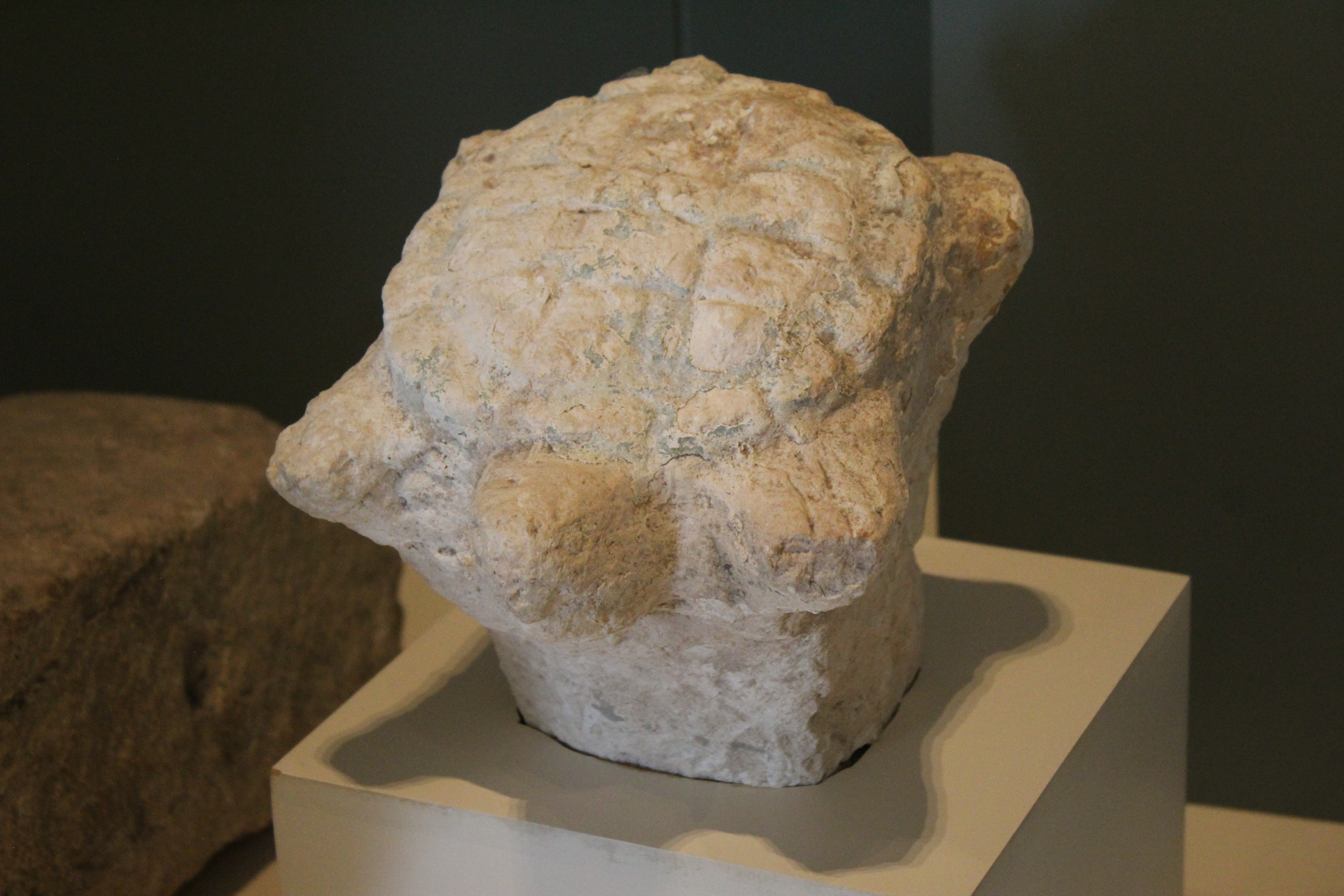
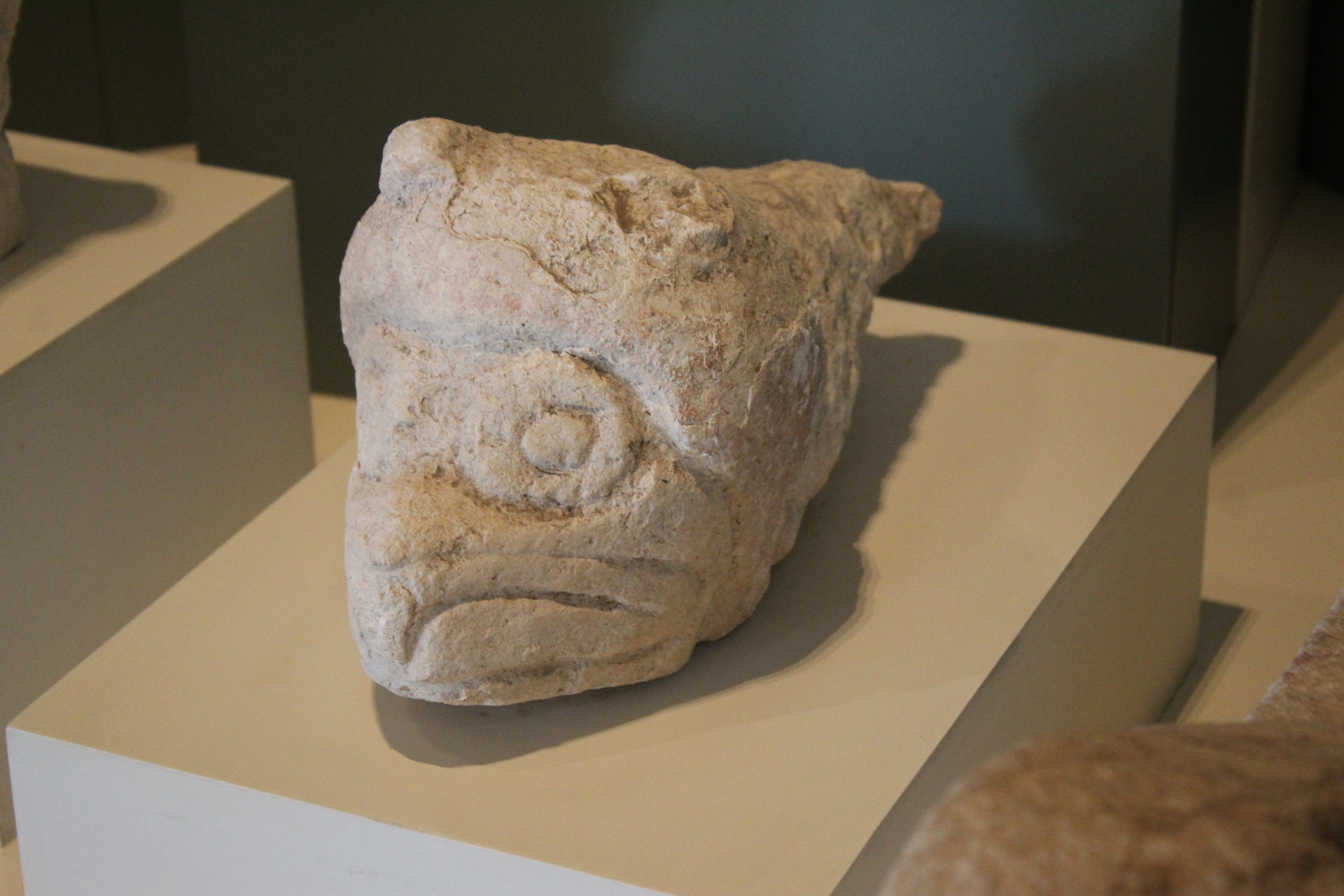
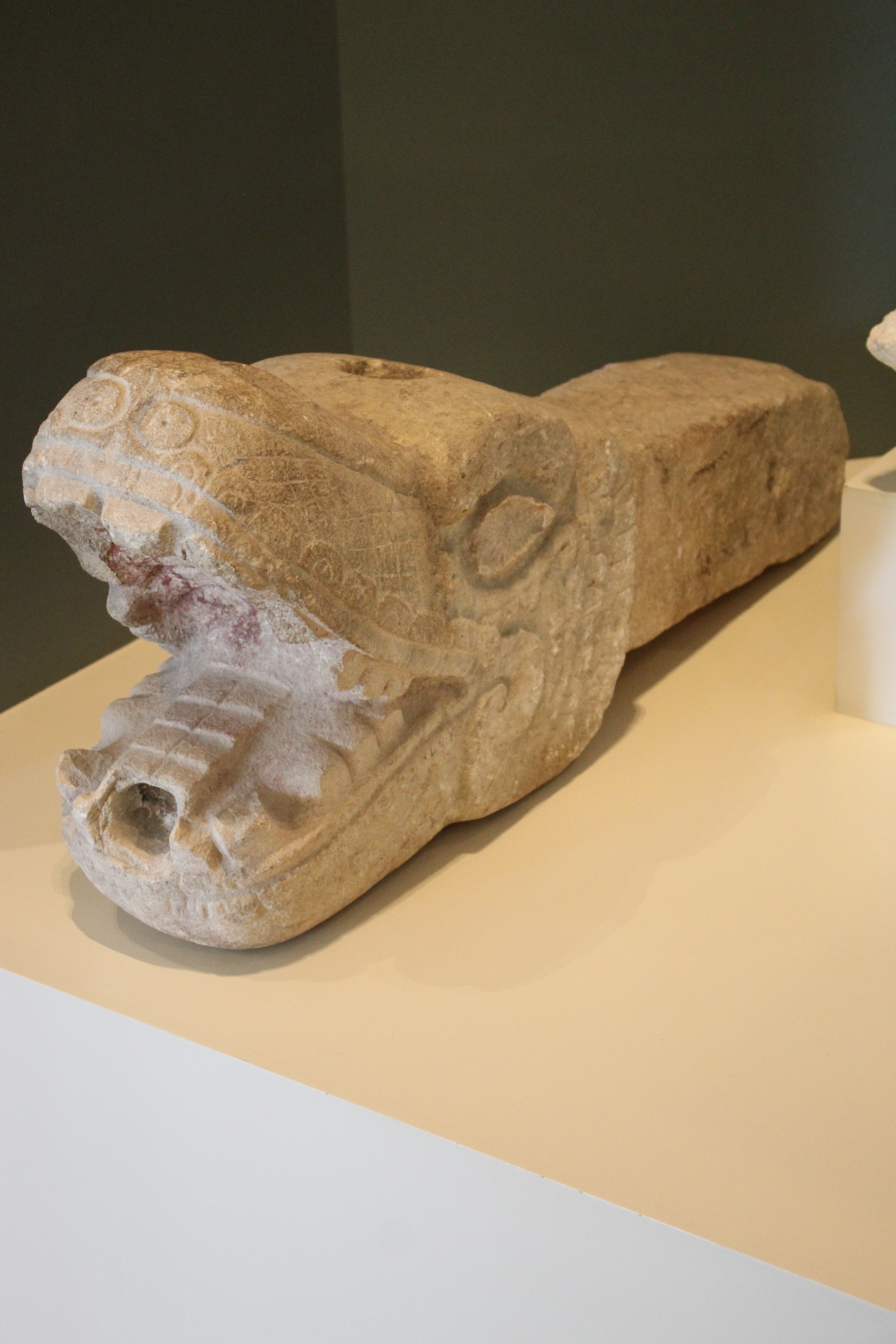
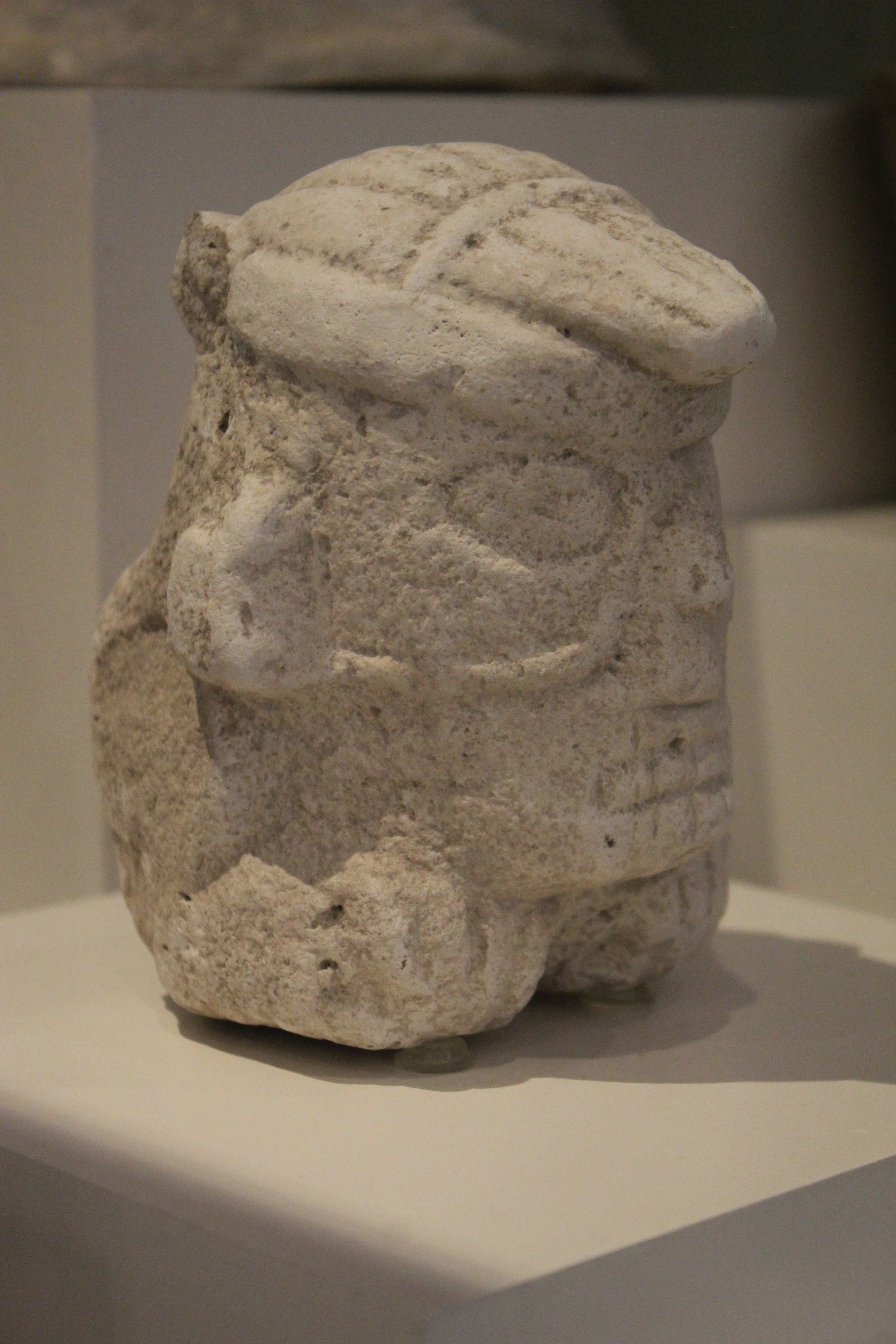
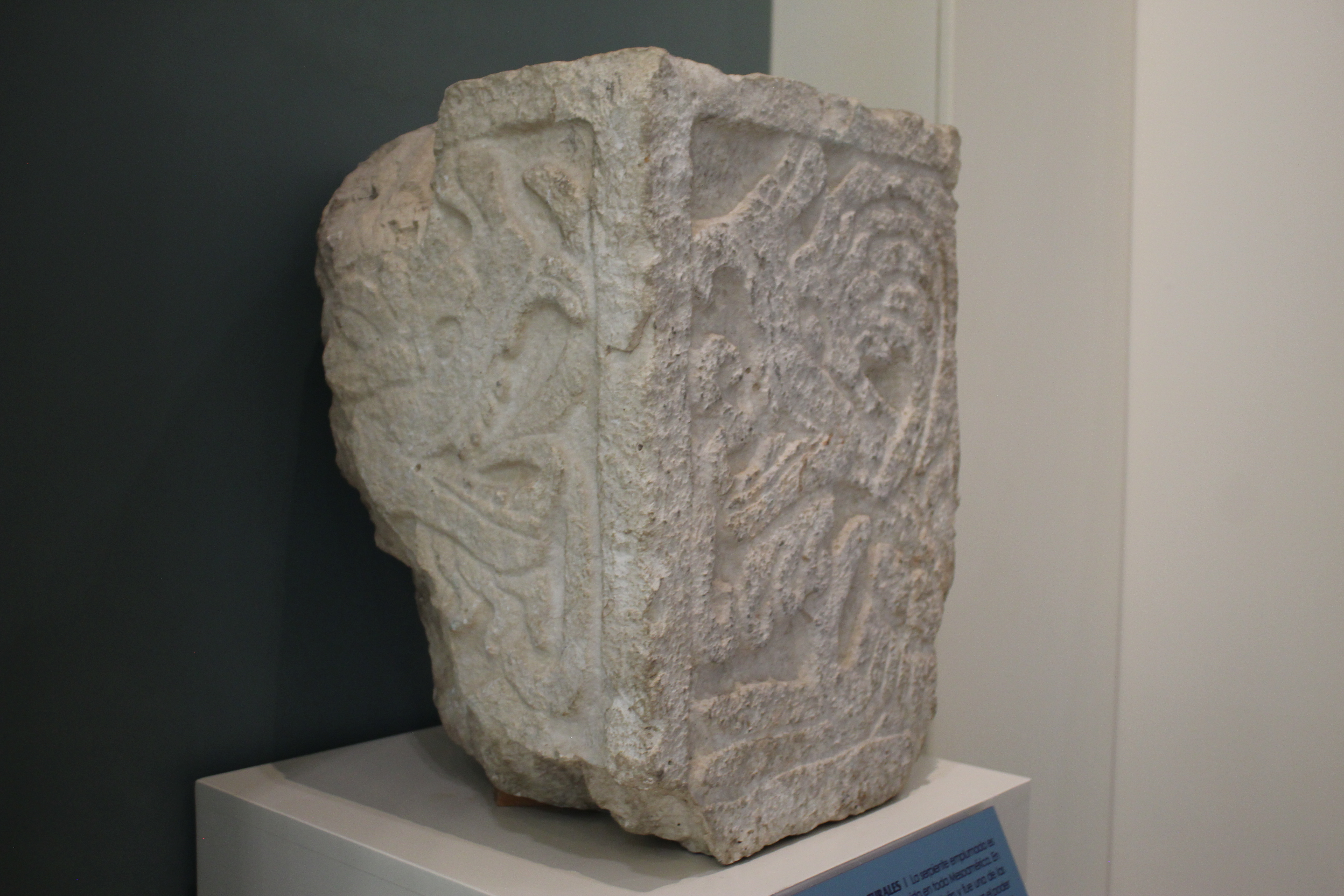
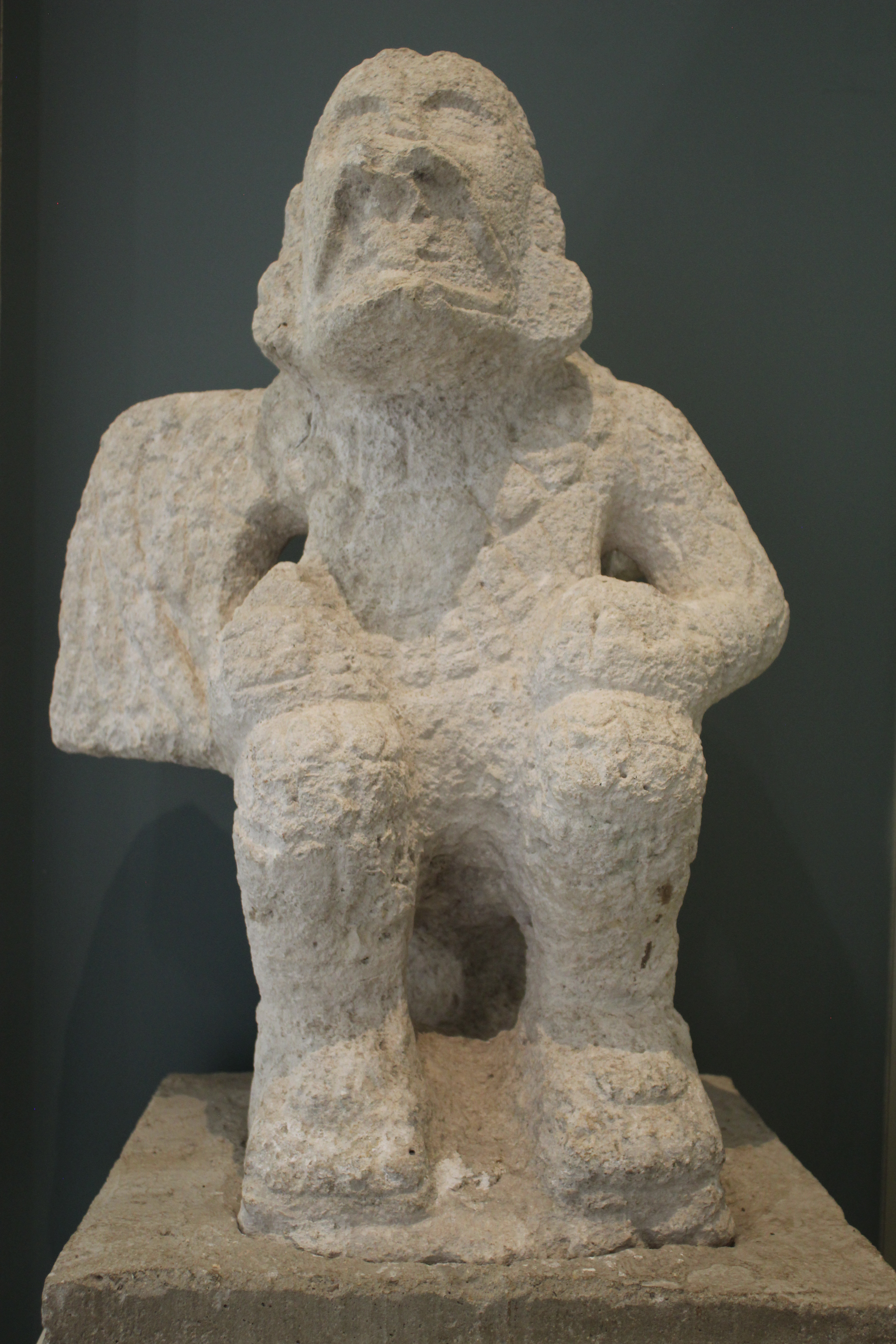
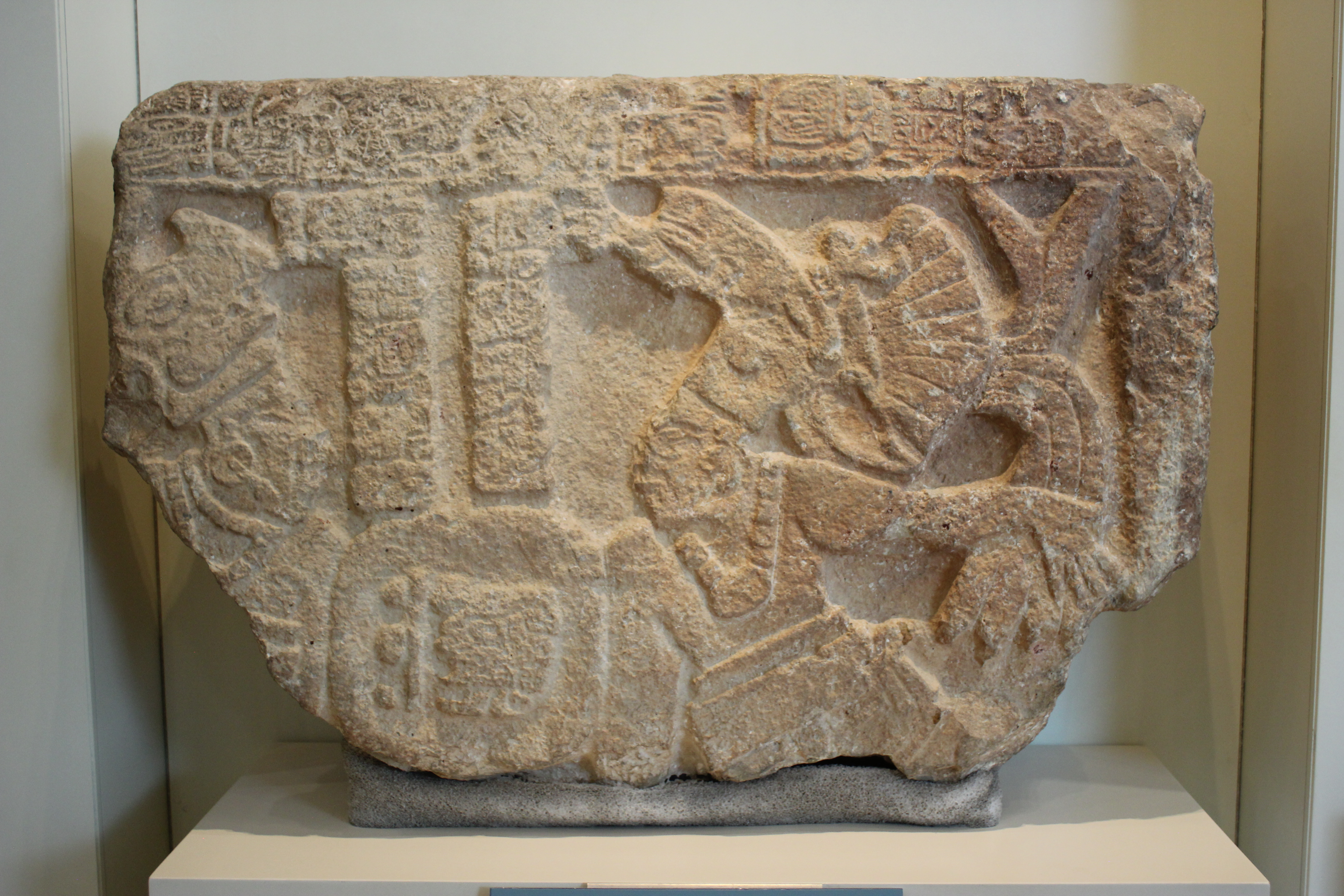
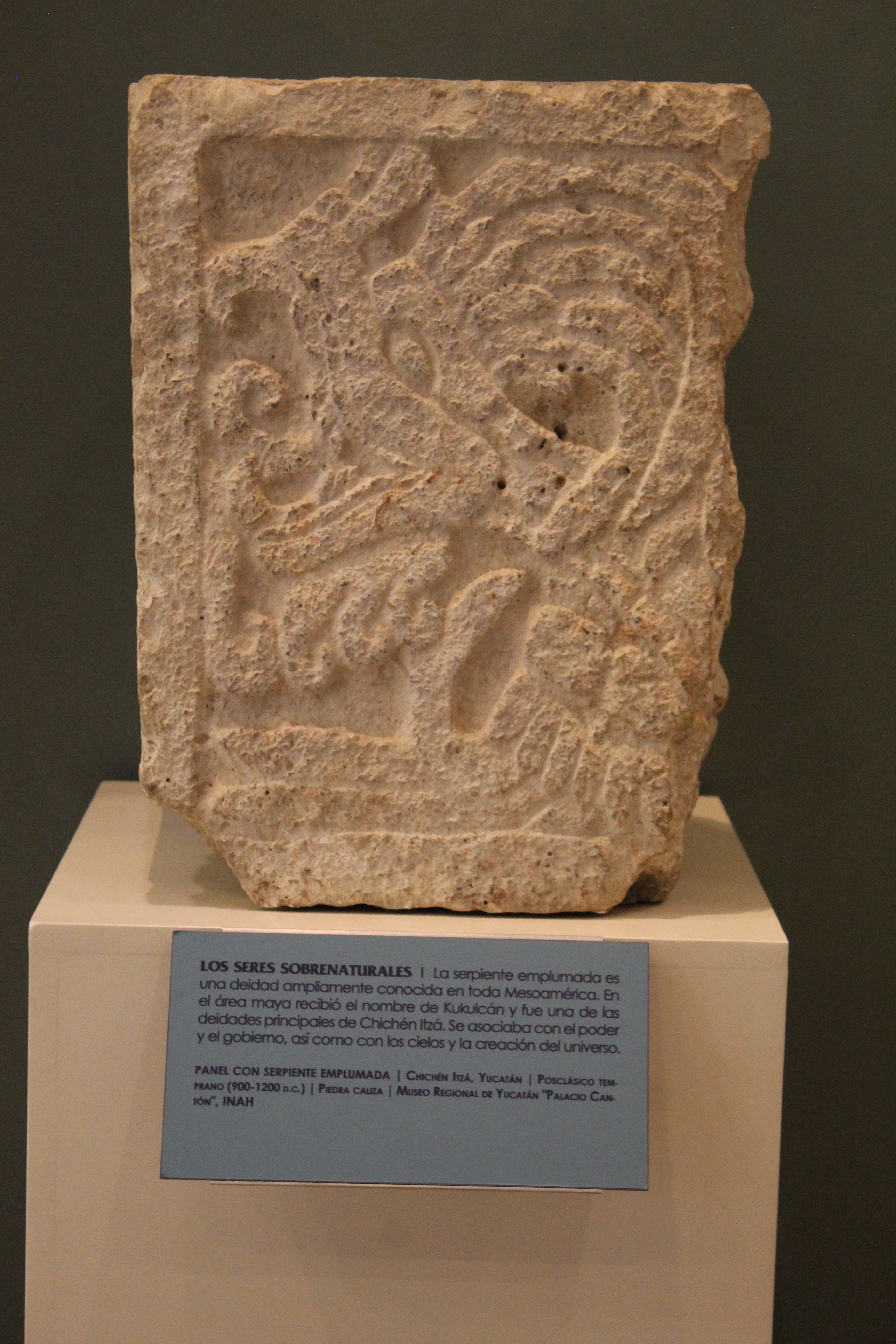
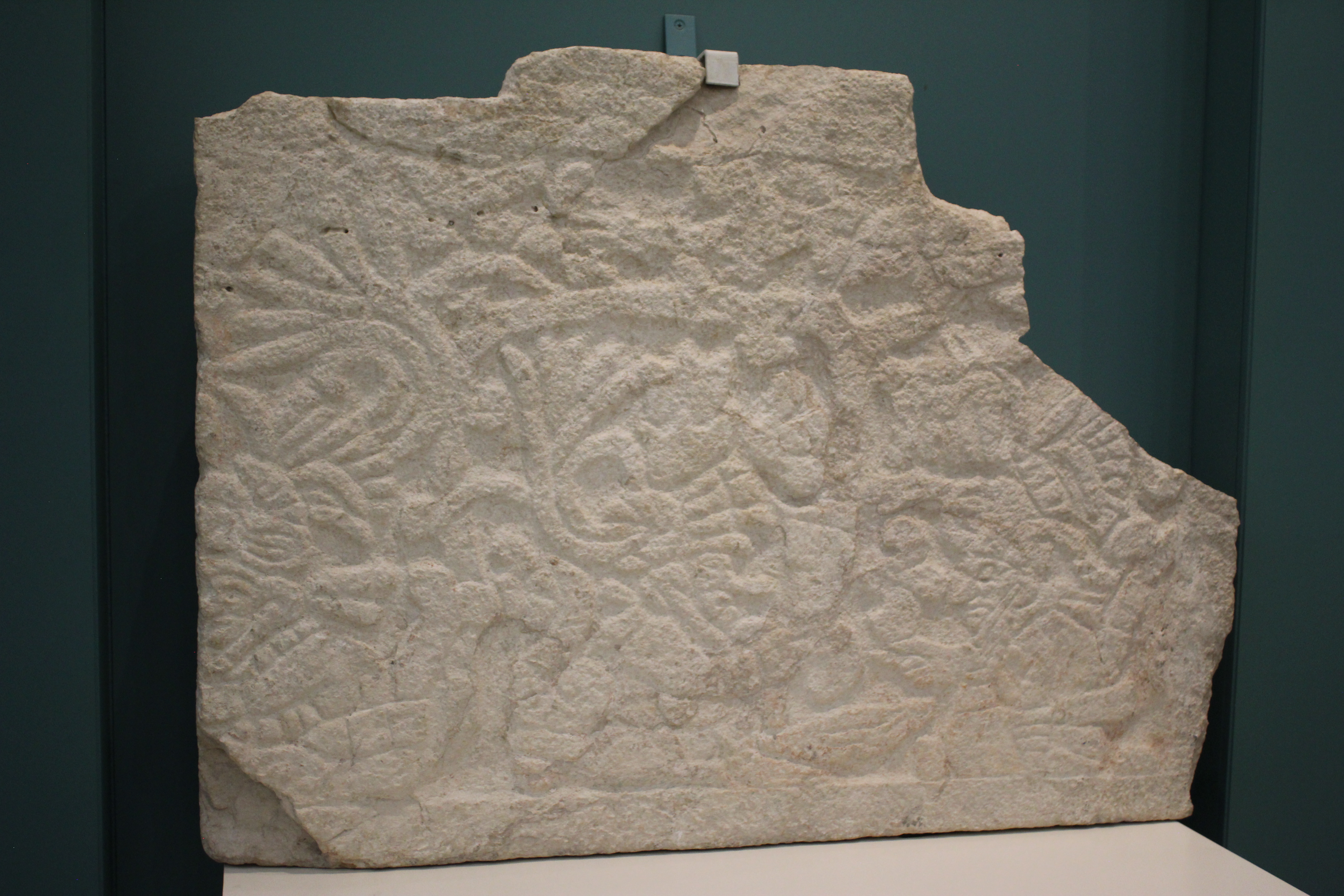
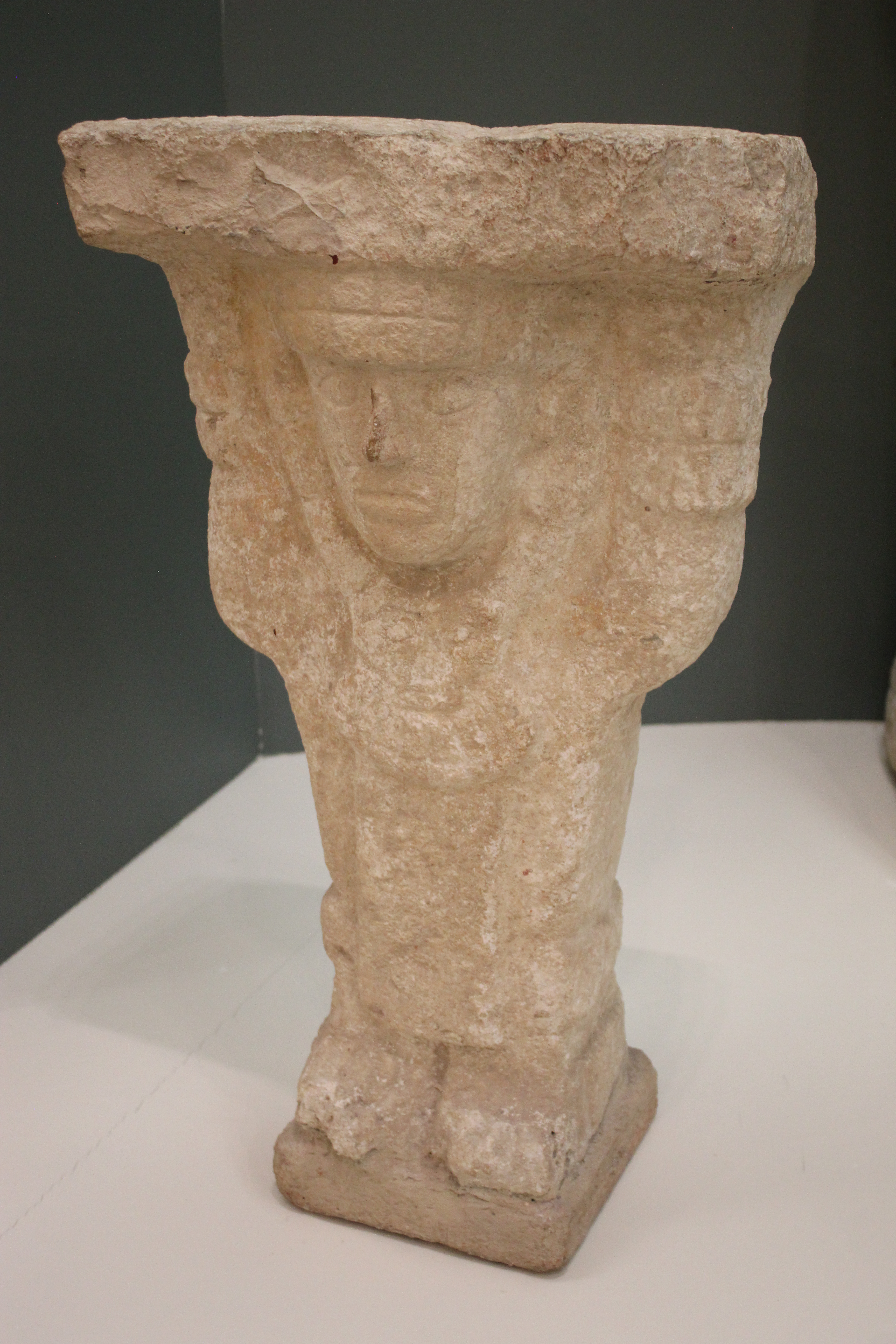
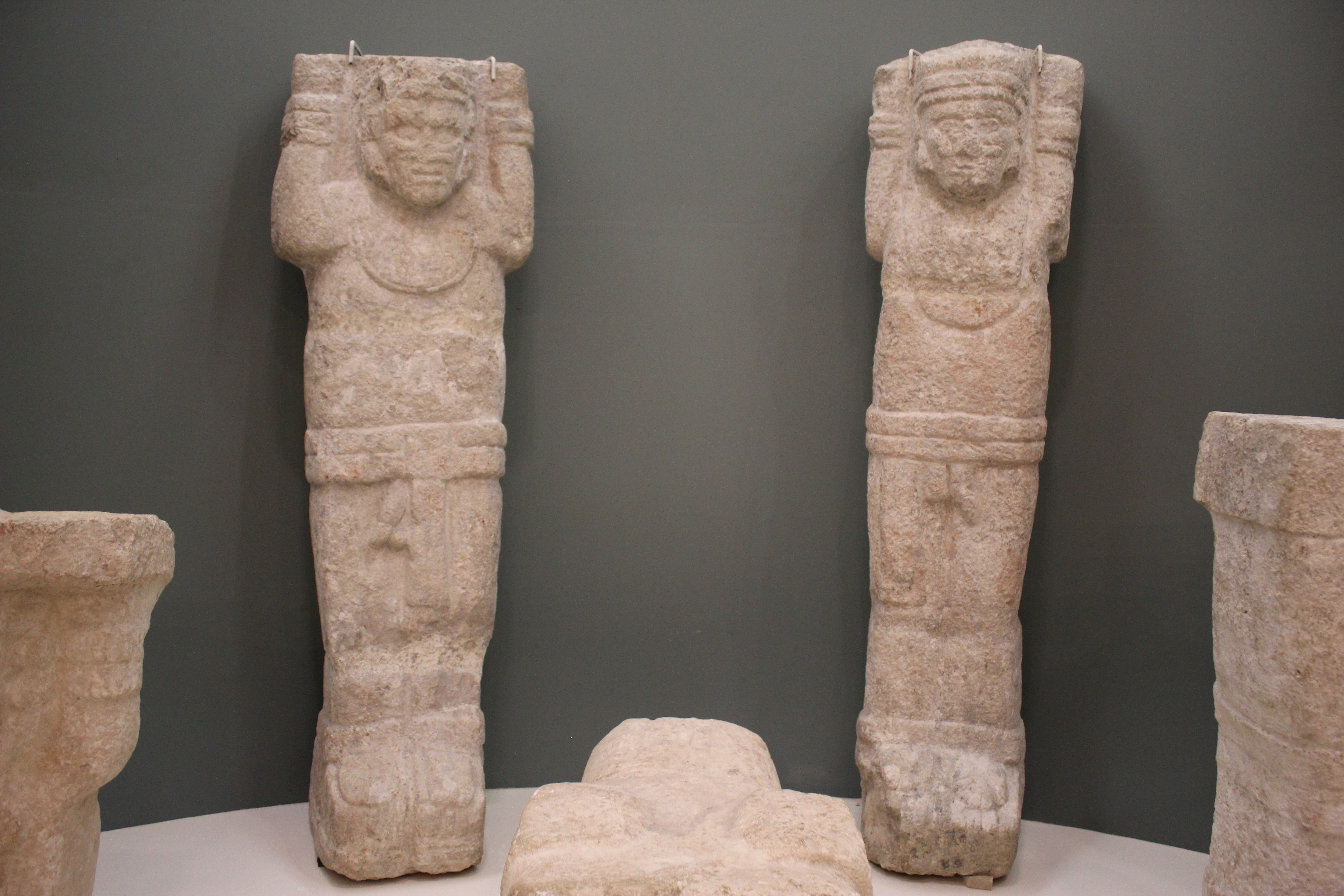
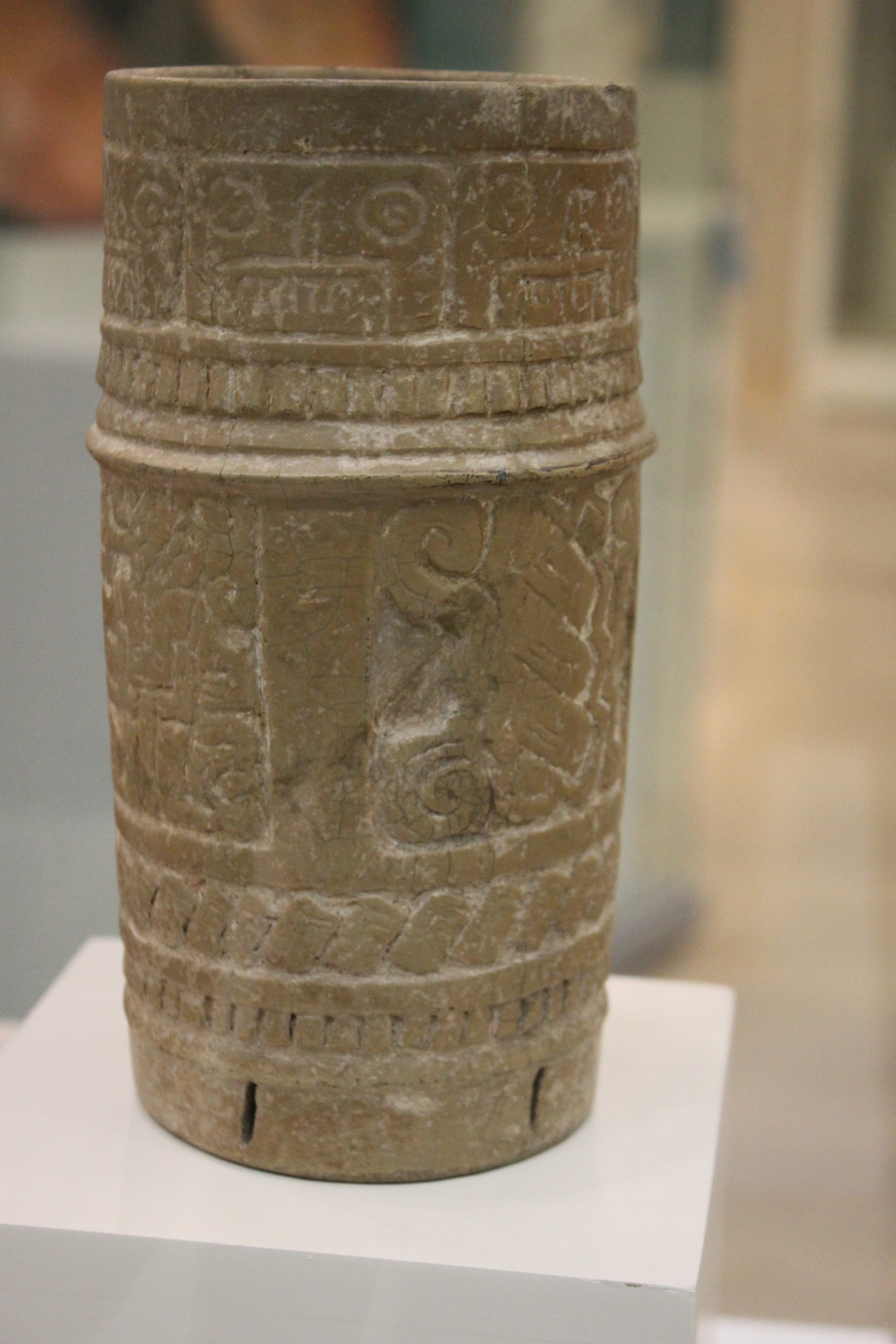
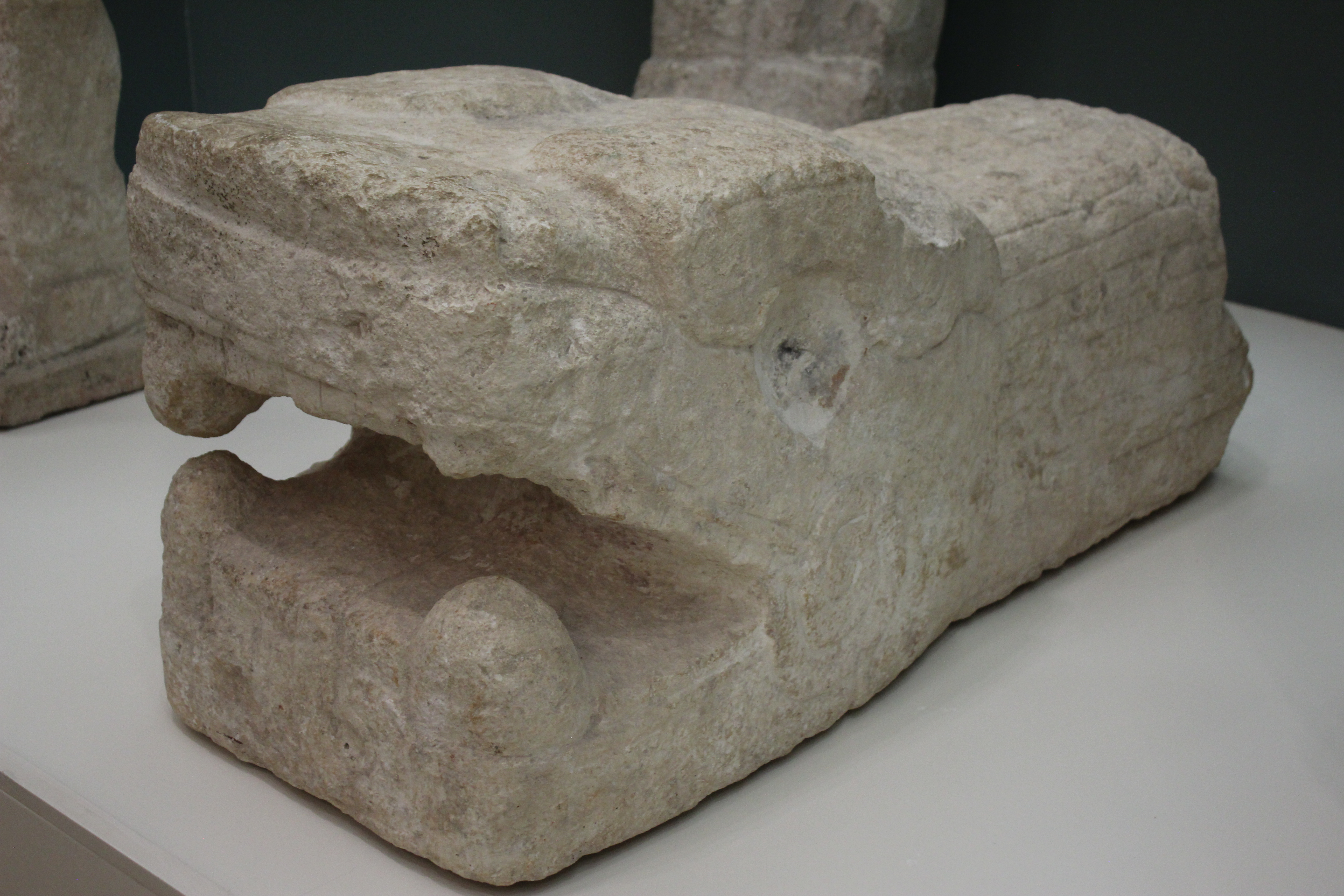
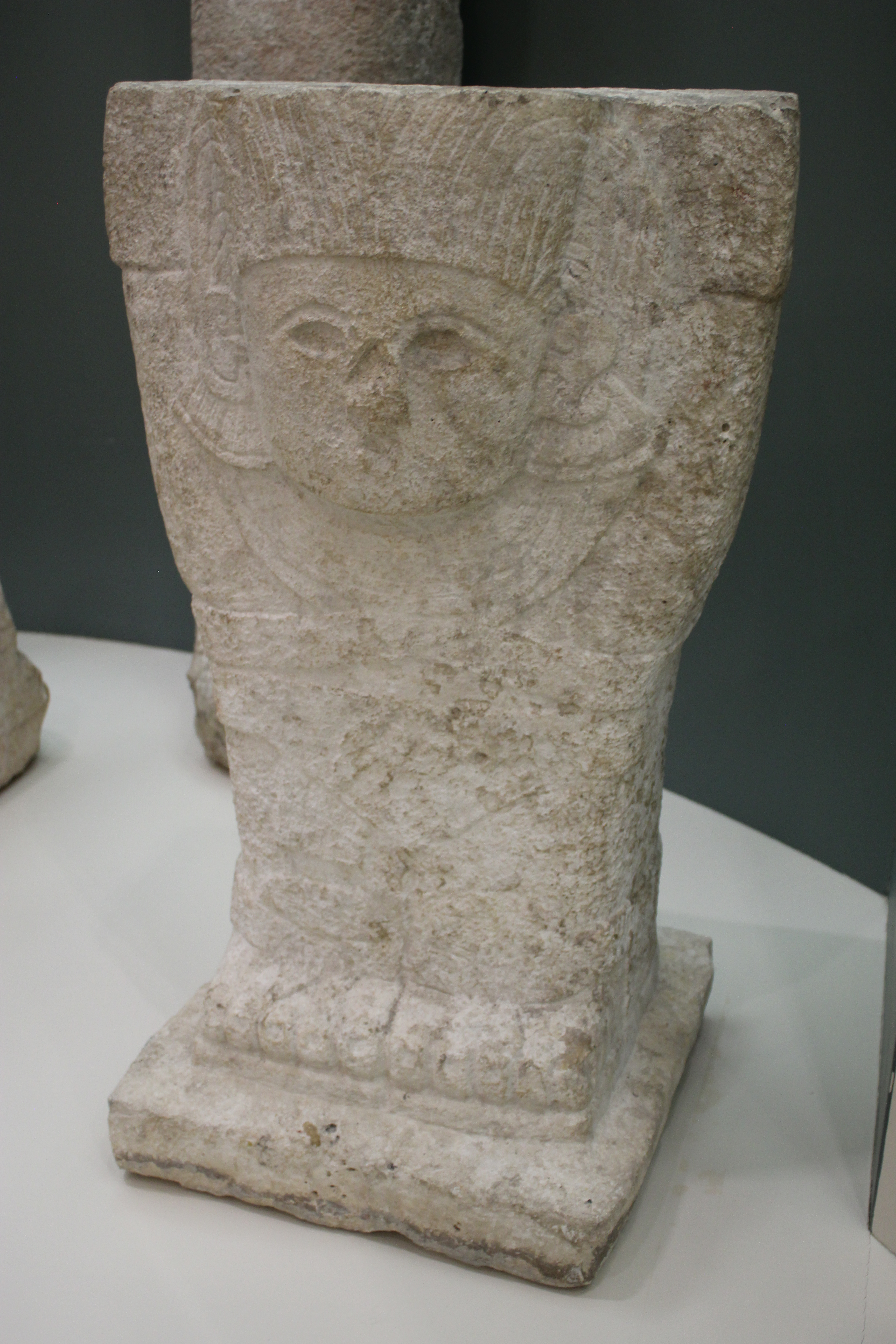
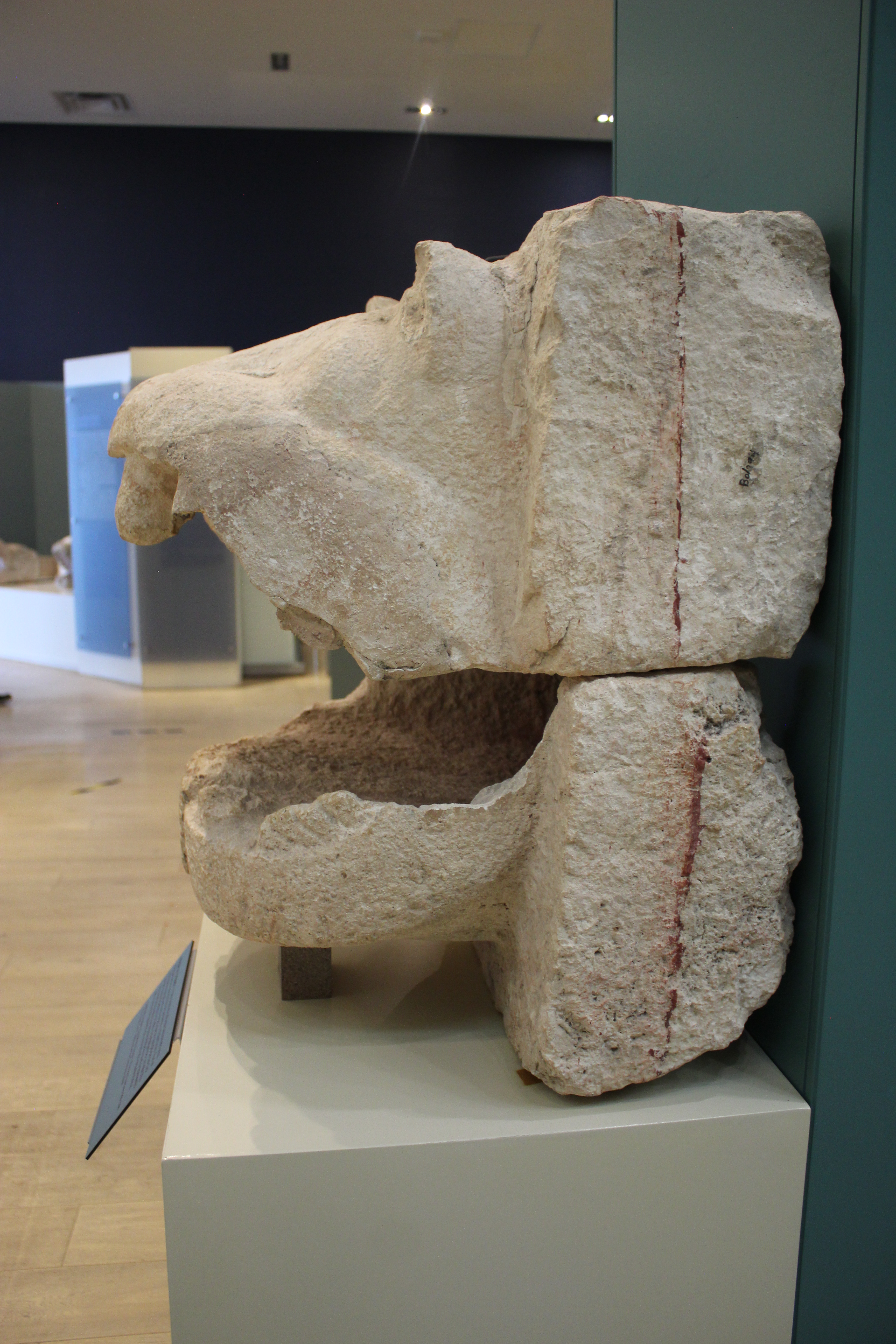
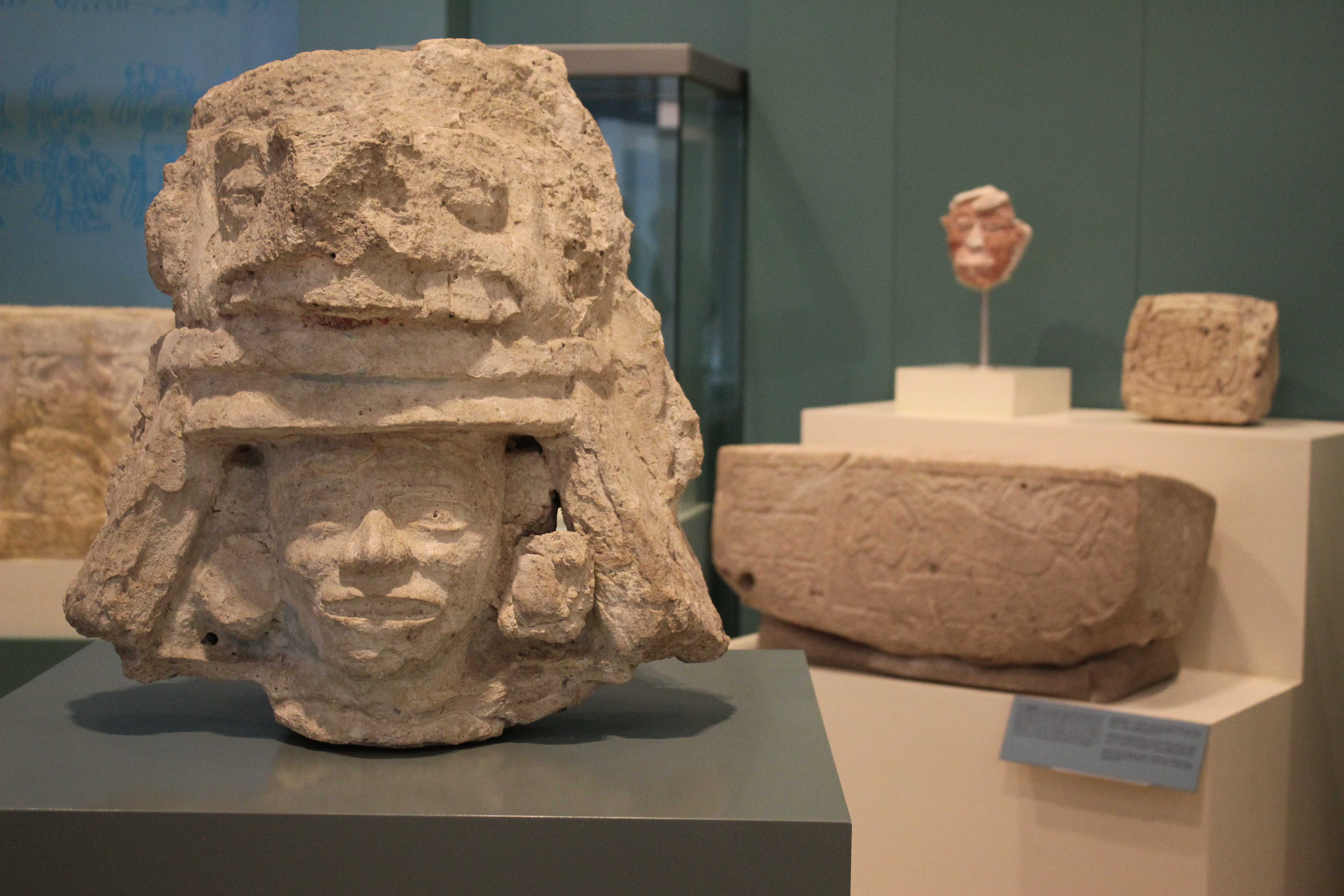
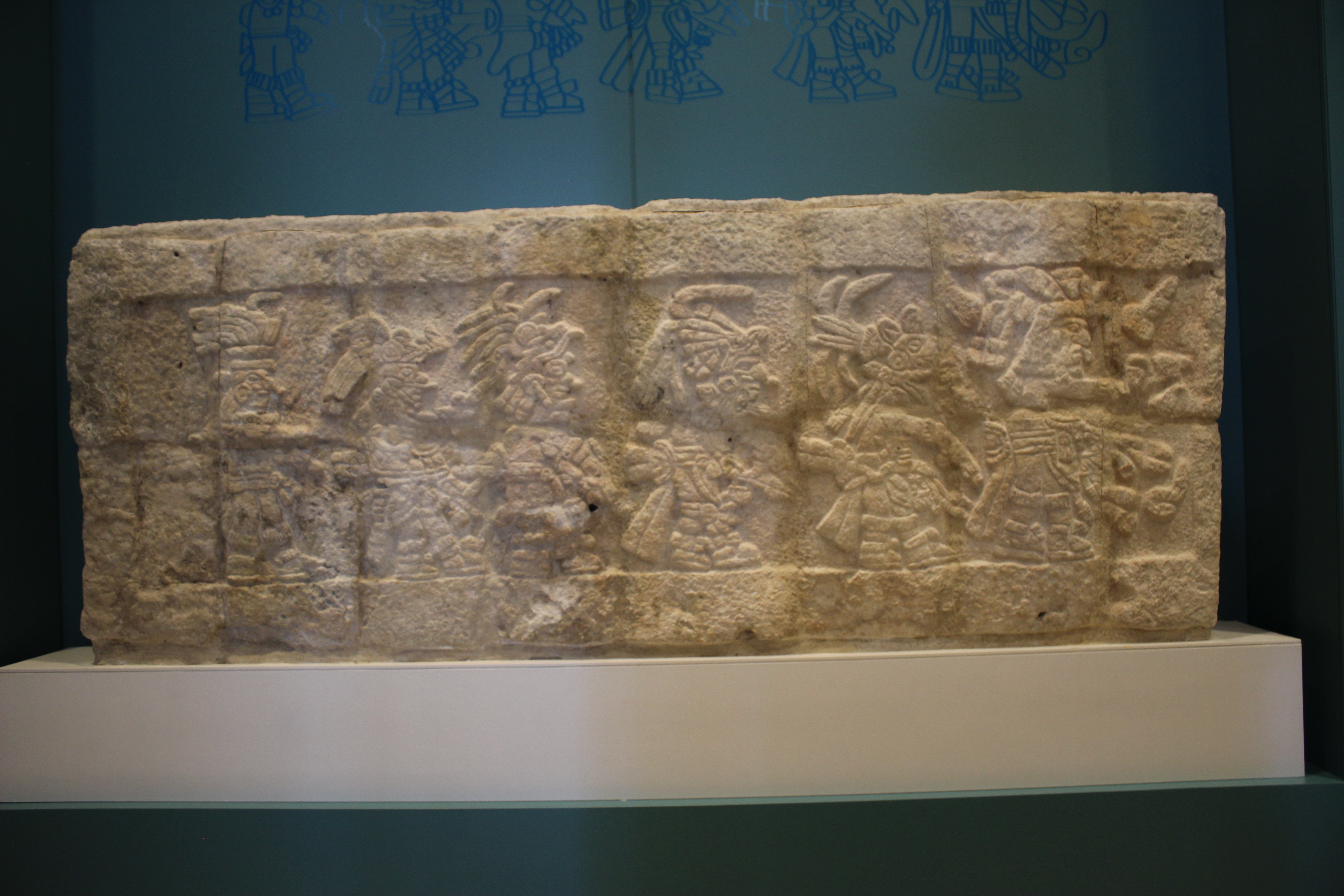
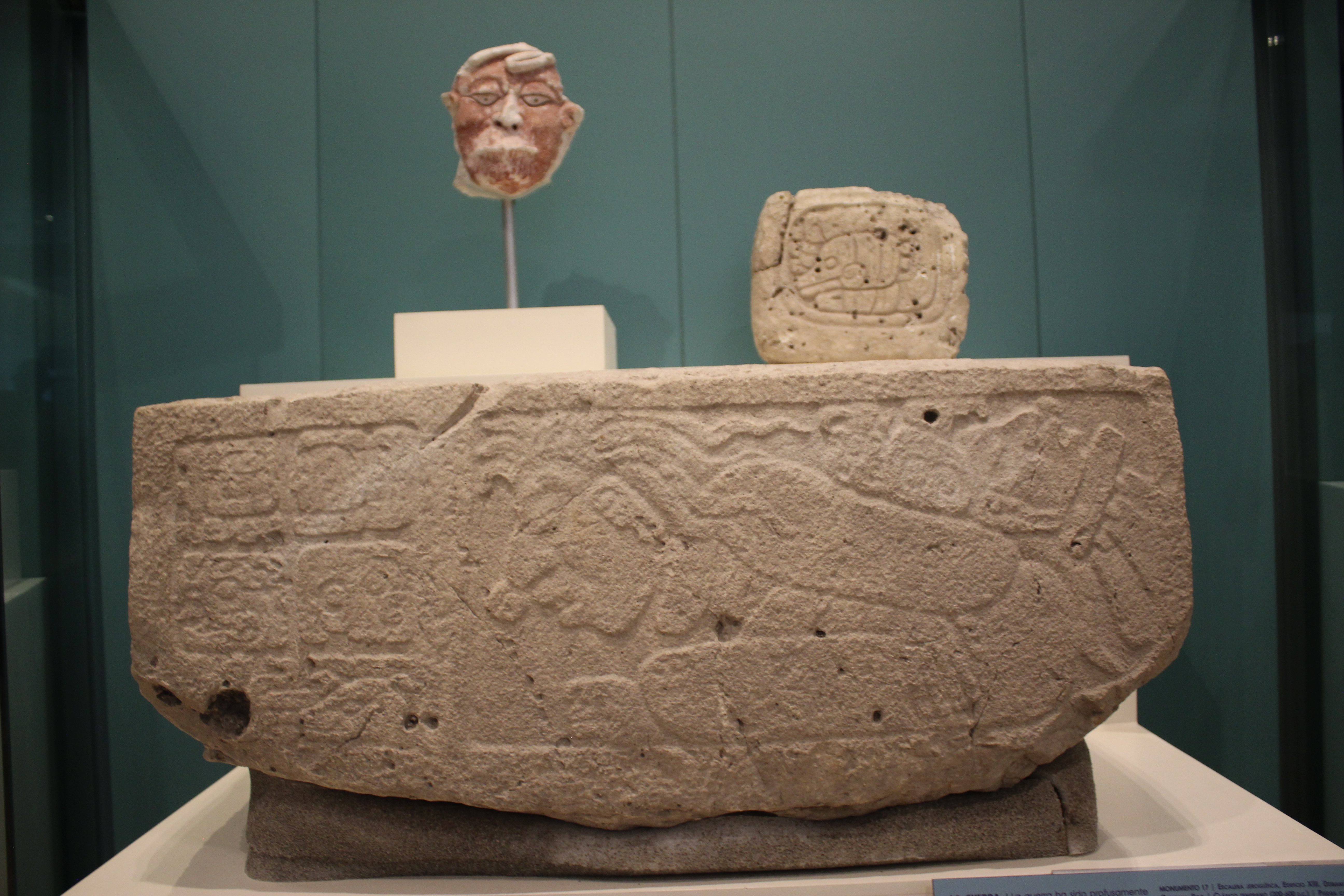
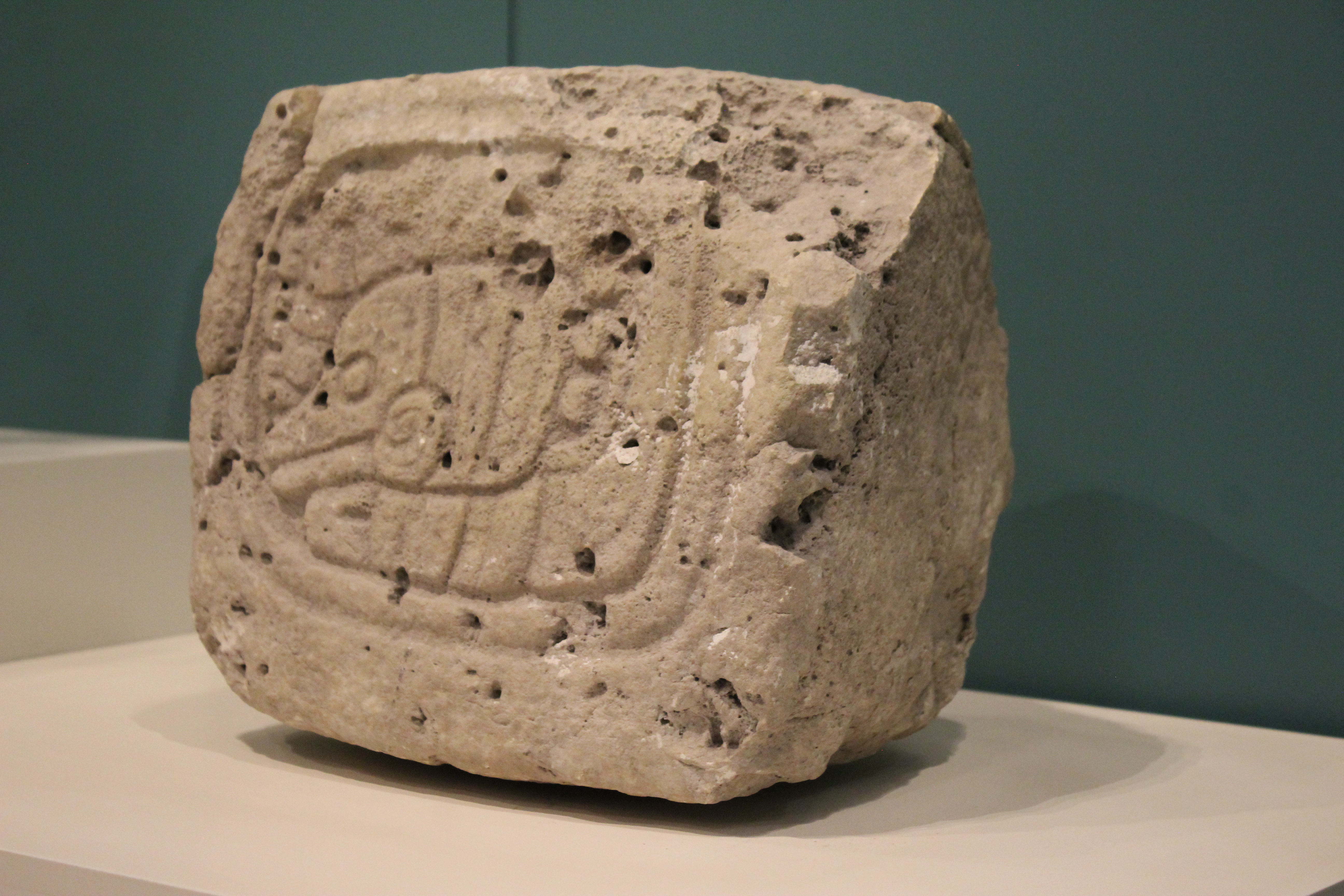
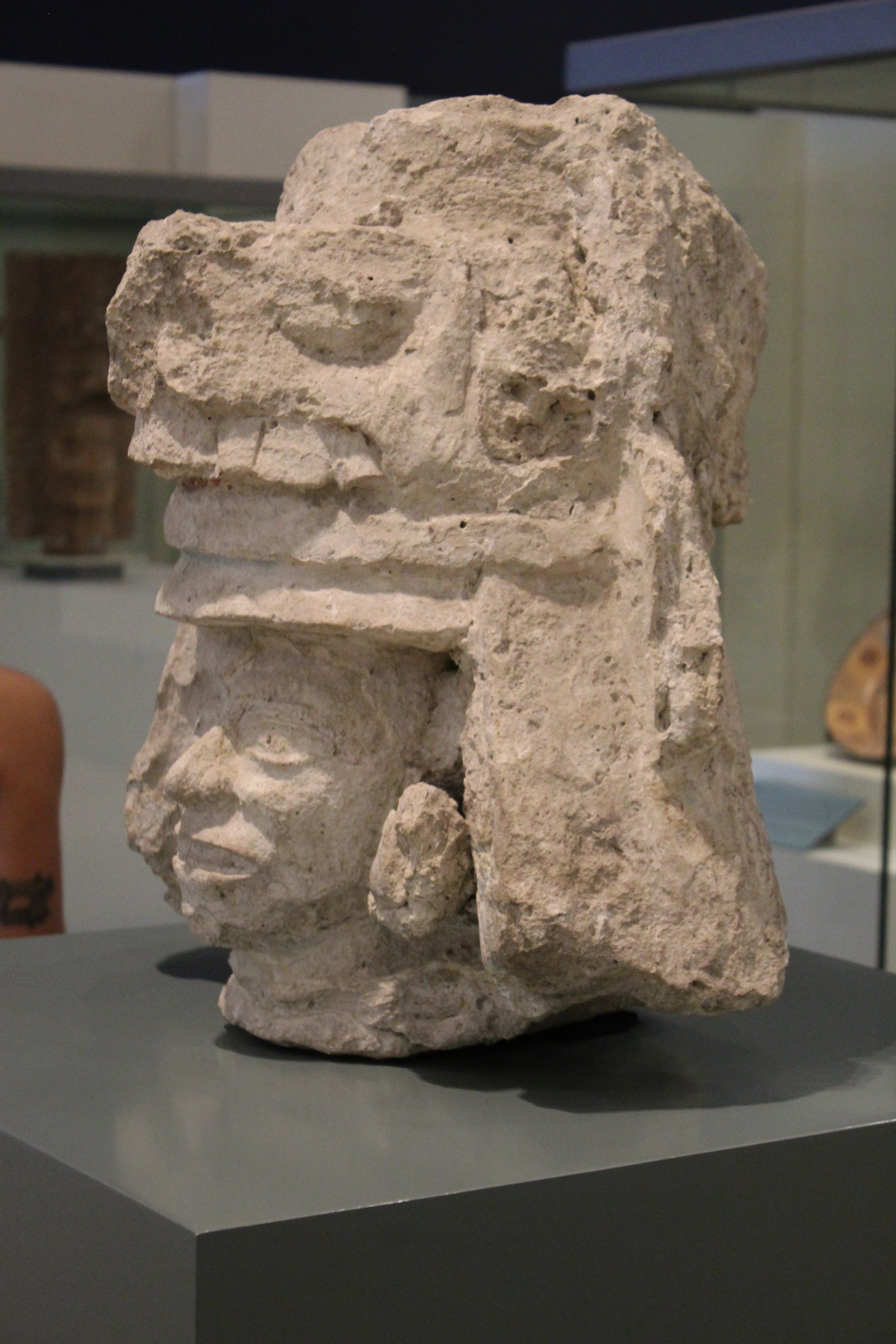
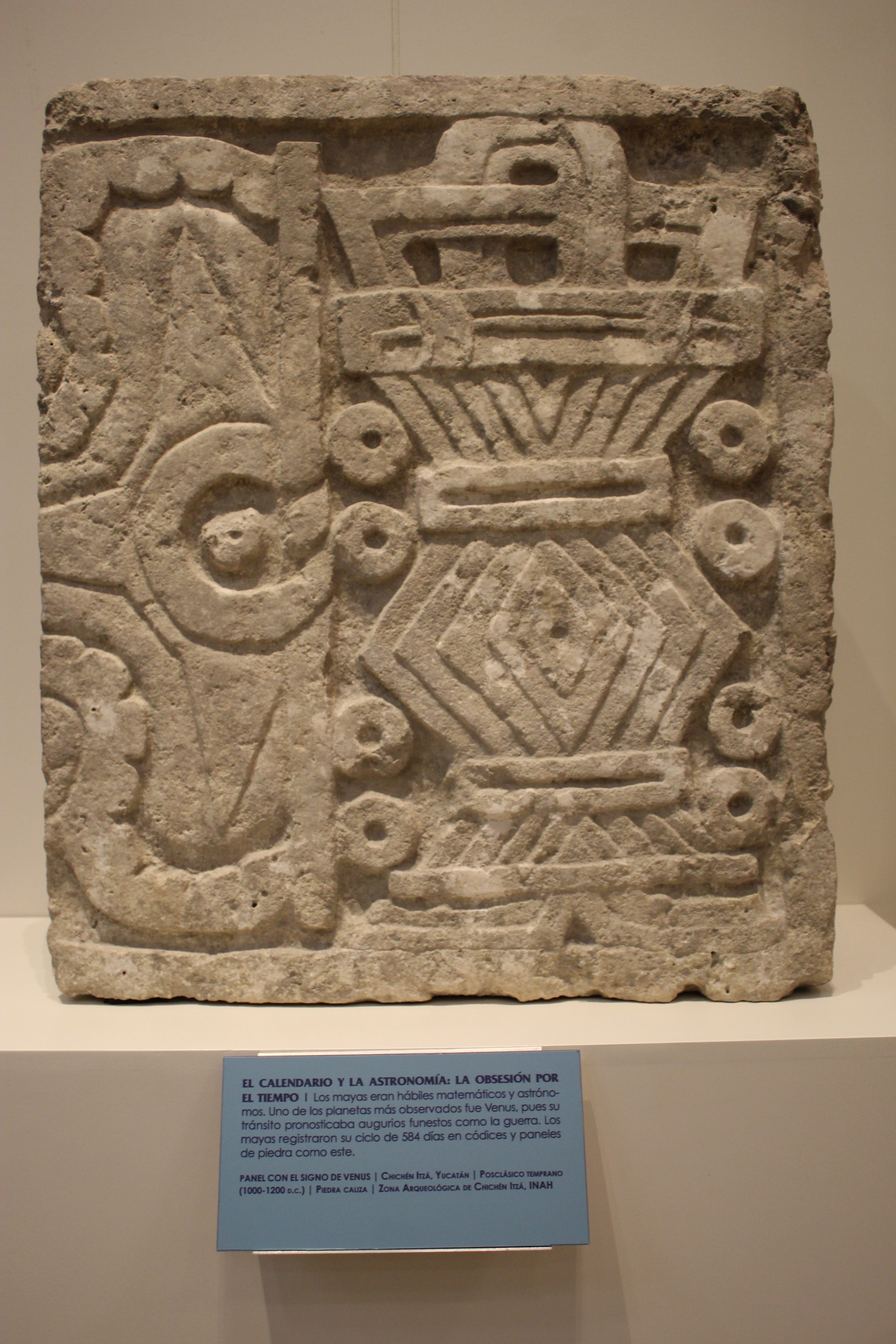
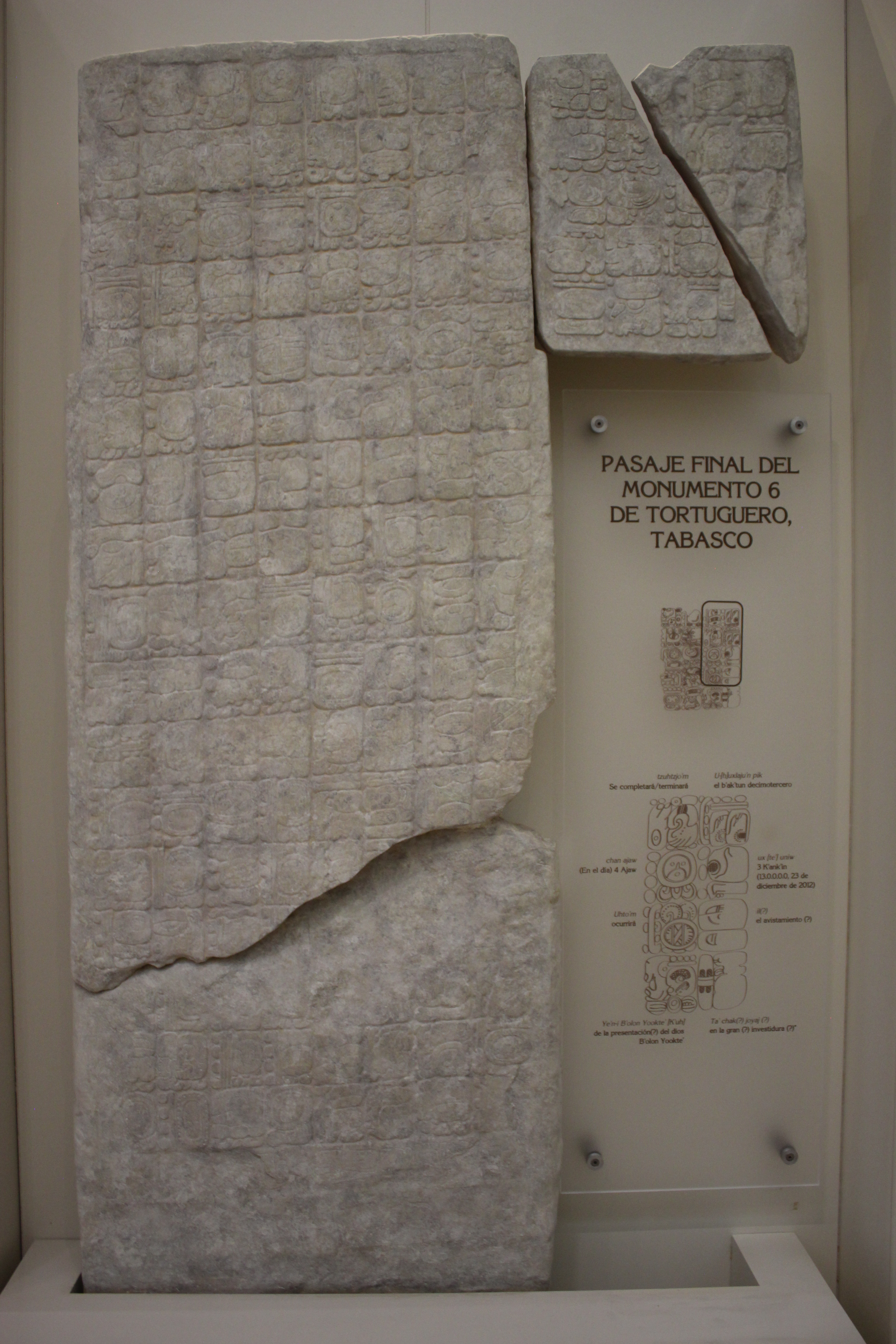
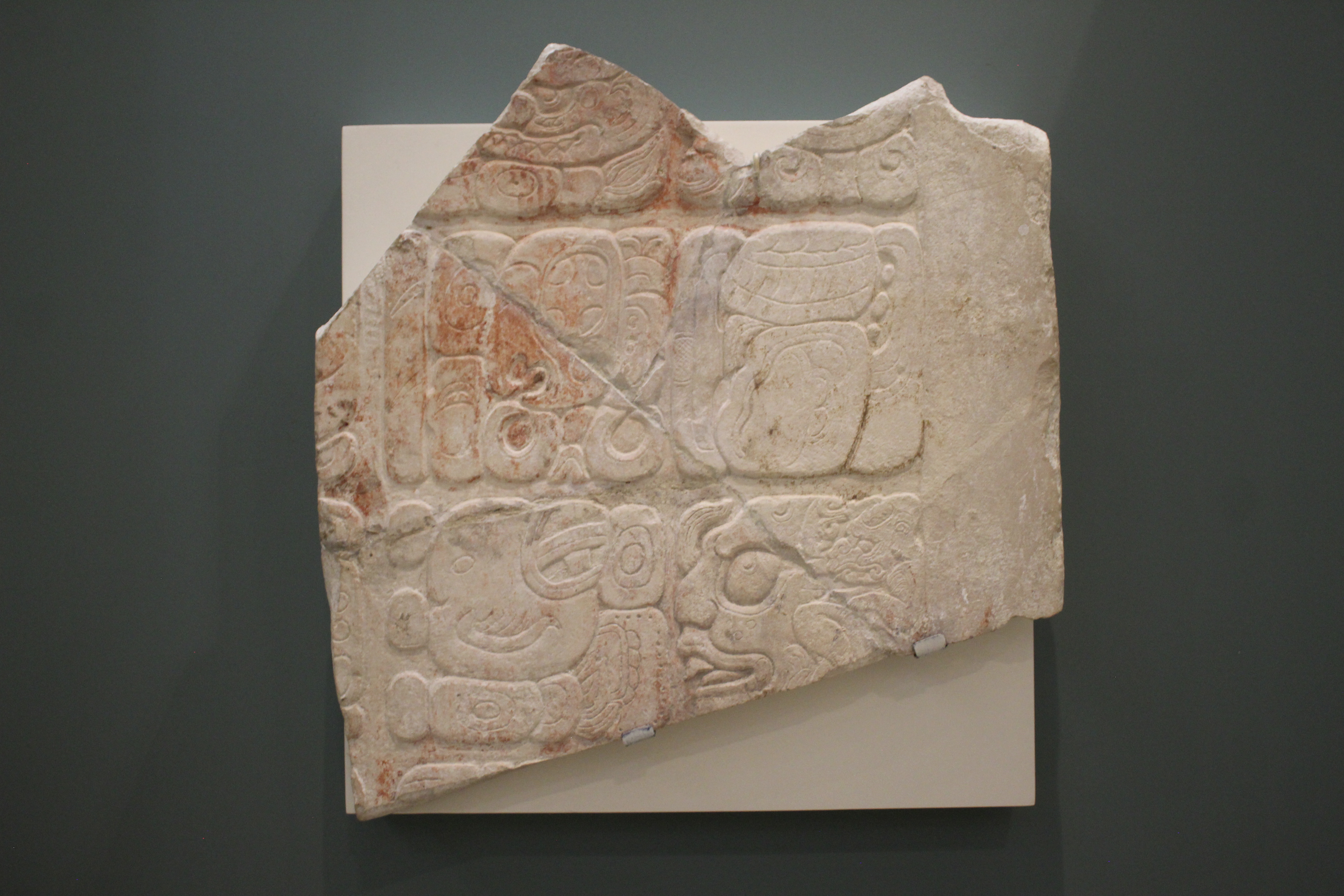
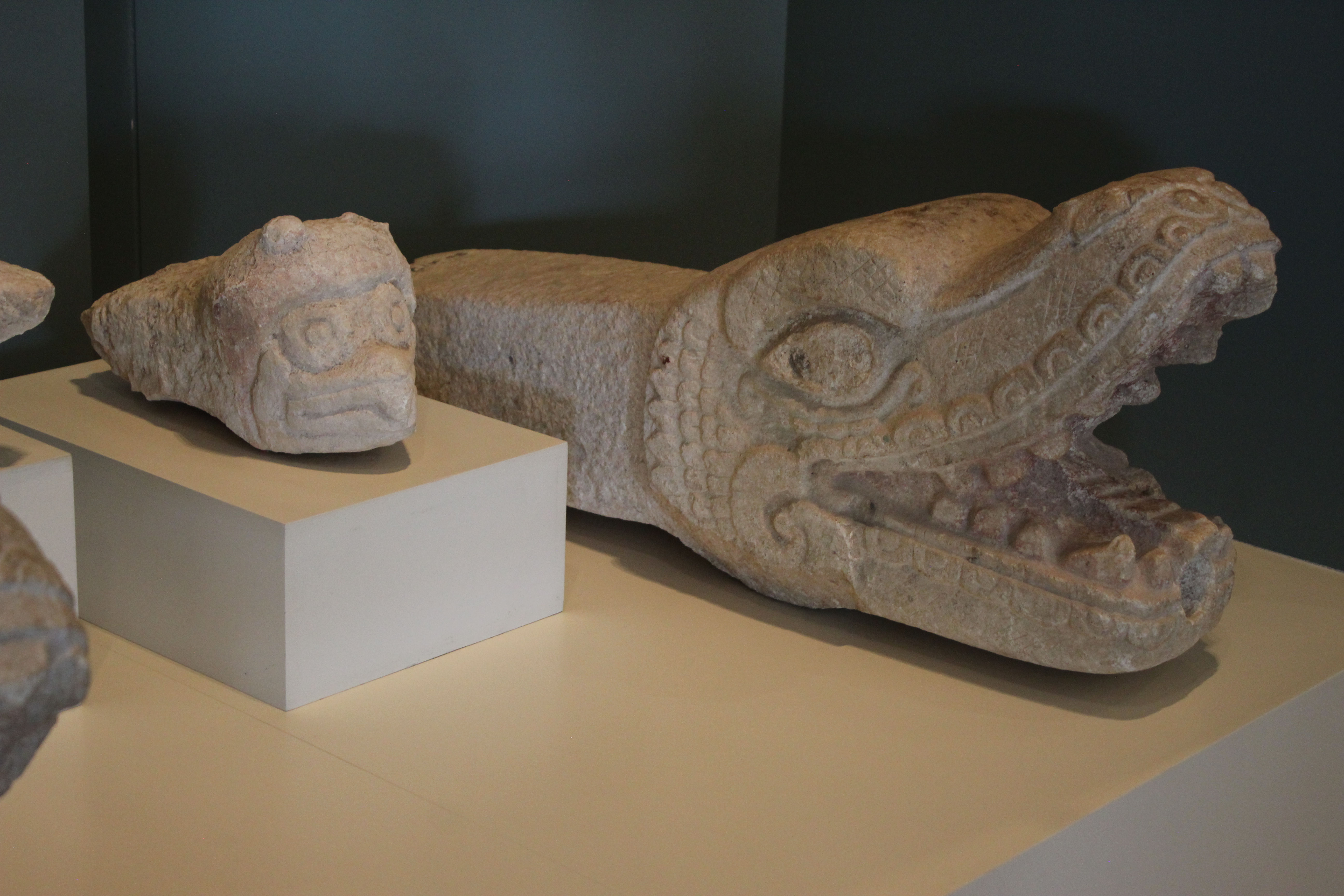
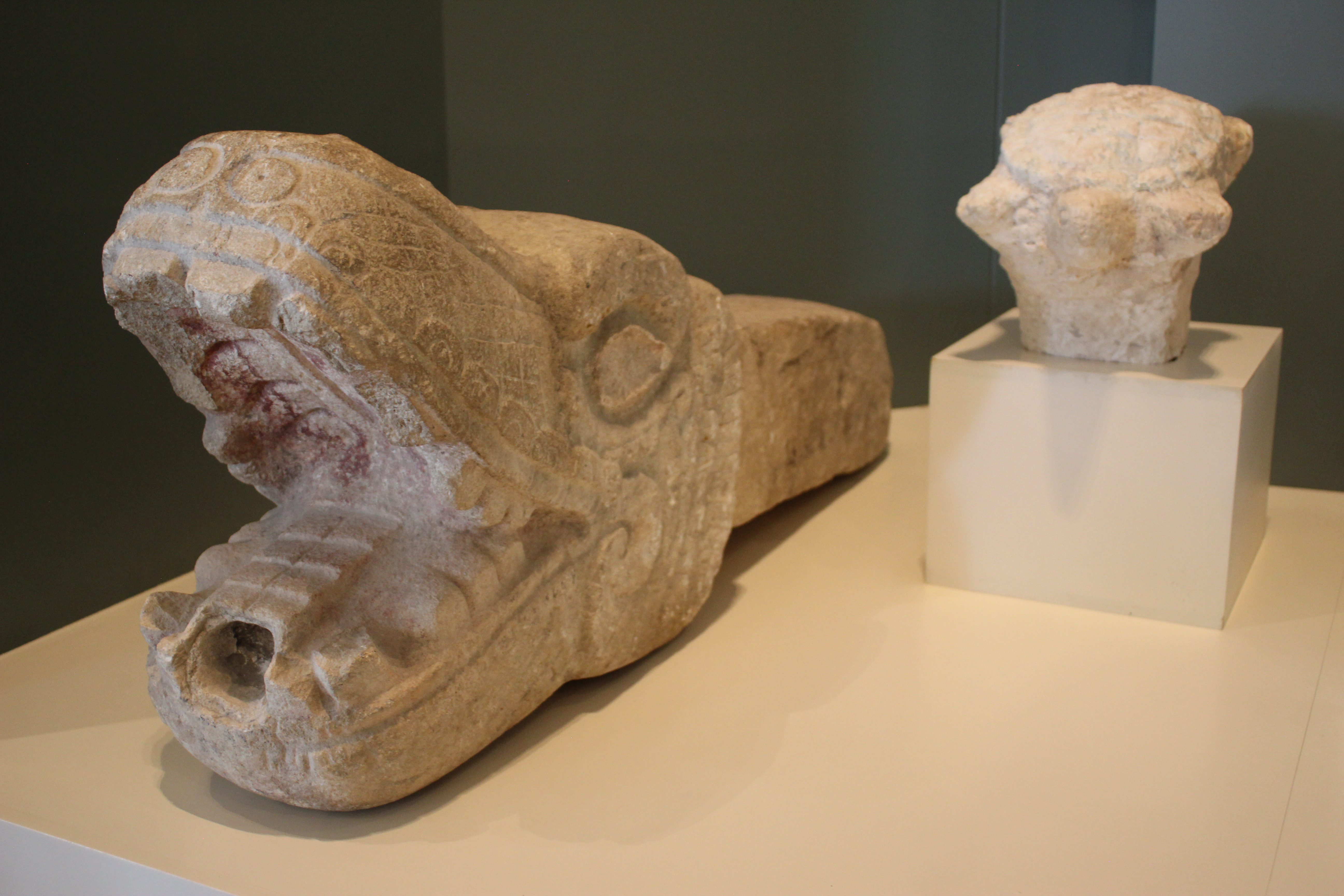
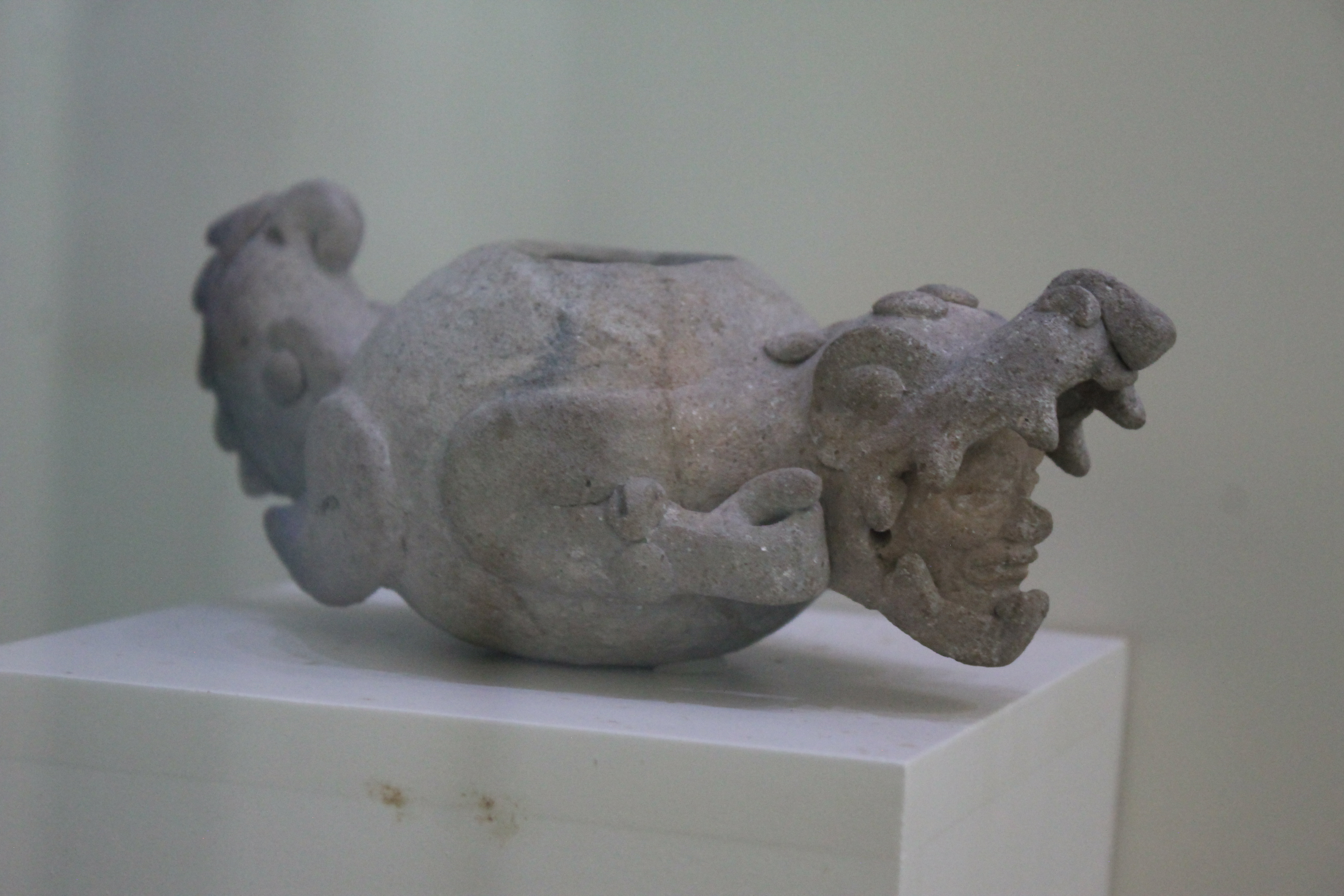
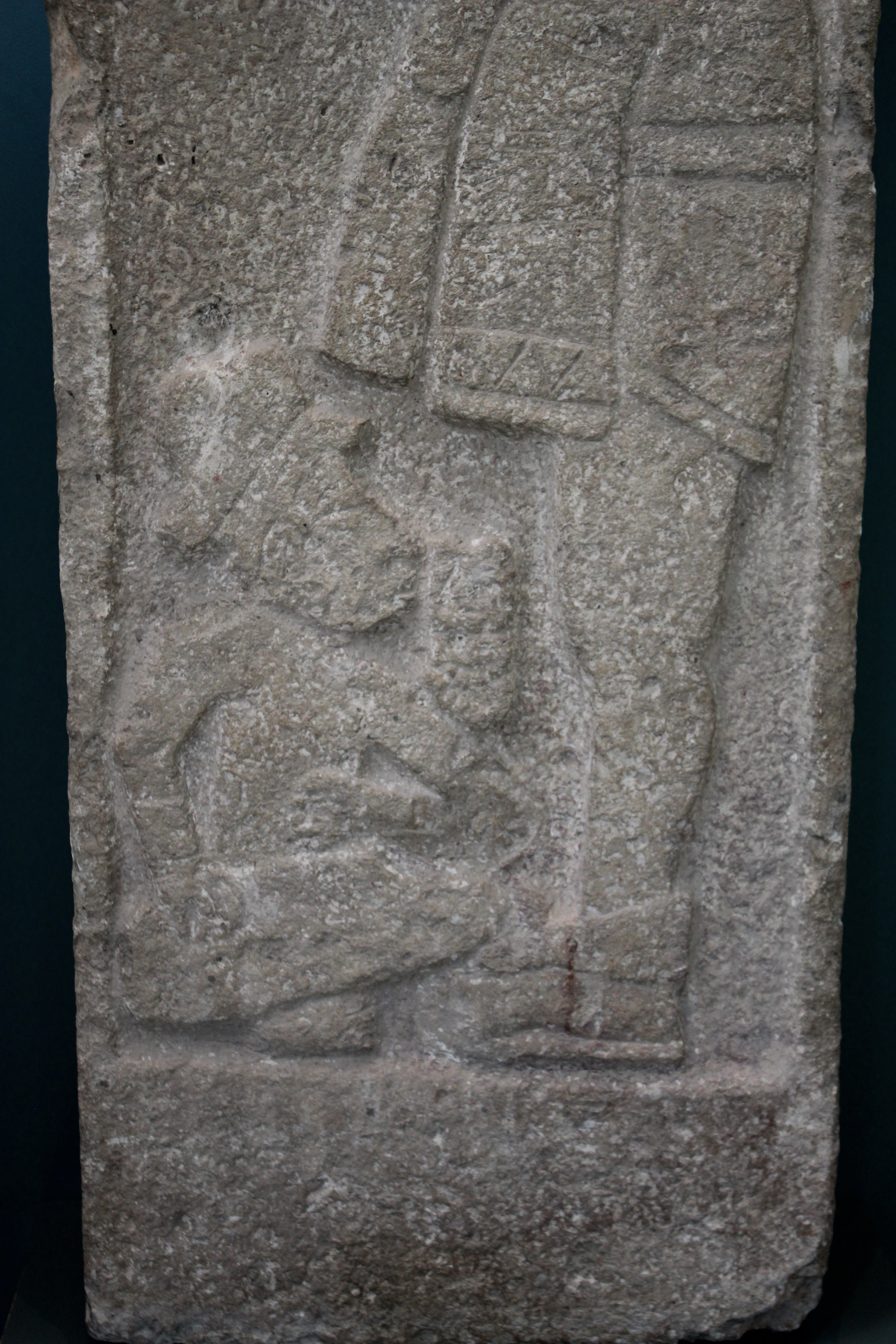
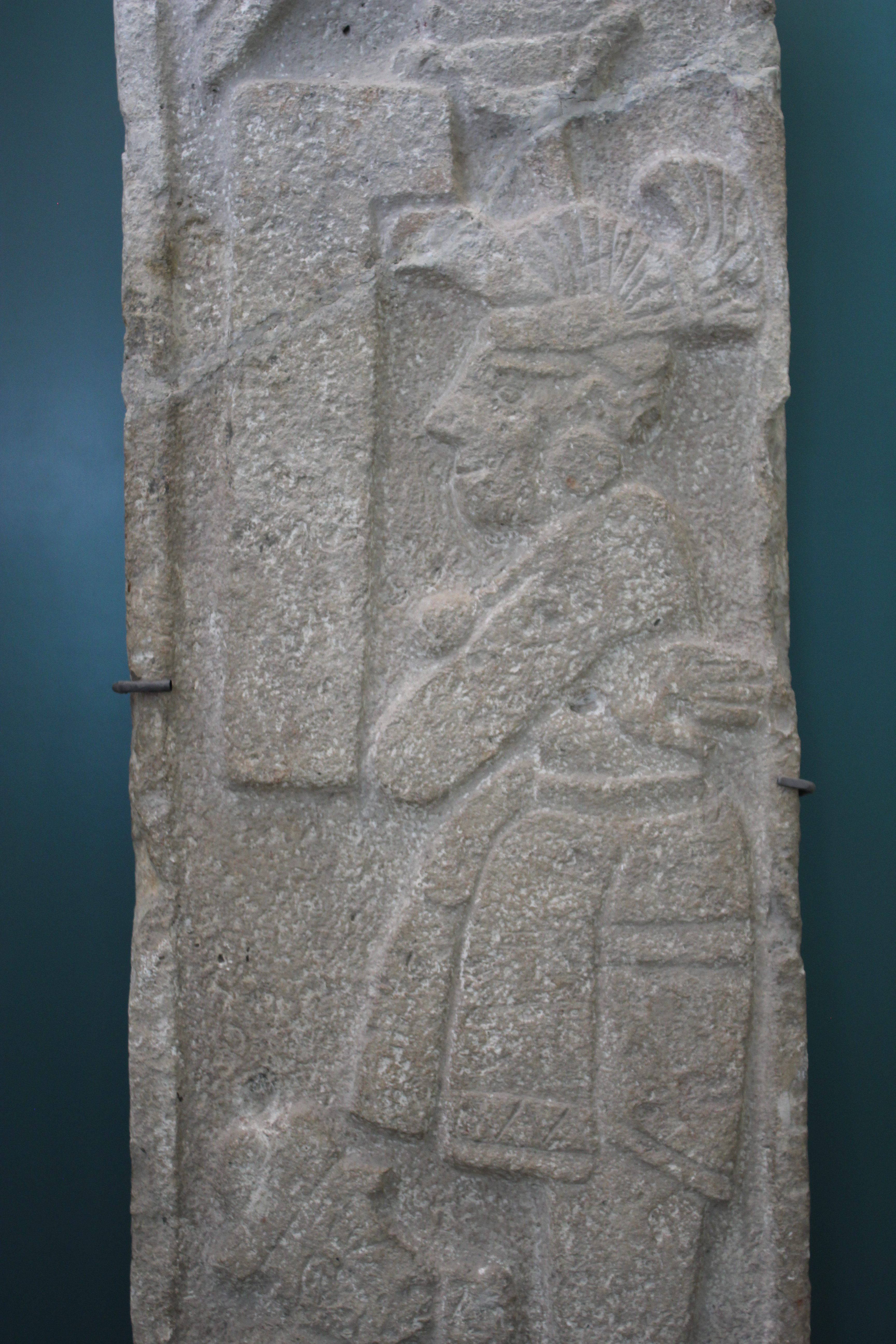
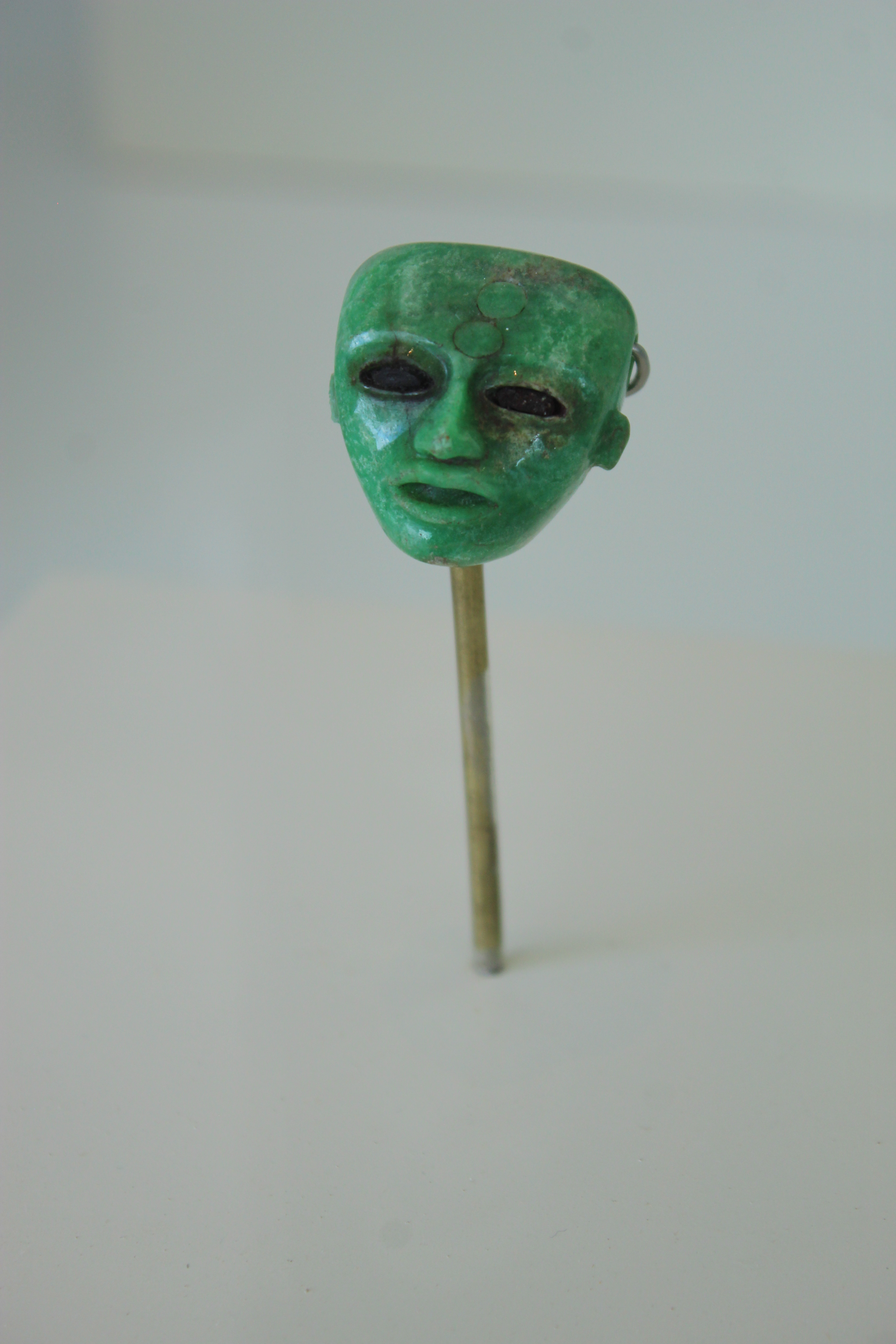

Cajetes, vasijas y platos en el Museo Maya de Cancún
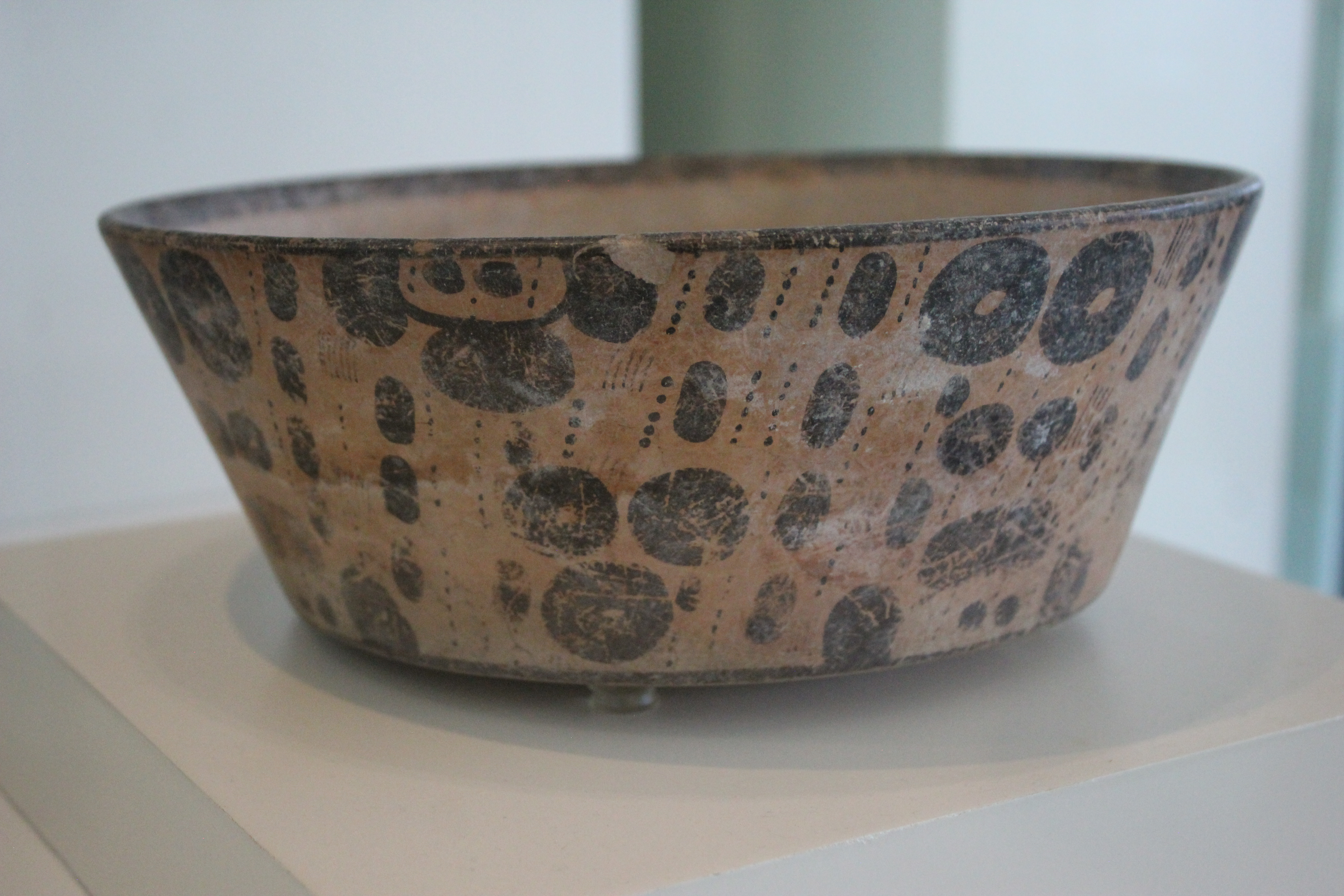
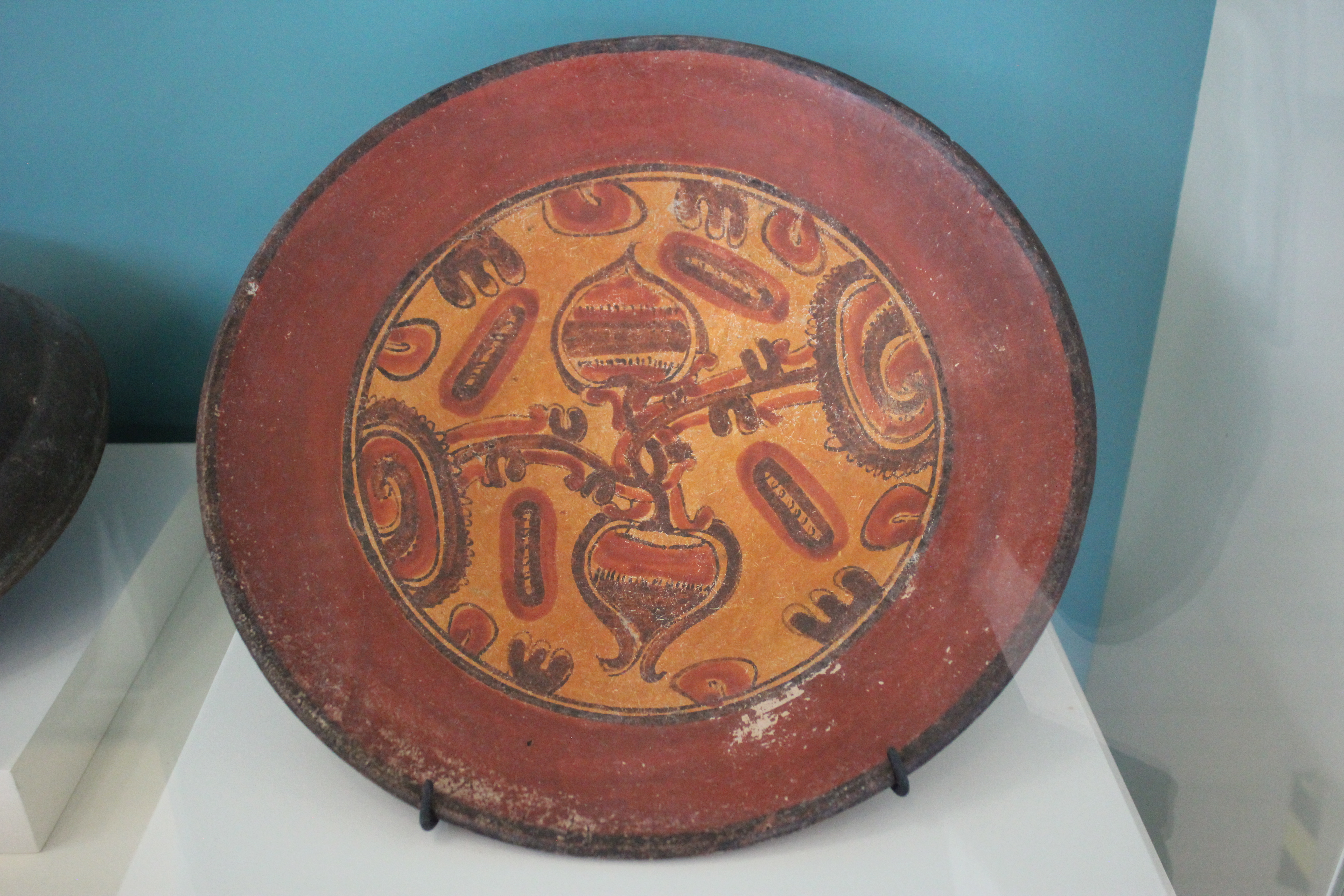
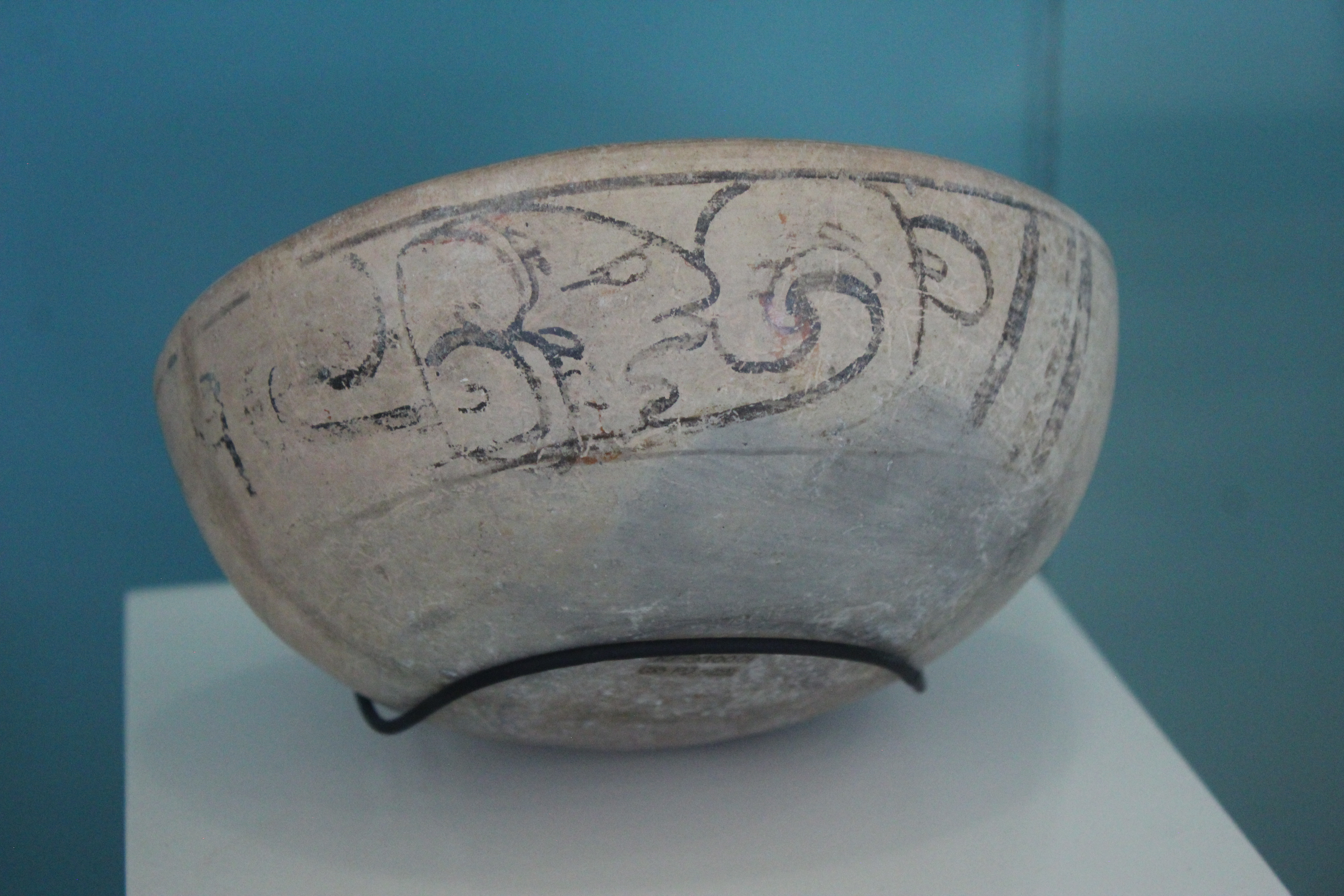
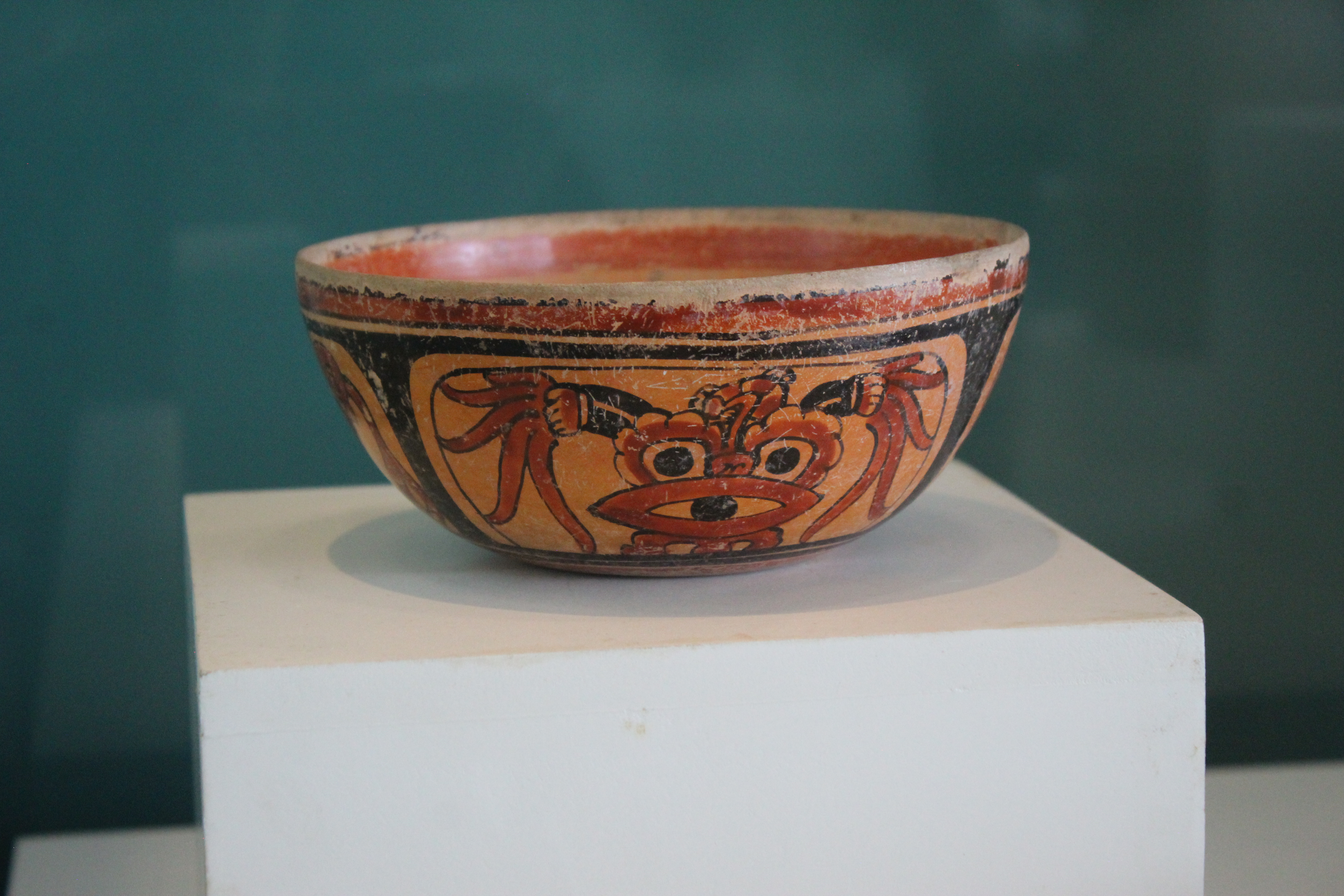
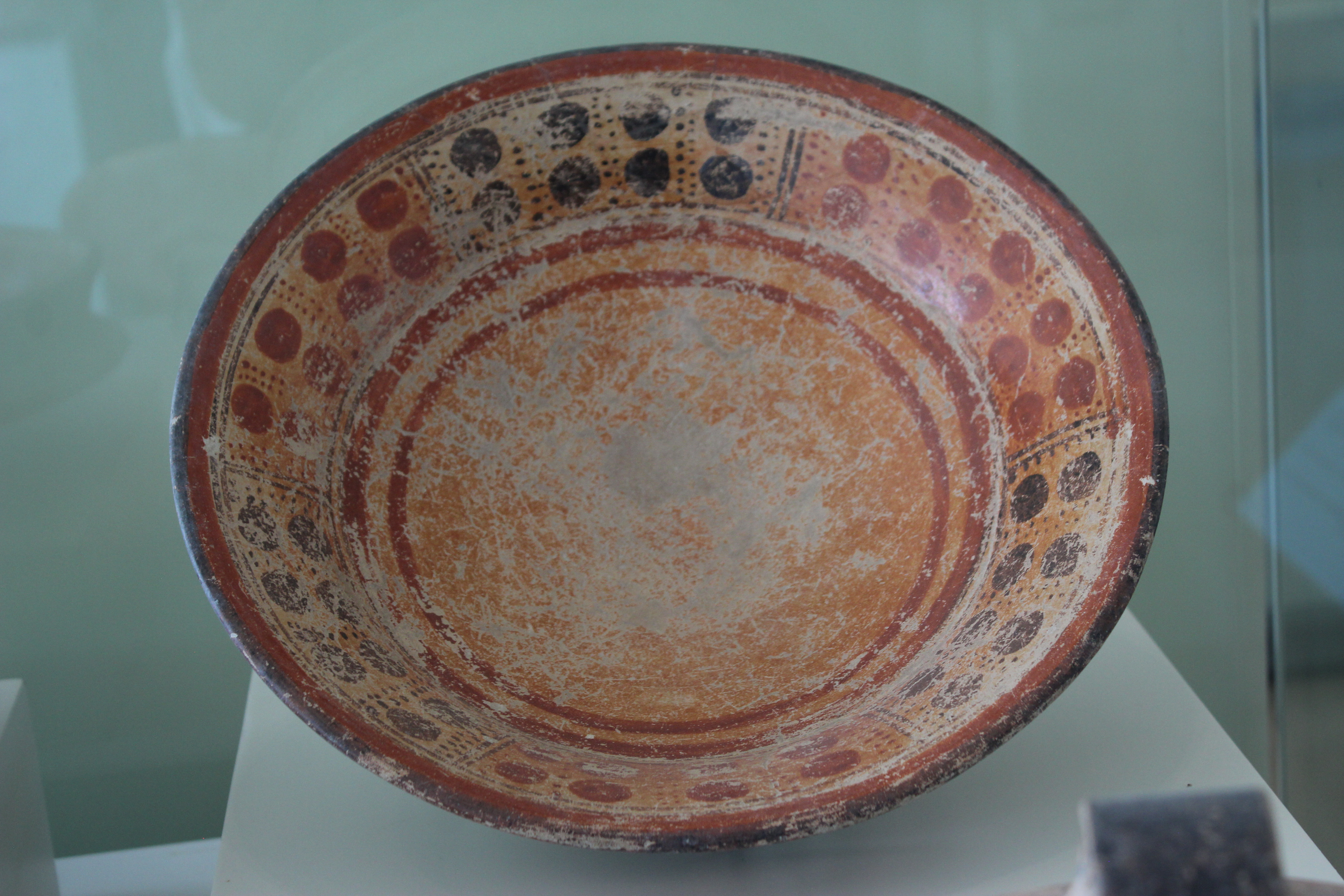
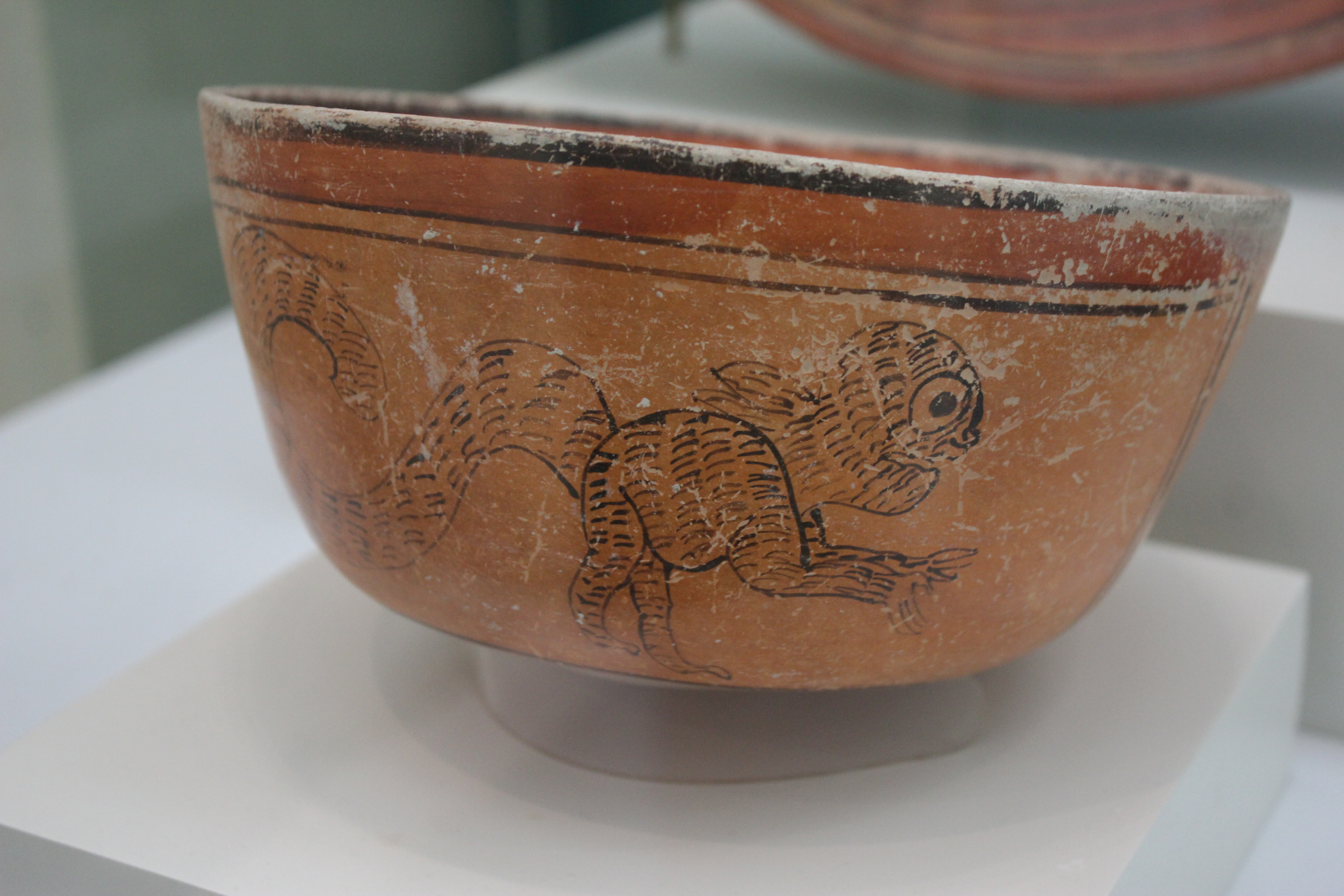
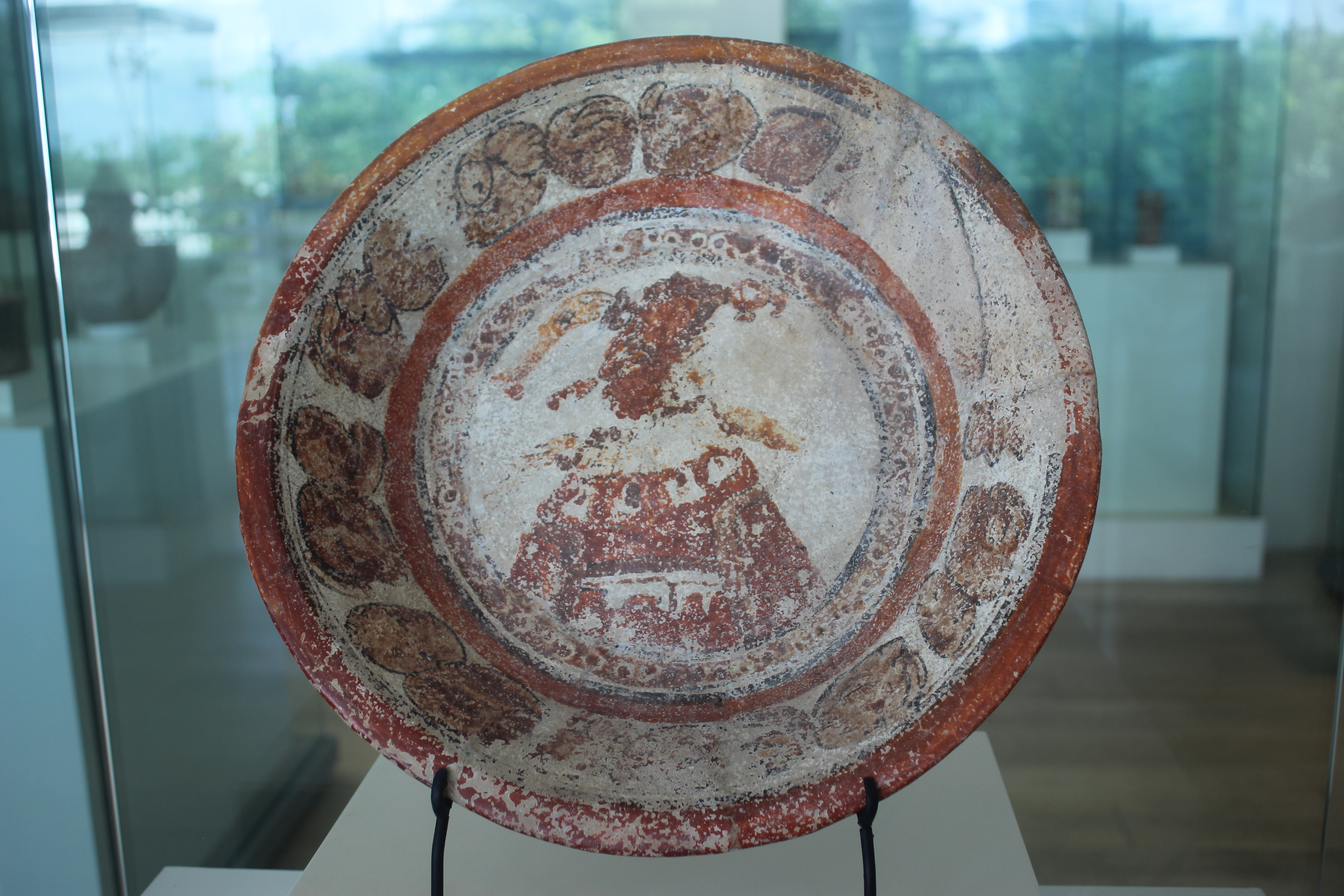
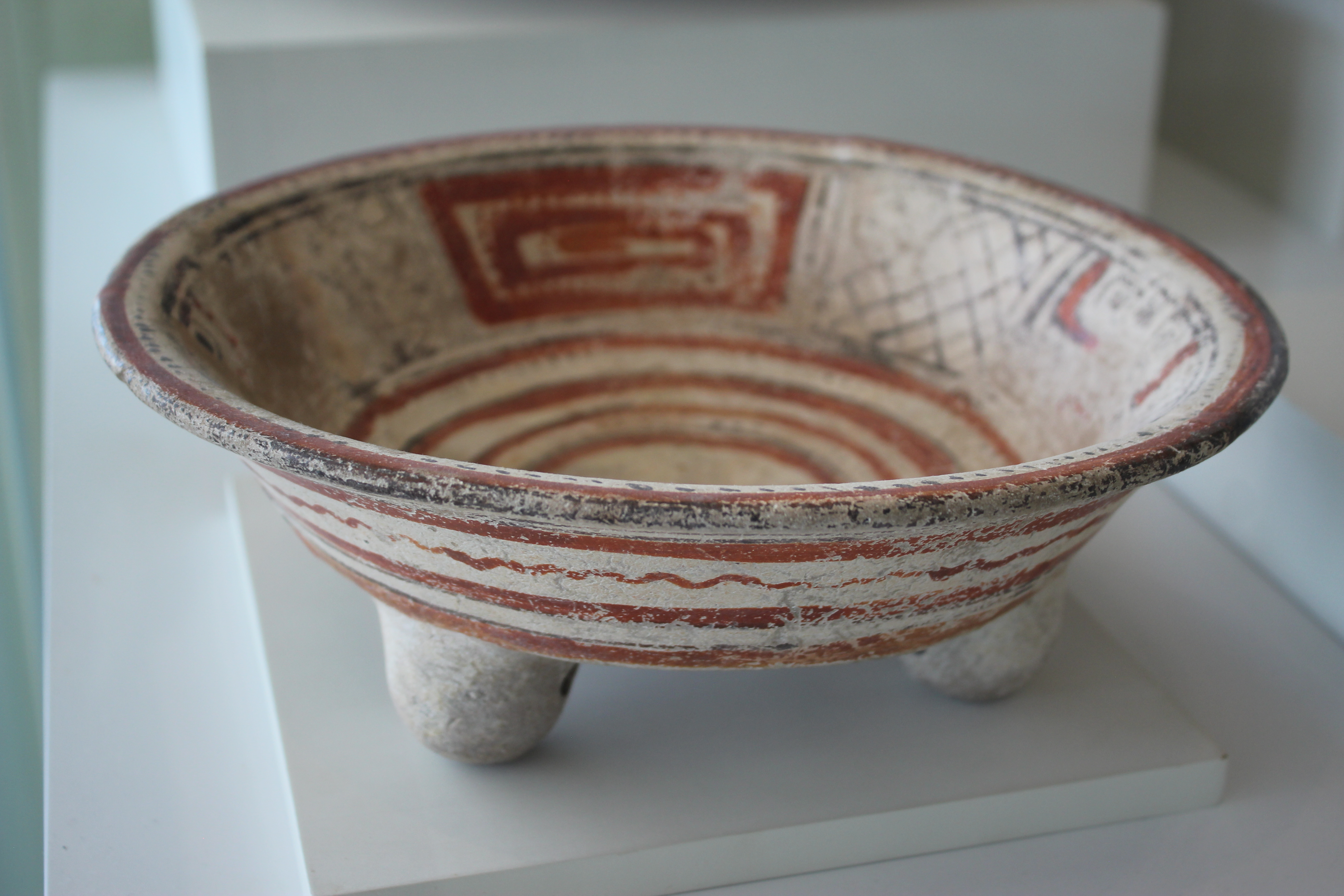
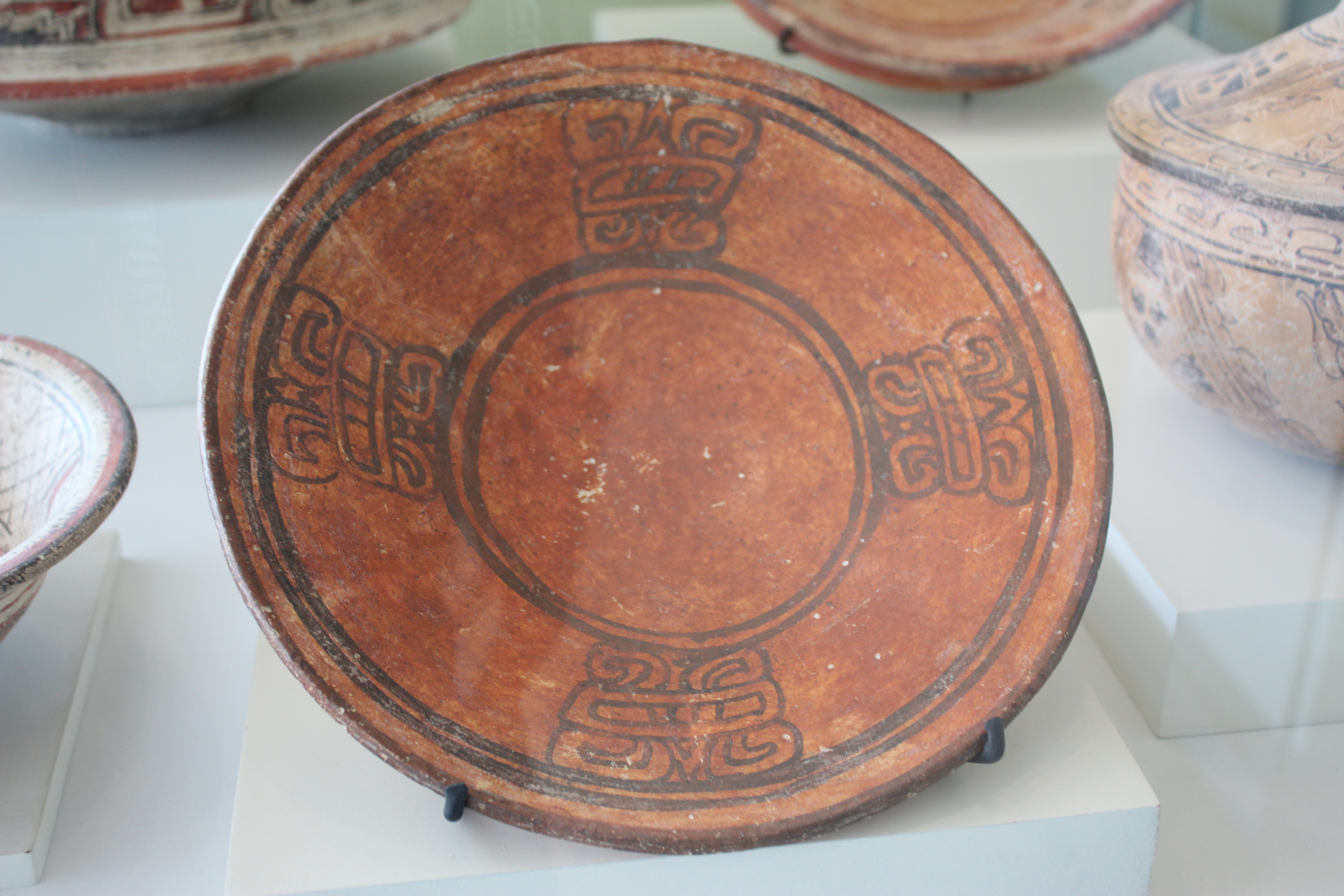
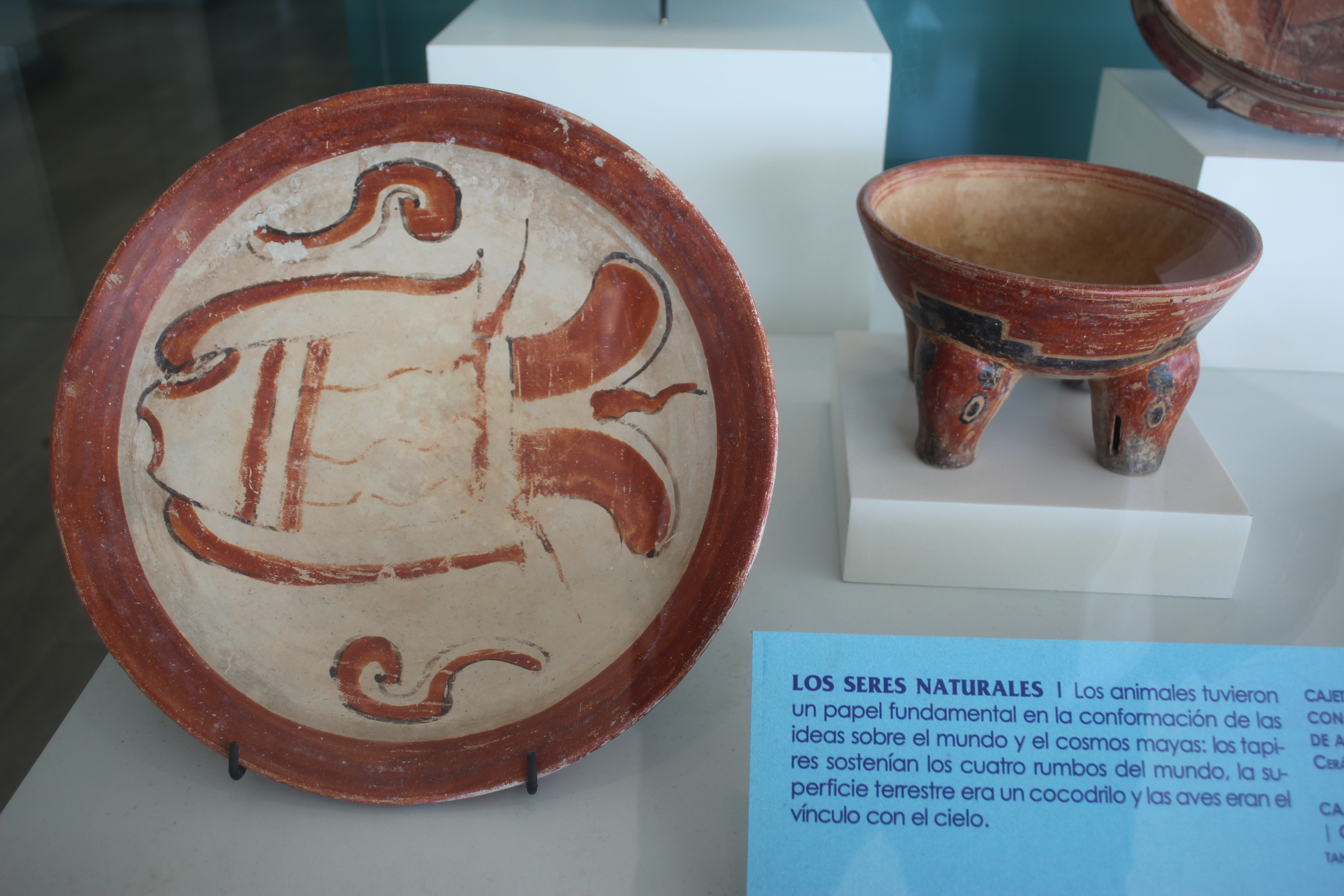
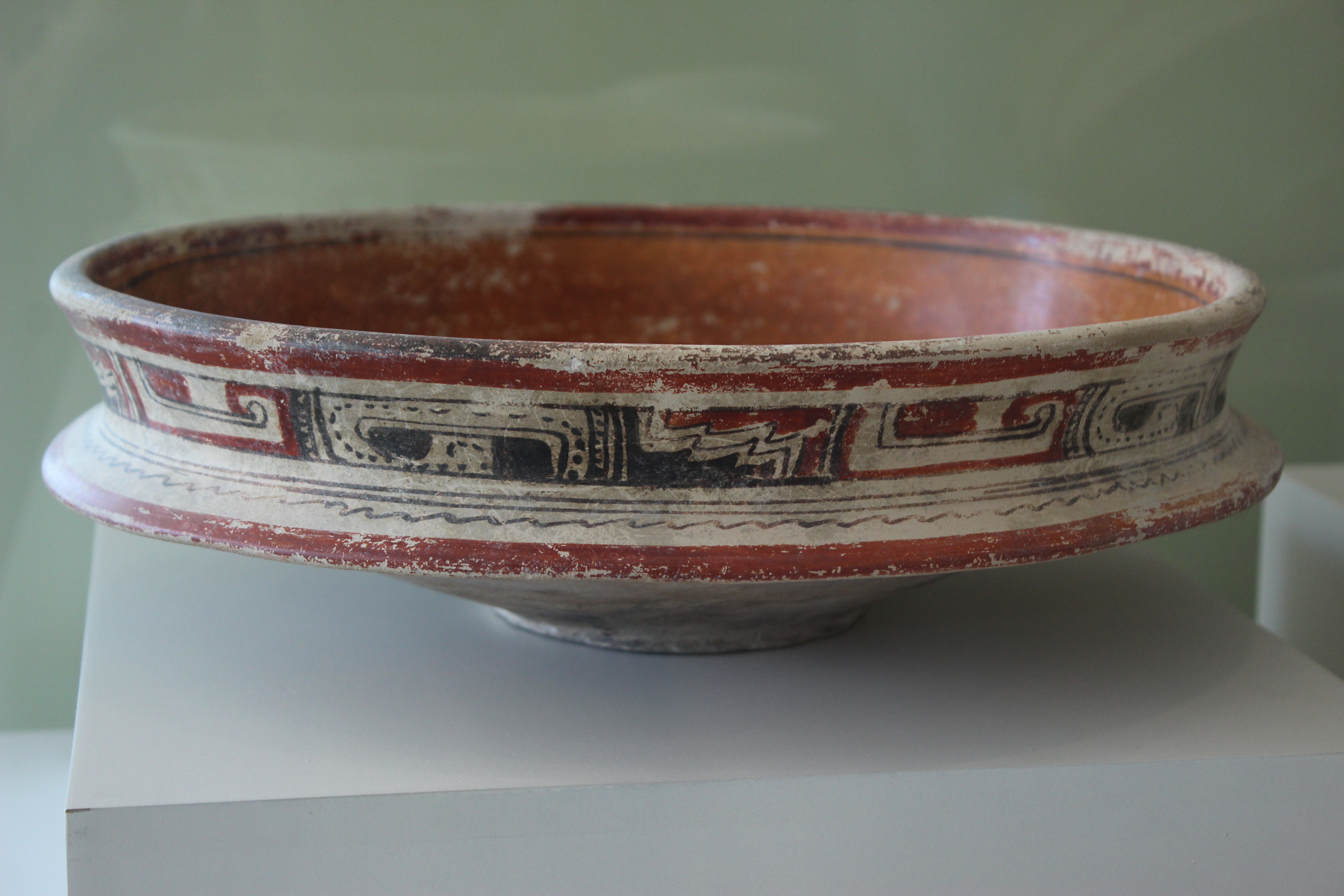
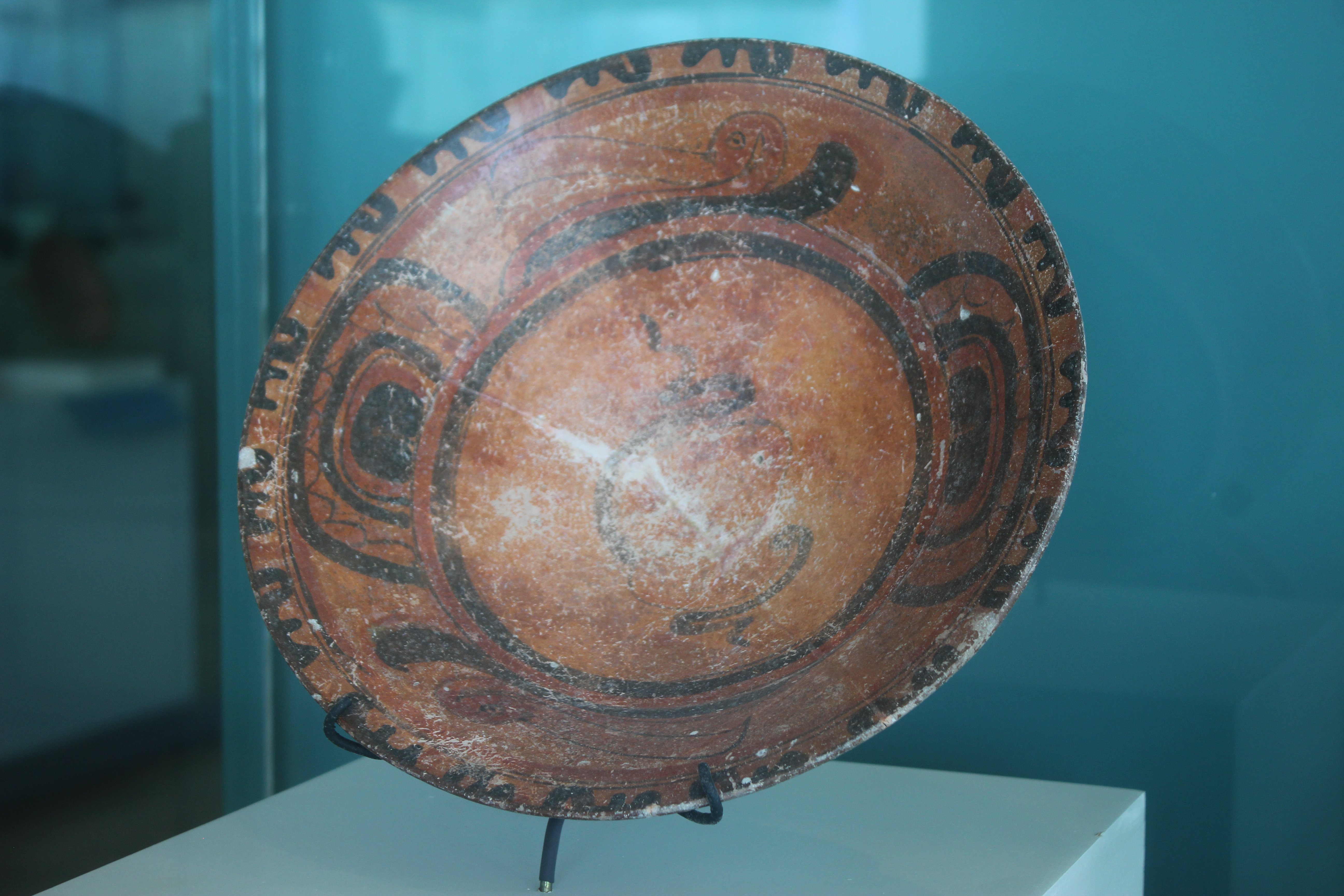
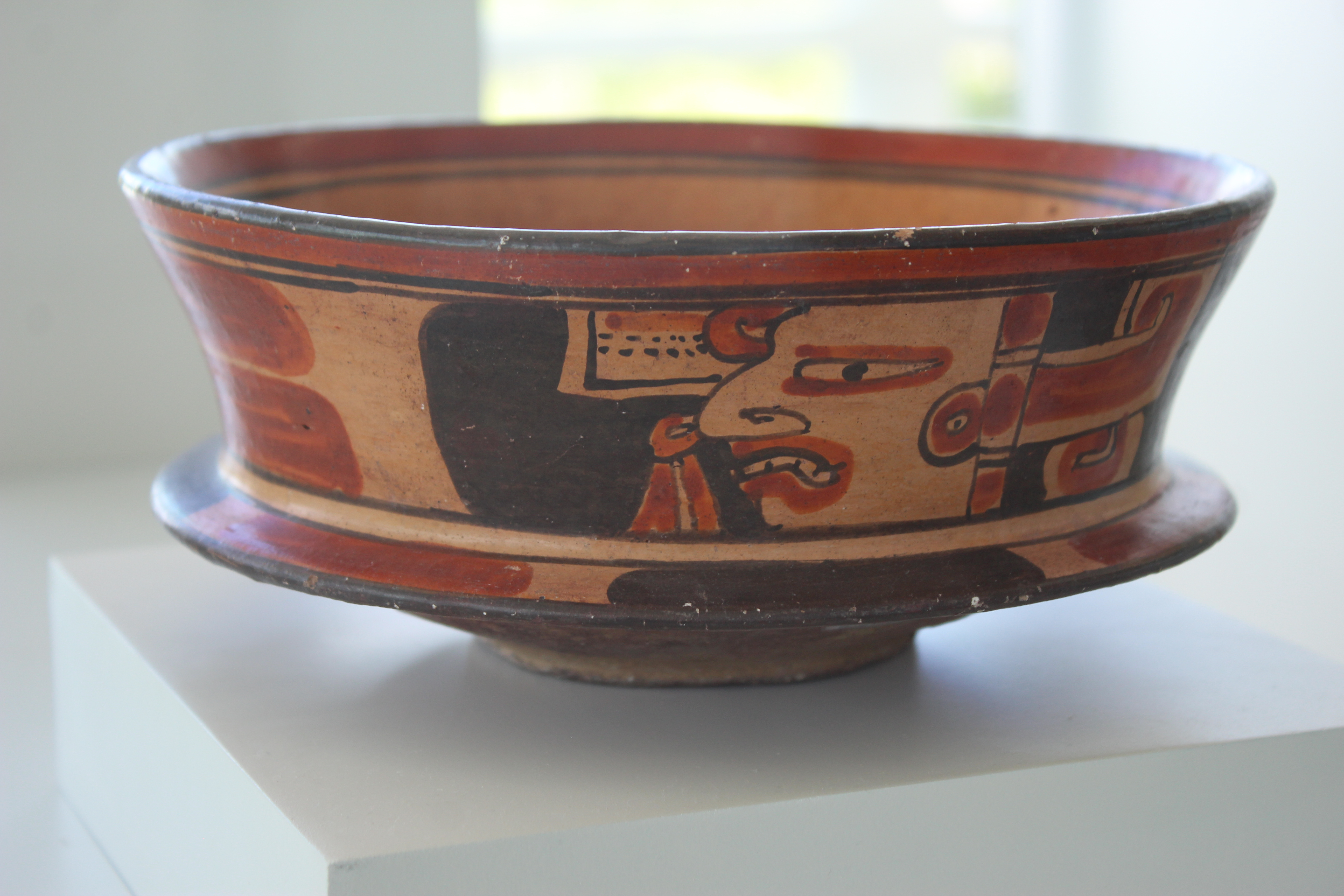
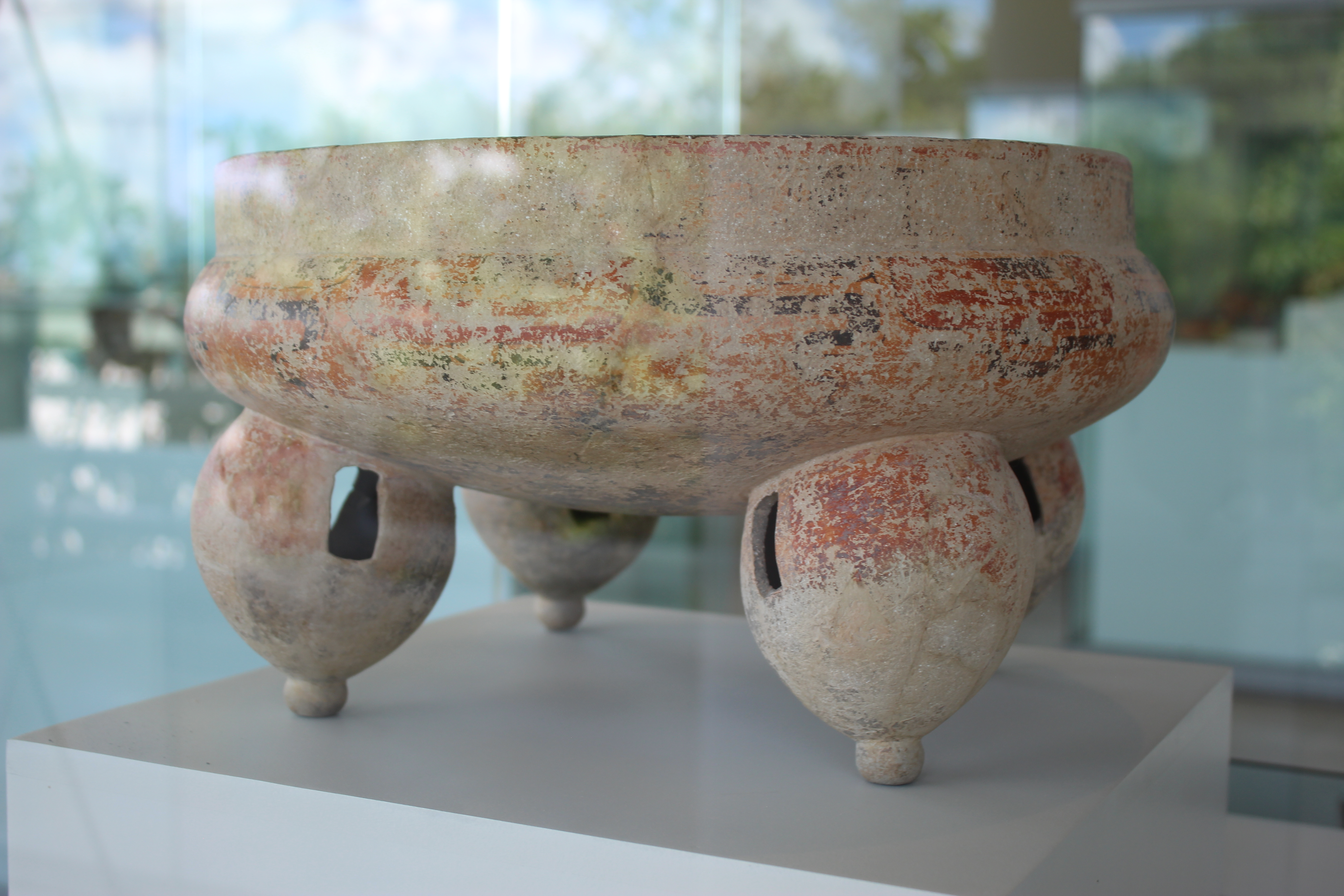
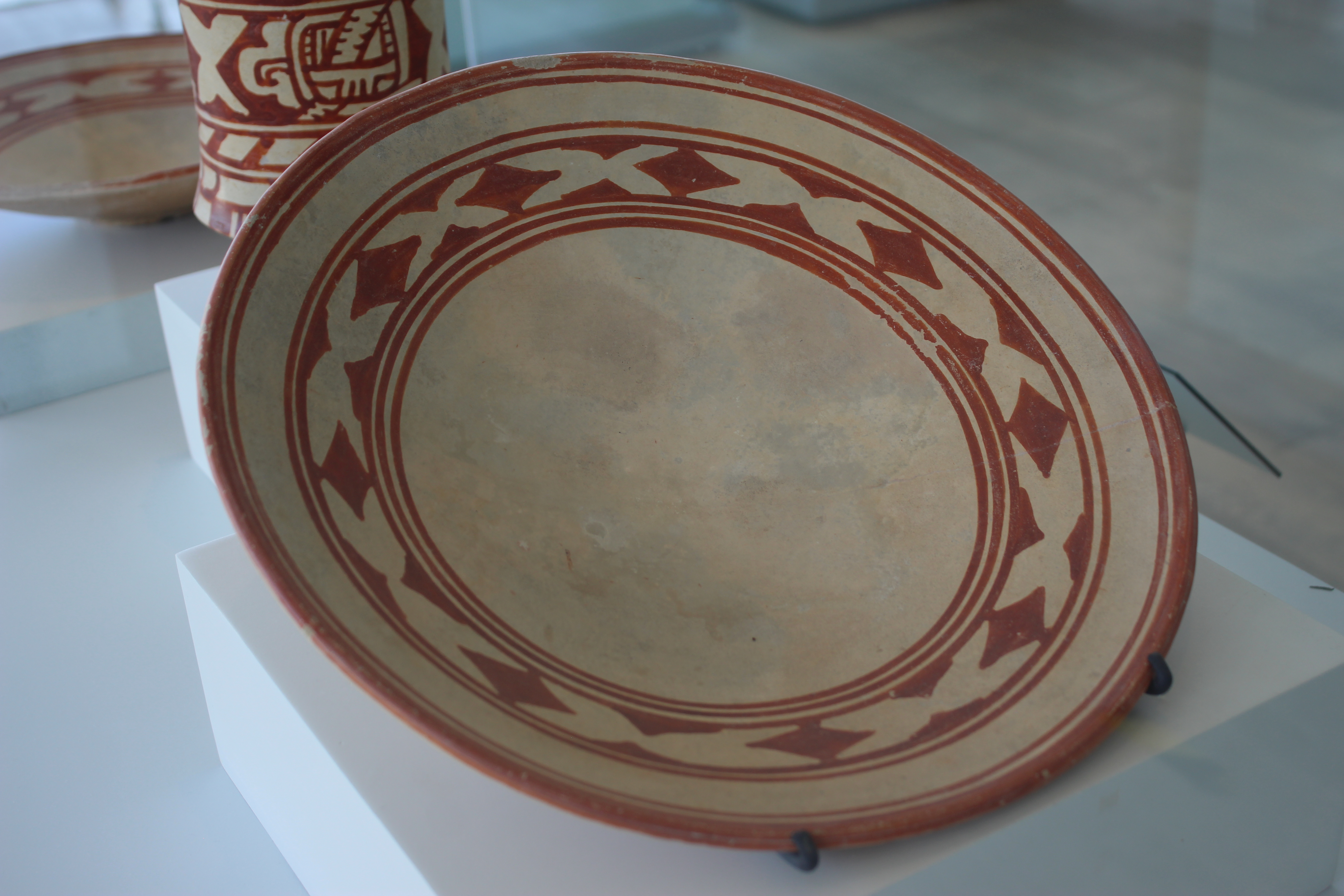
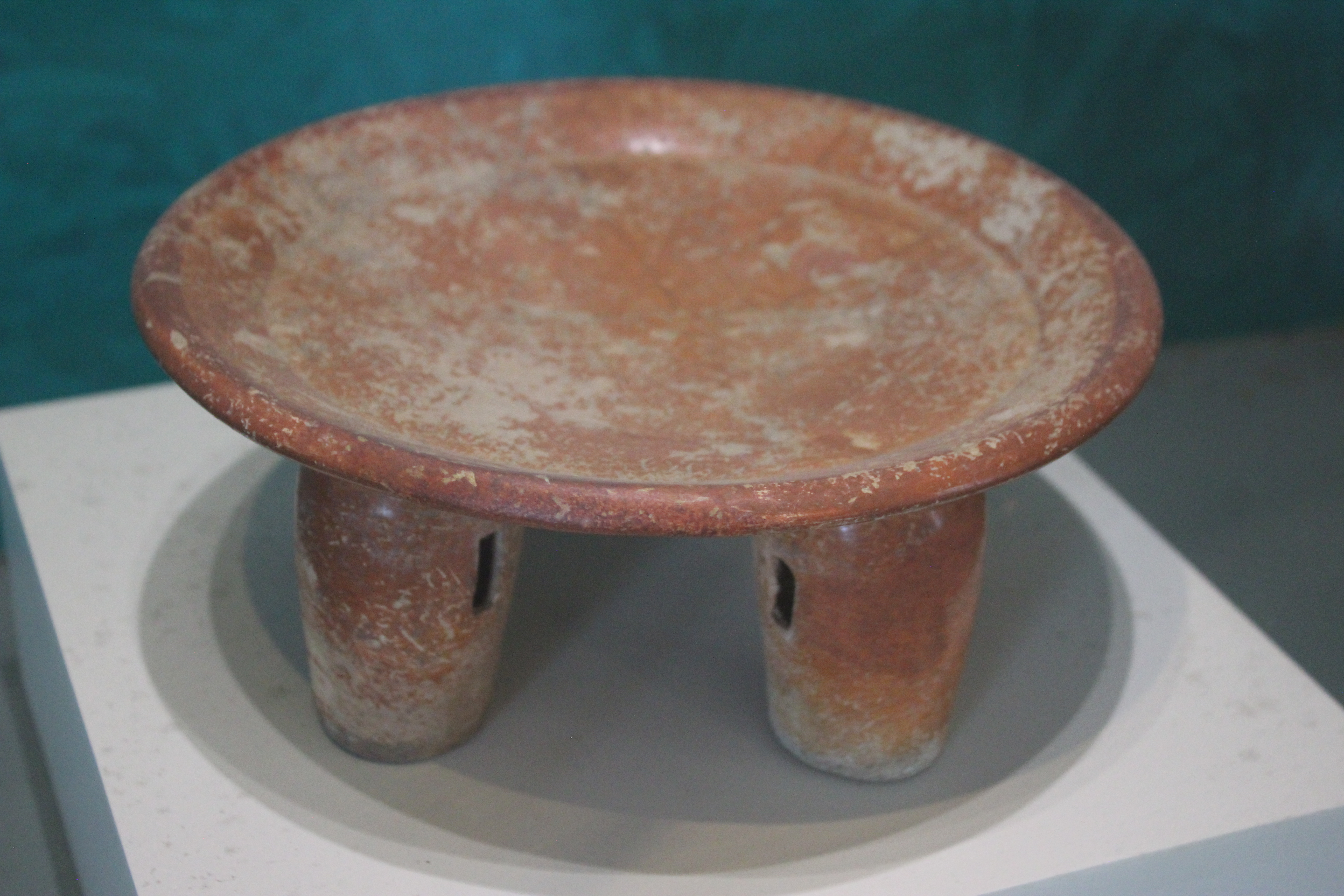
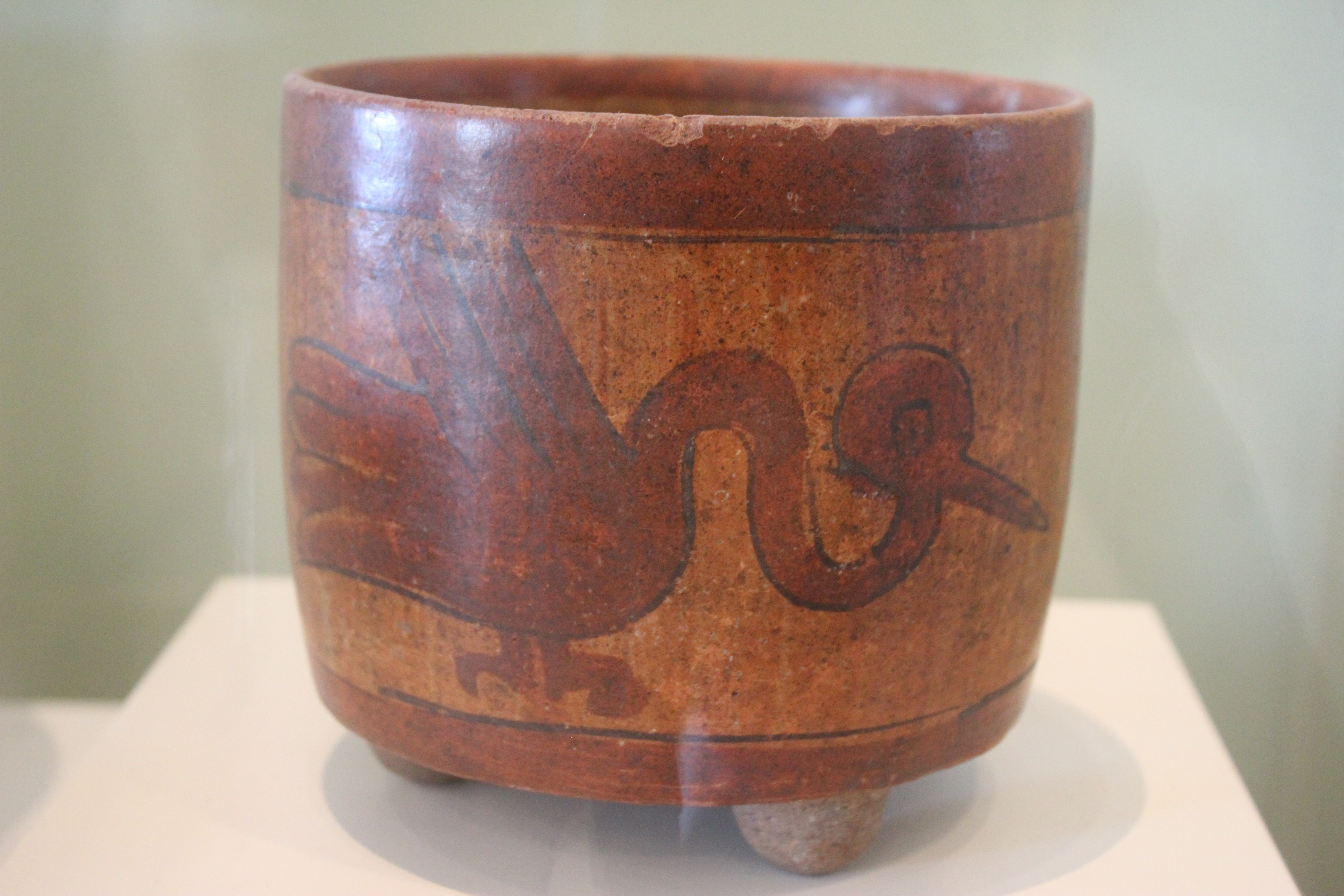
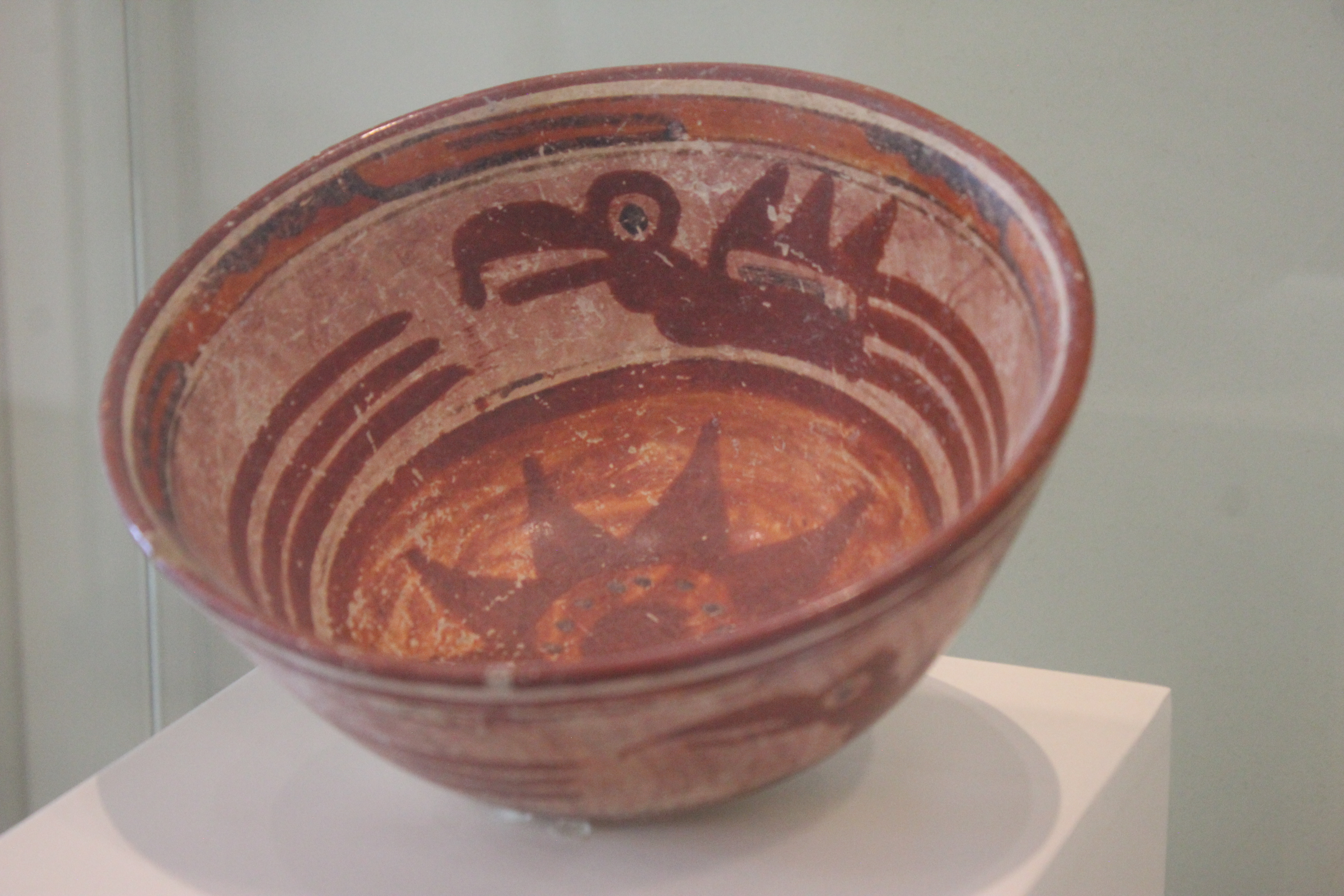
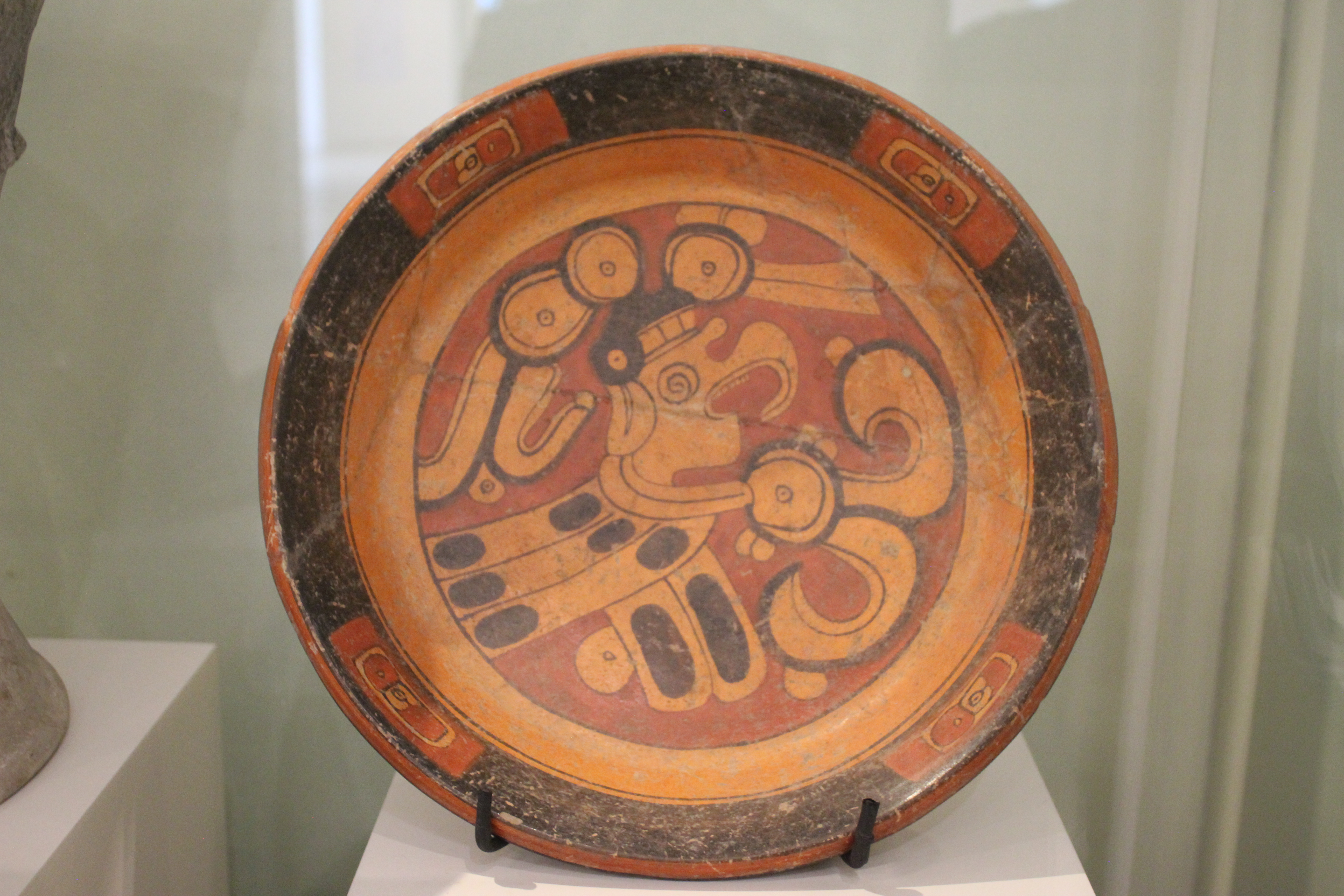
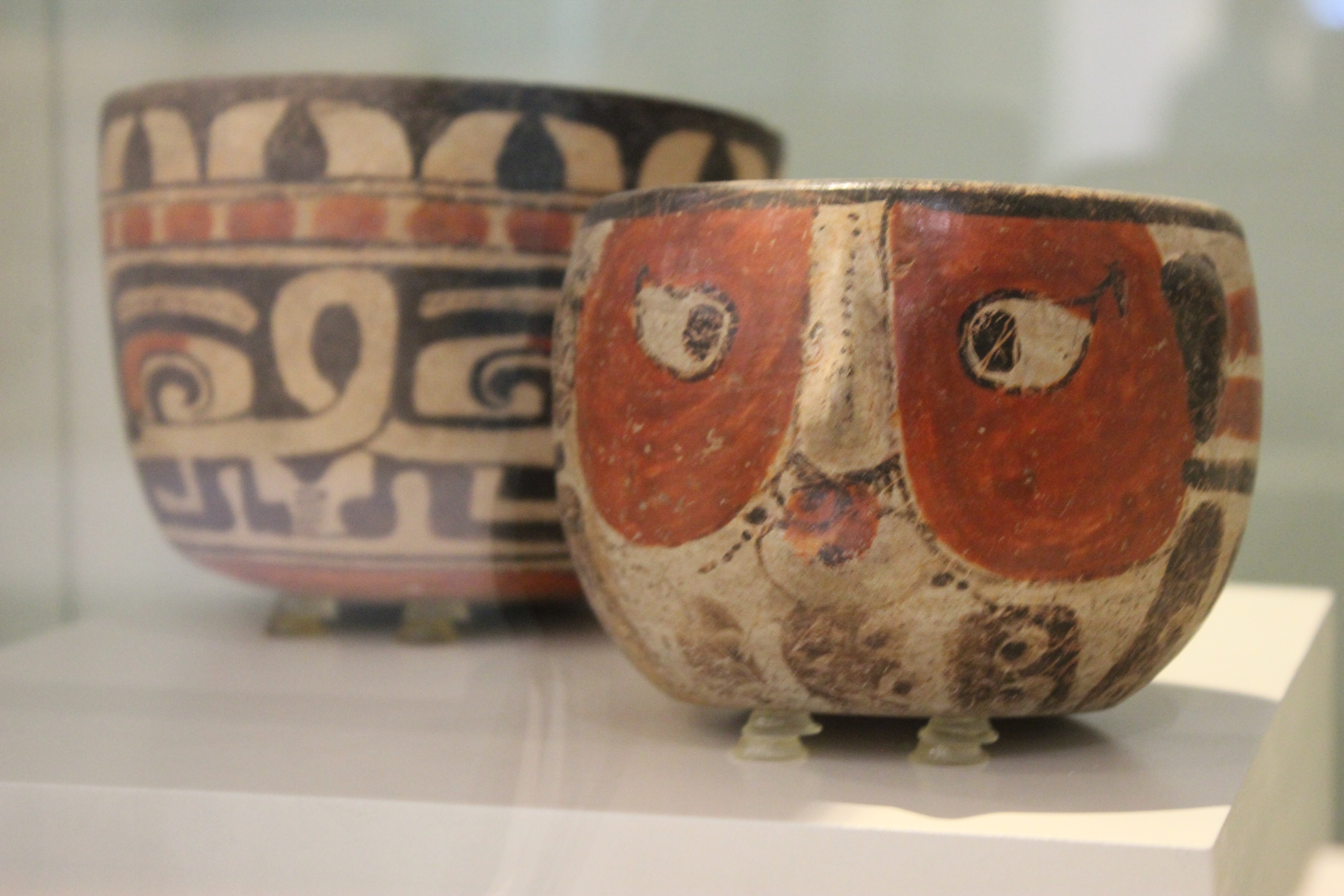
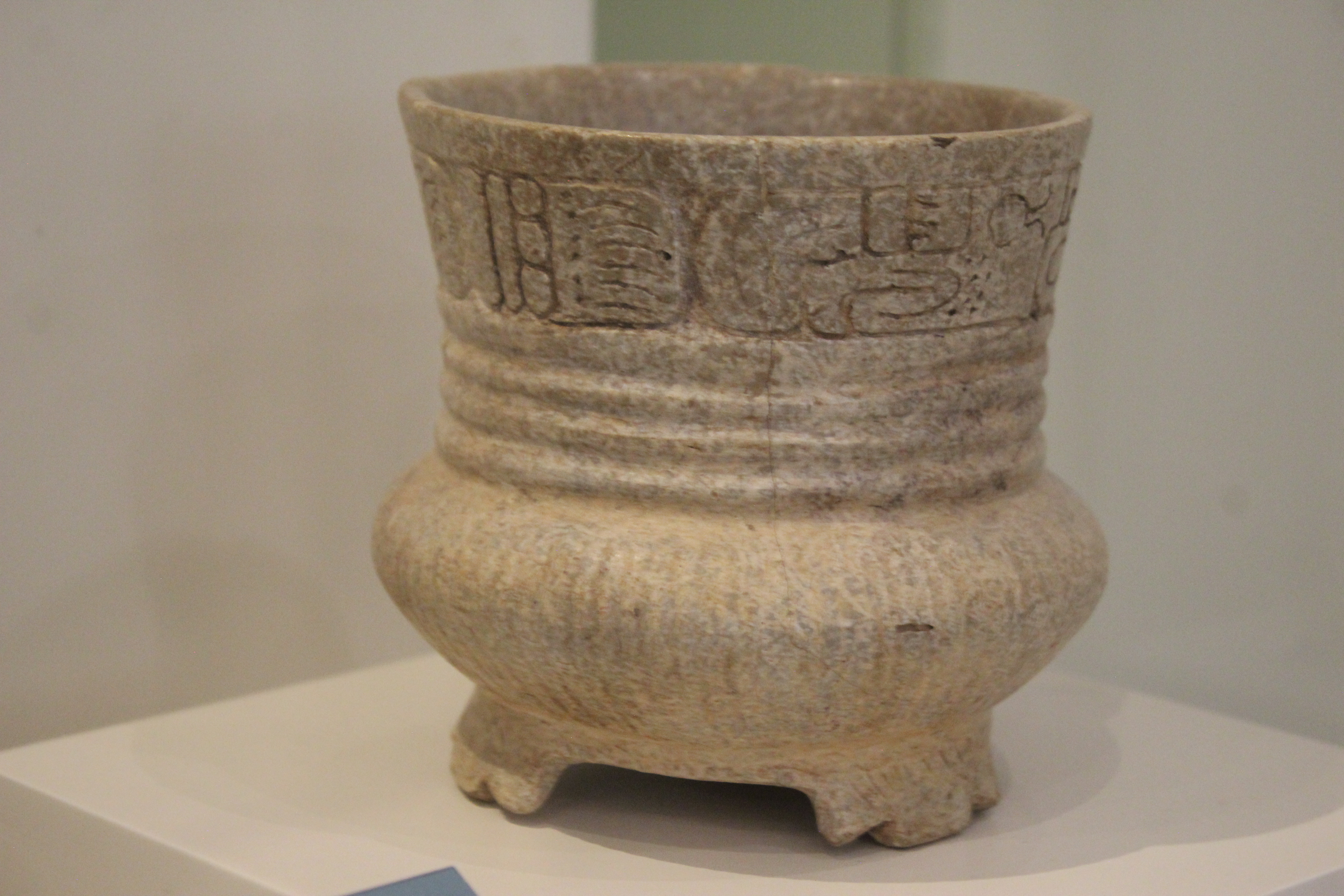
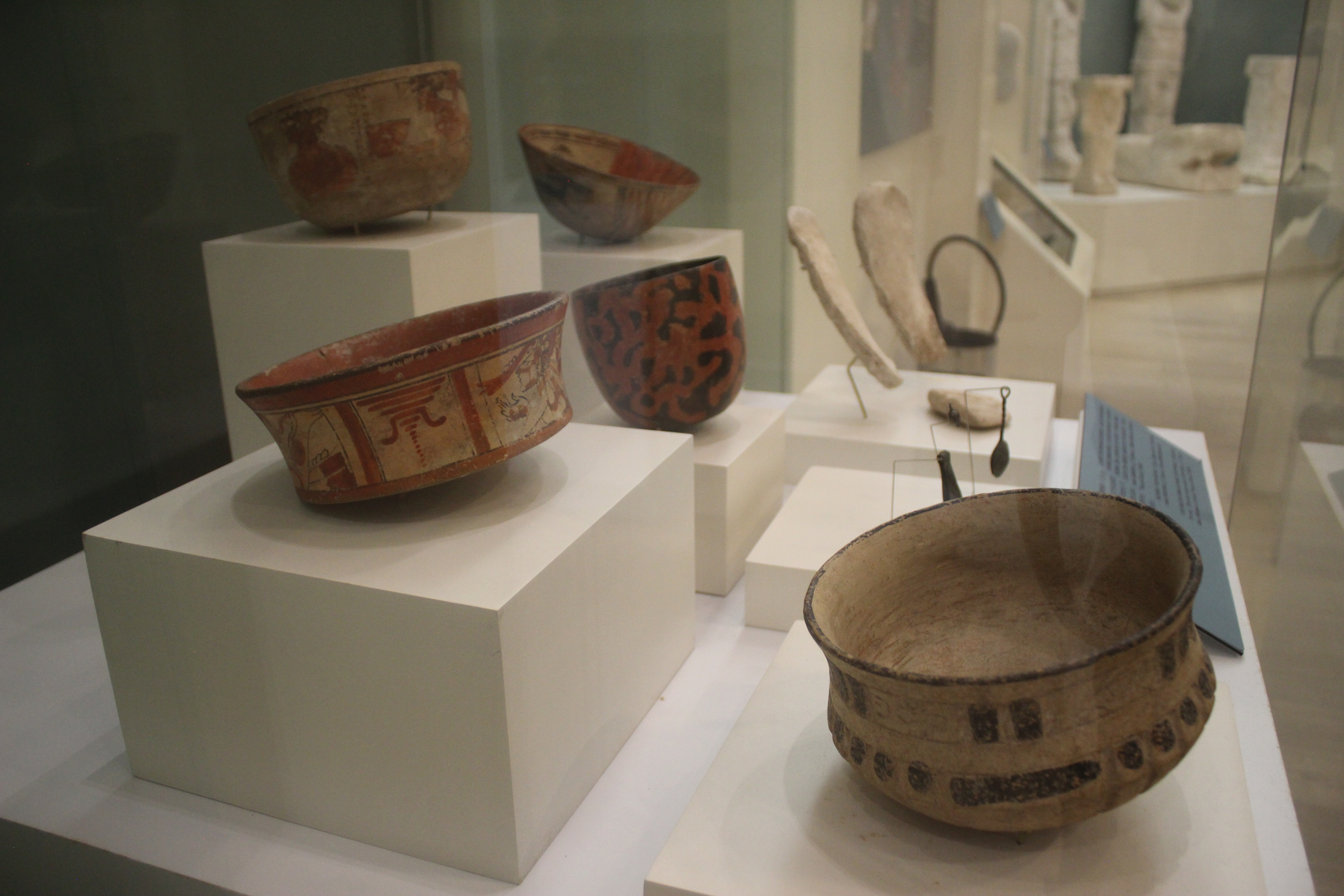
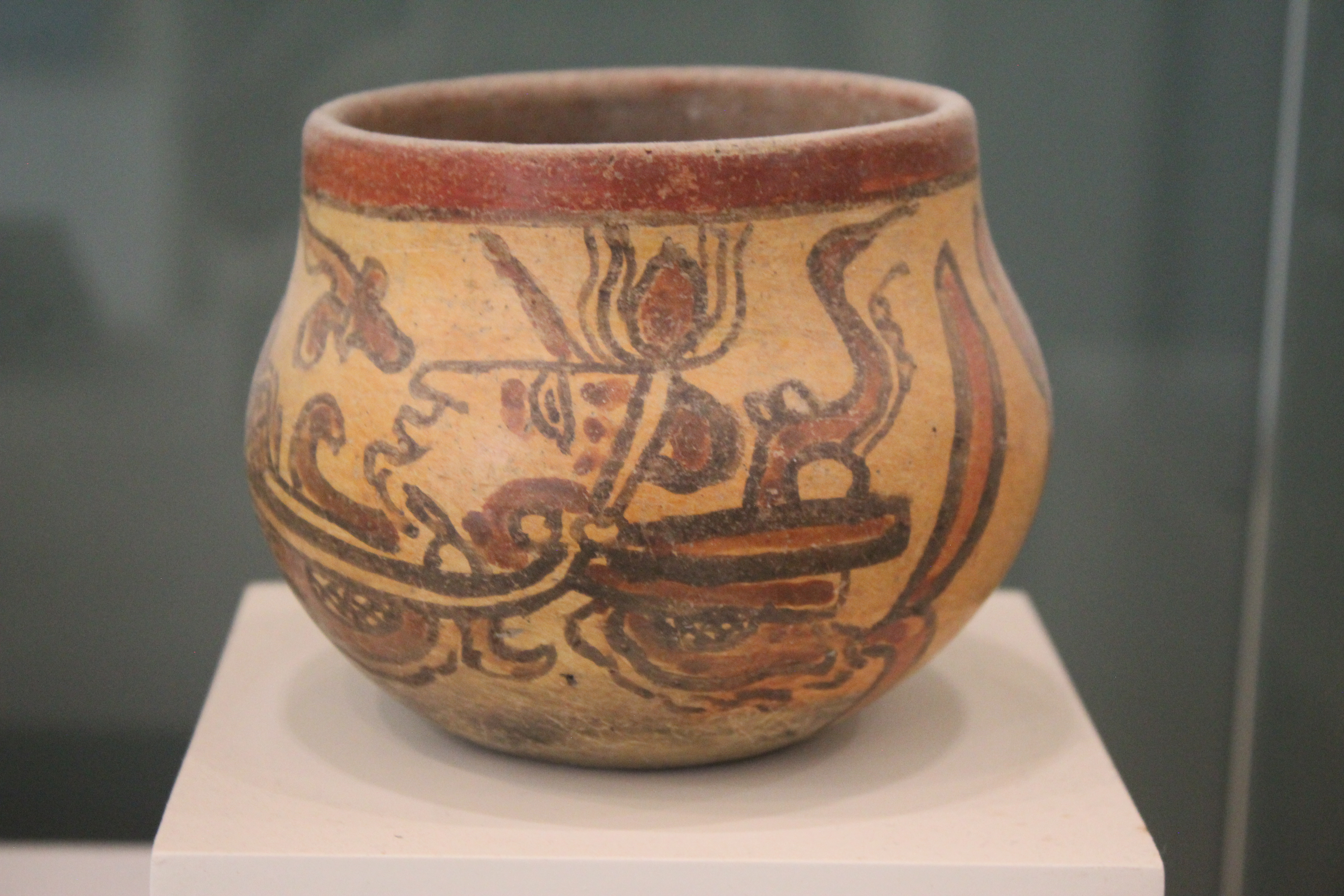
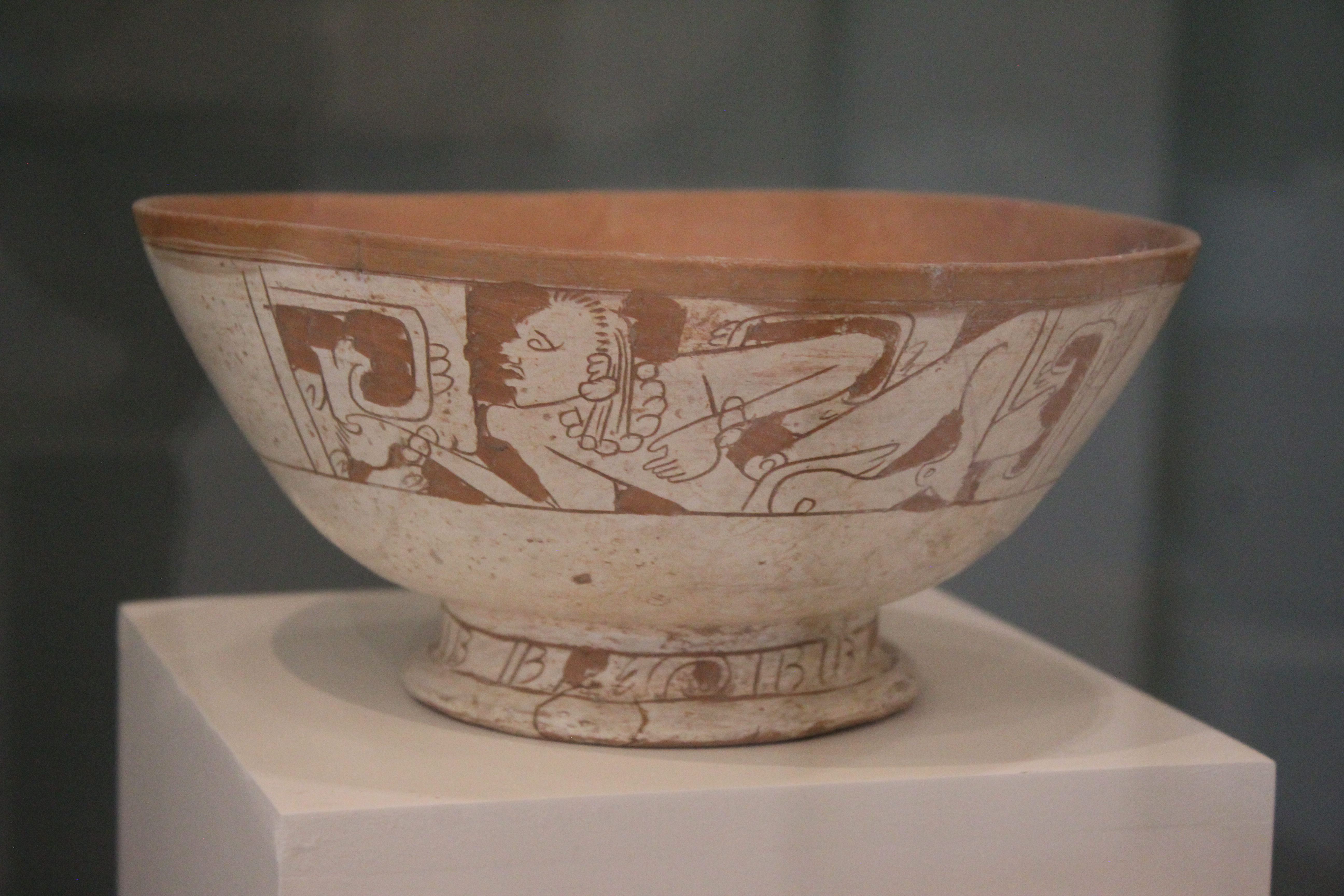
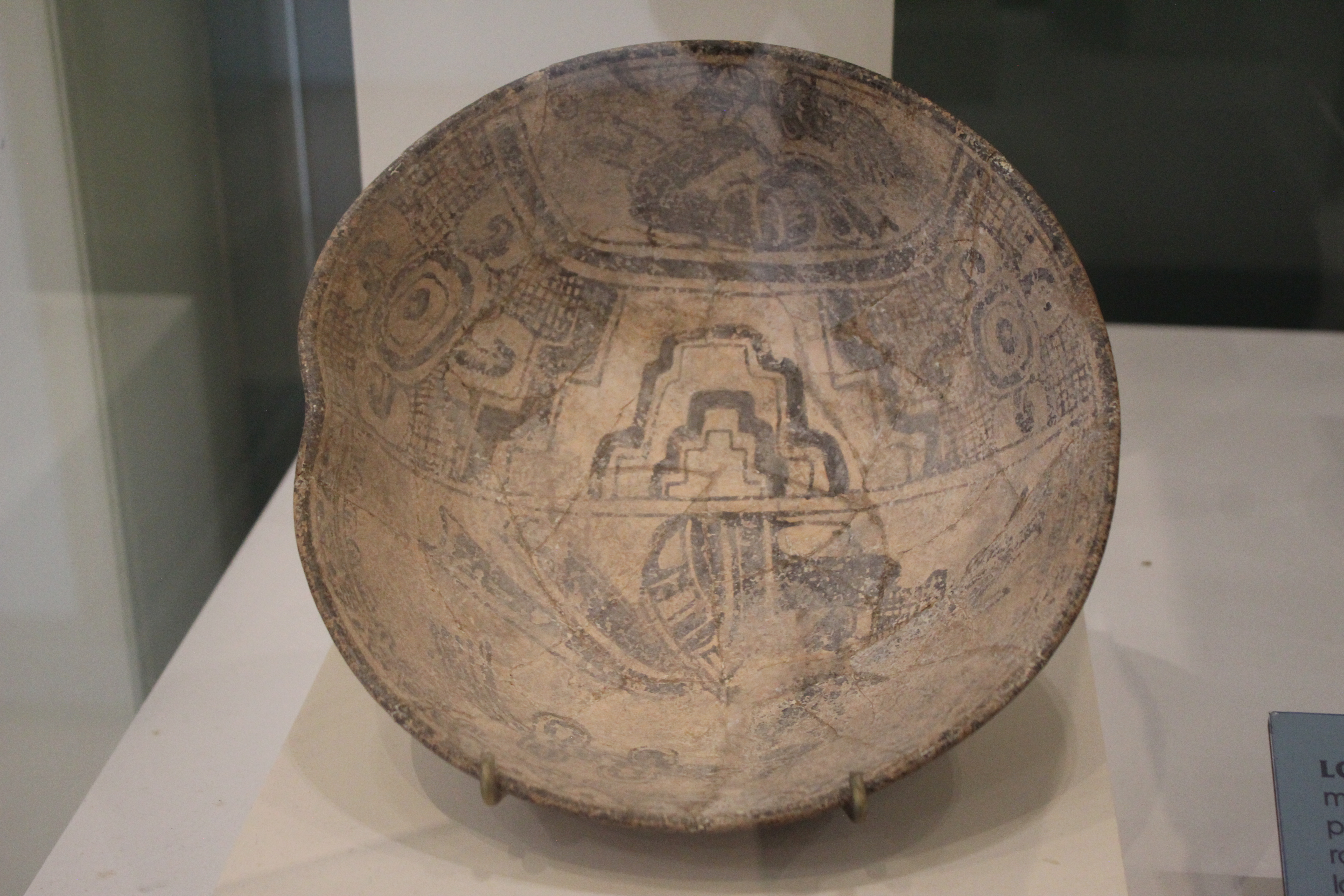
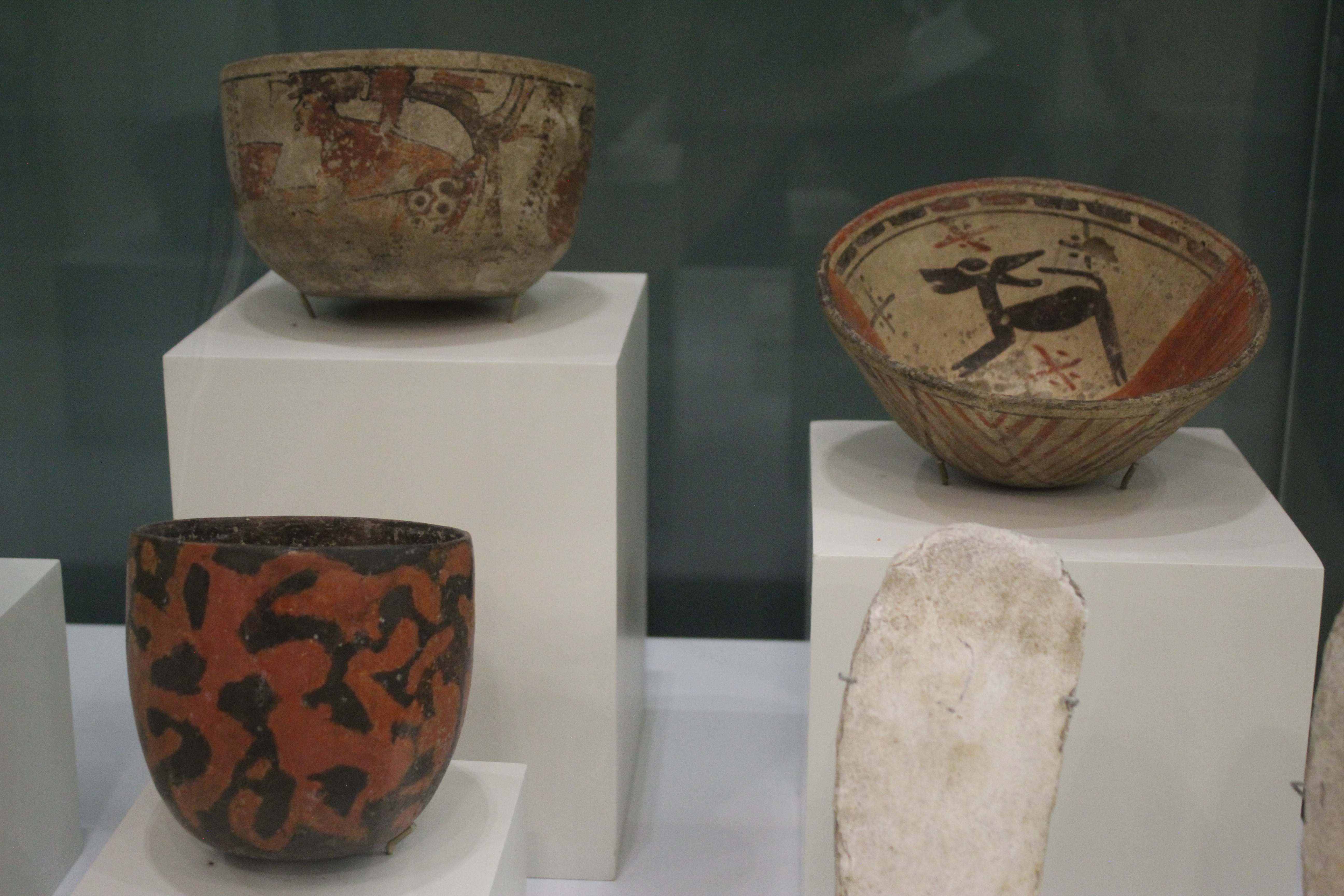
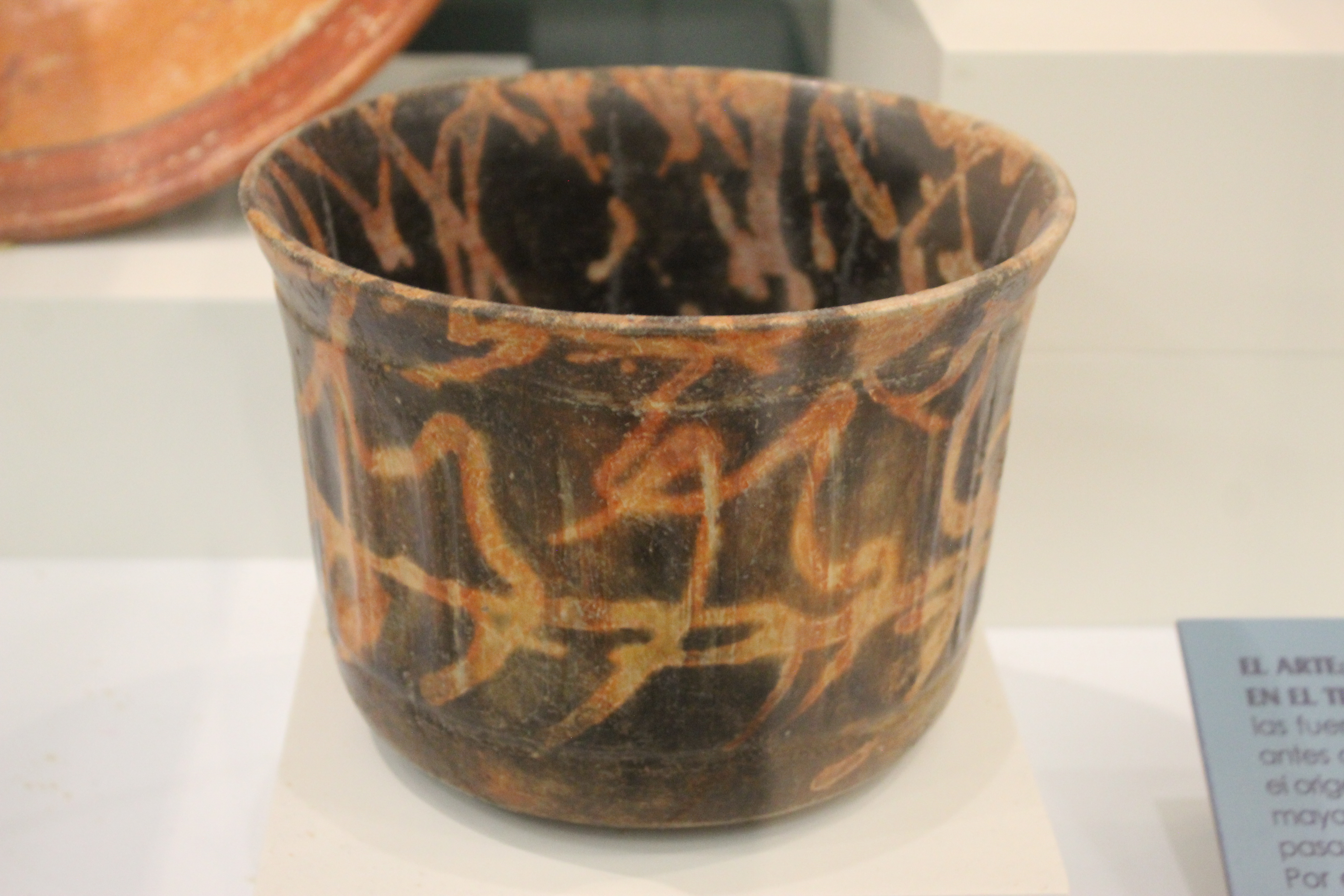
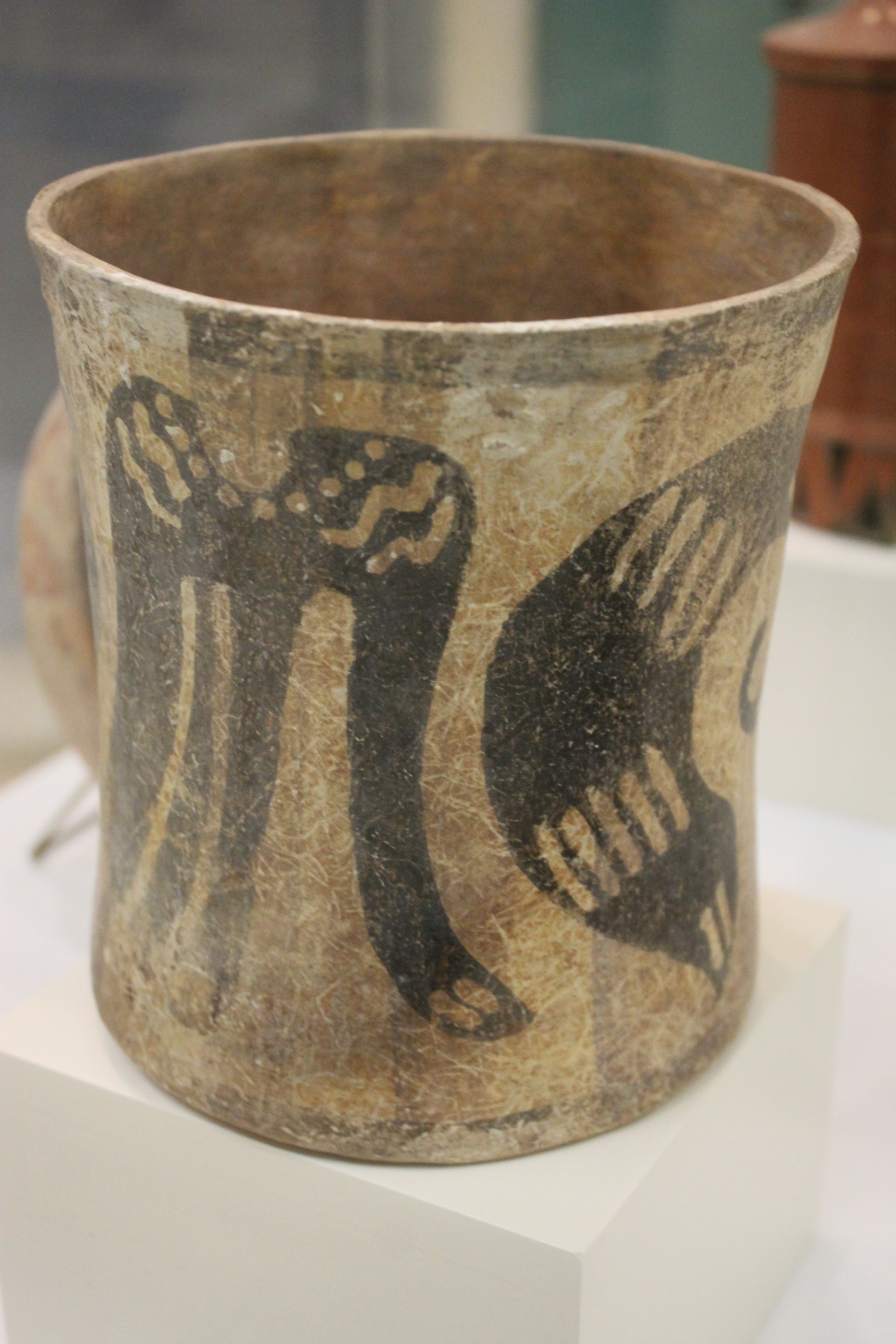
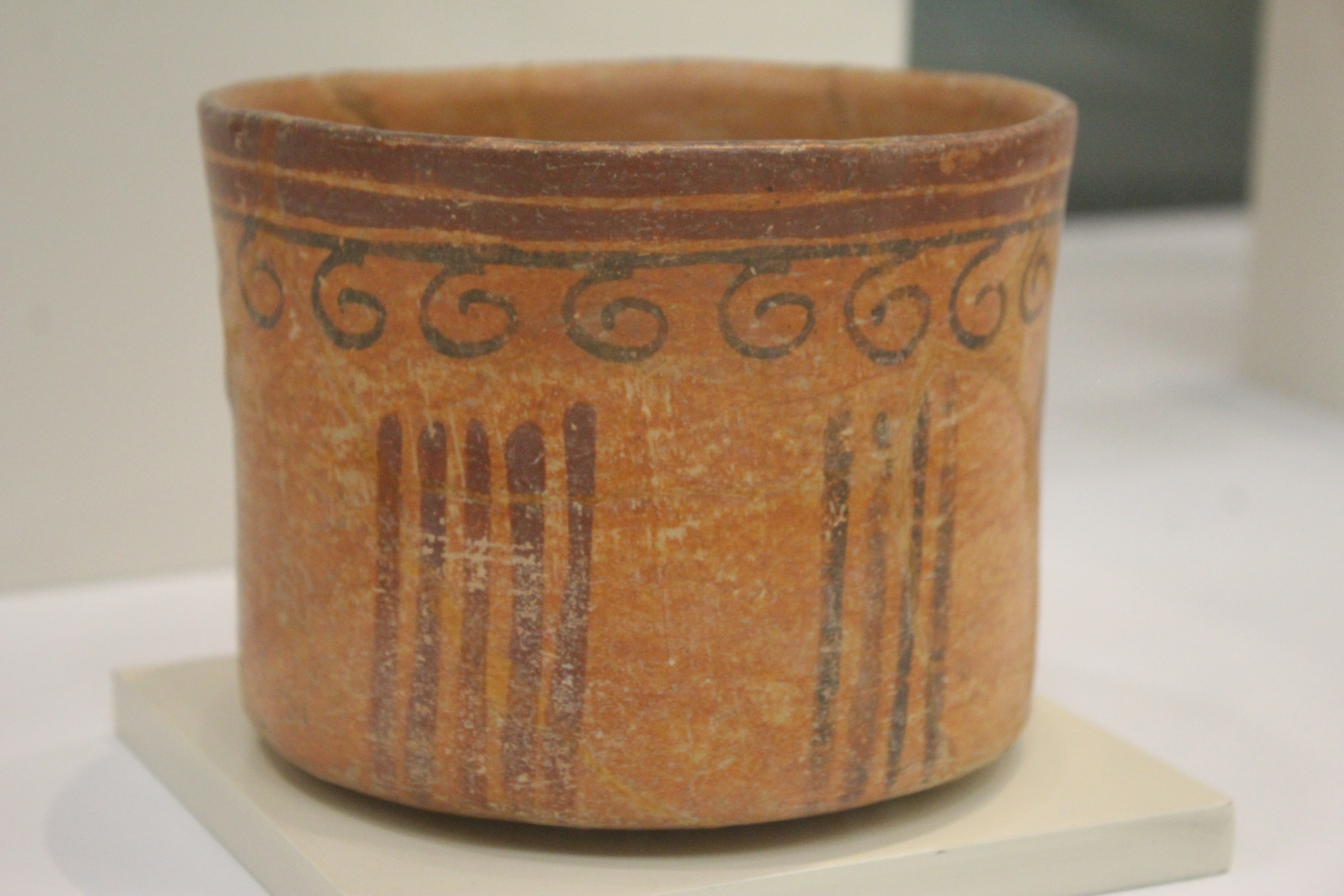
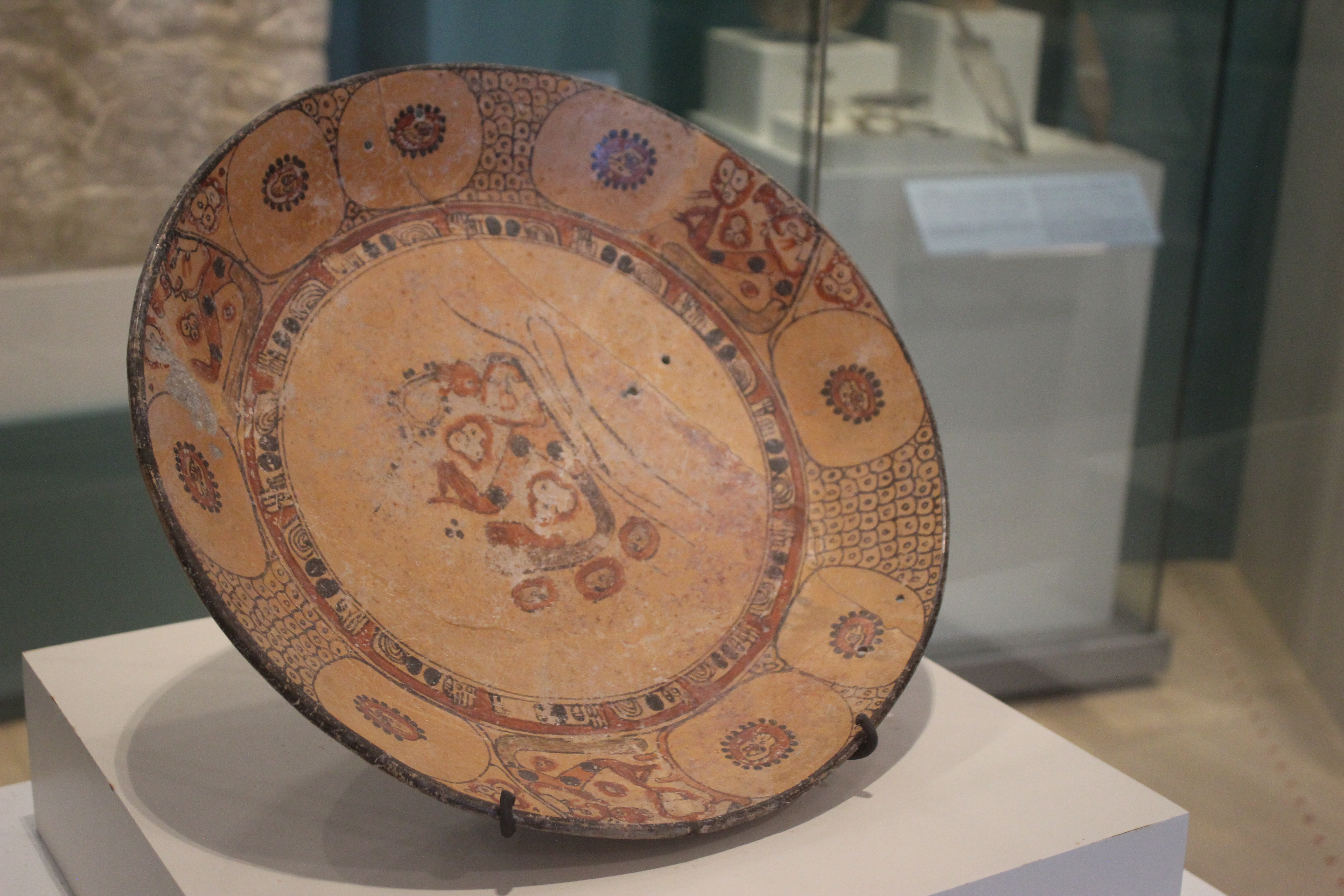
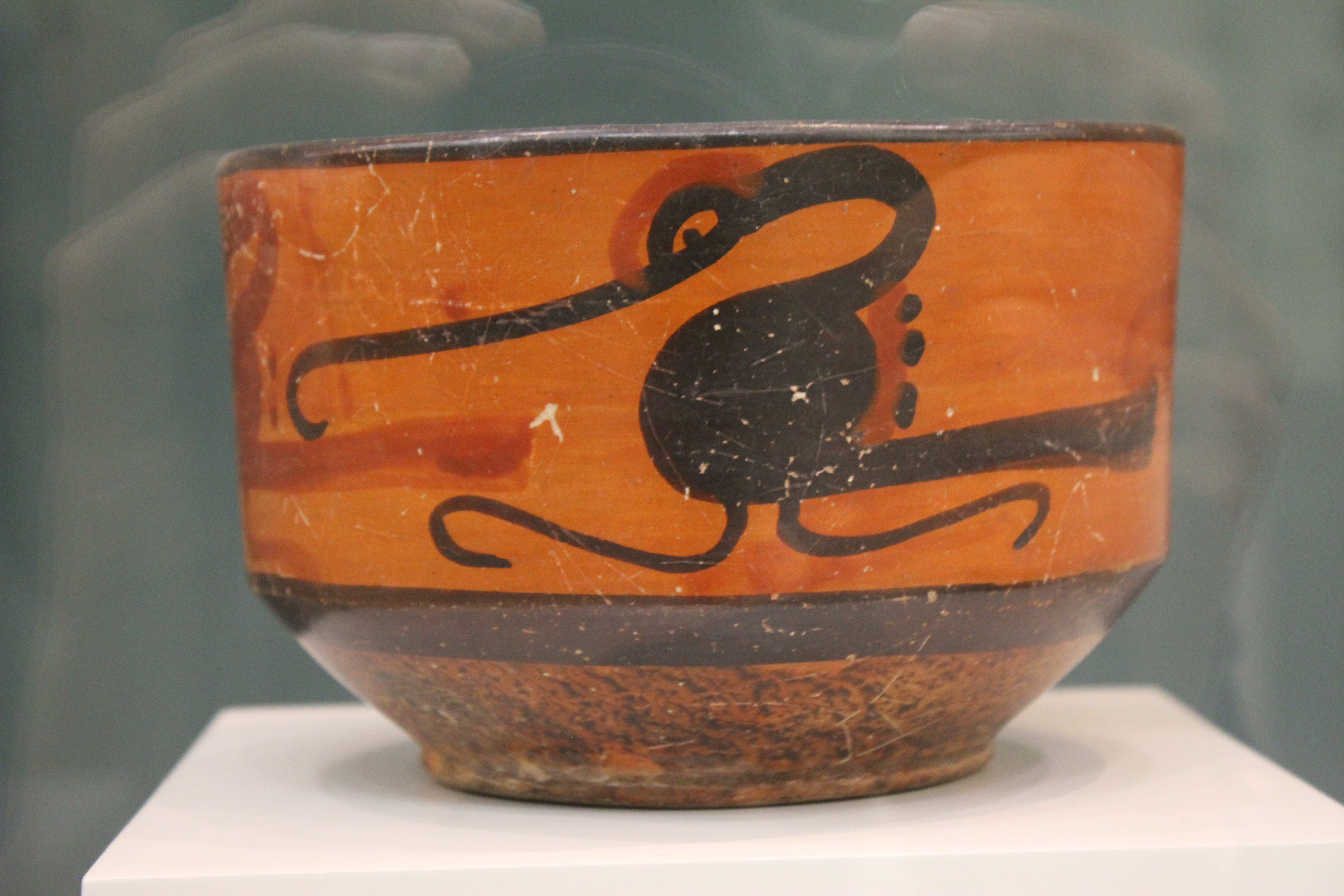
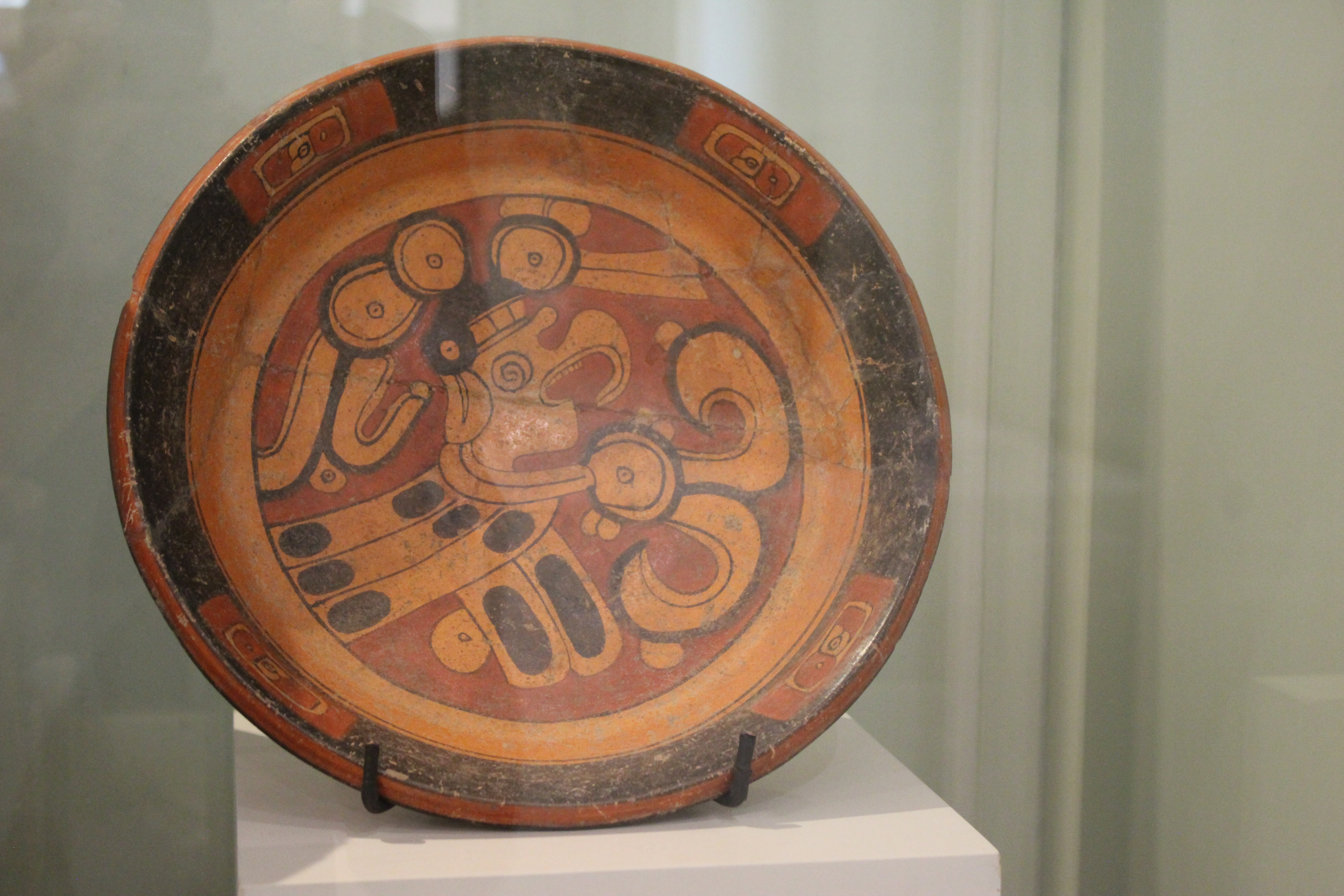
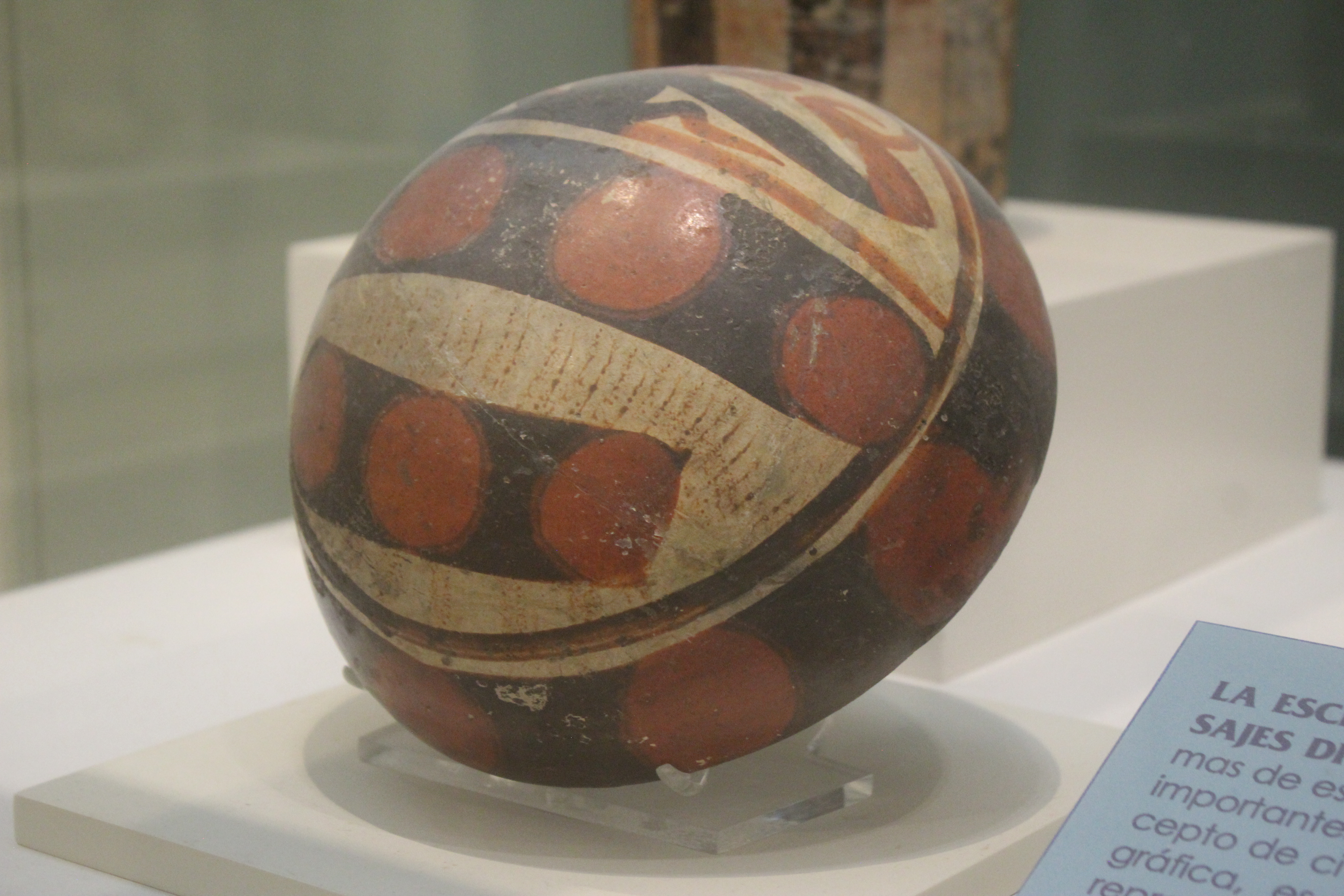
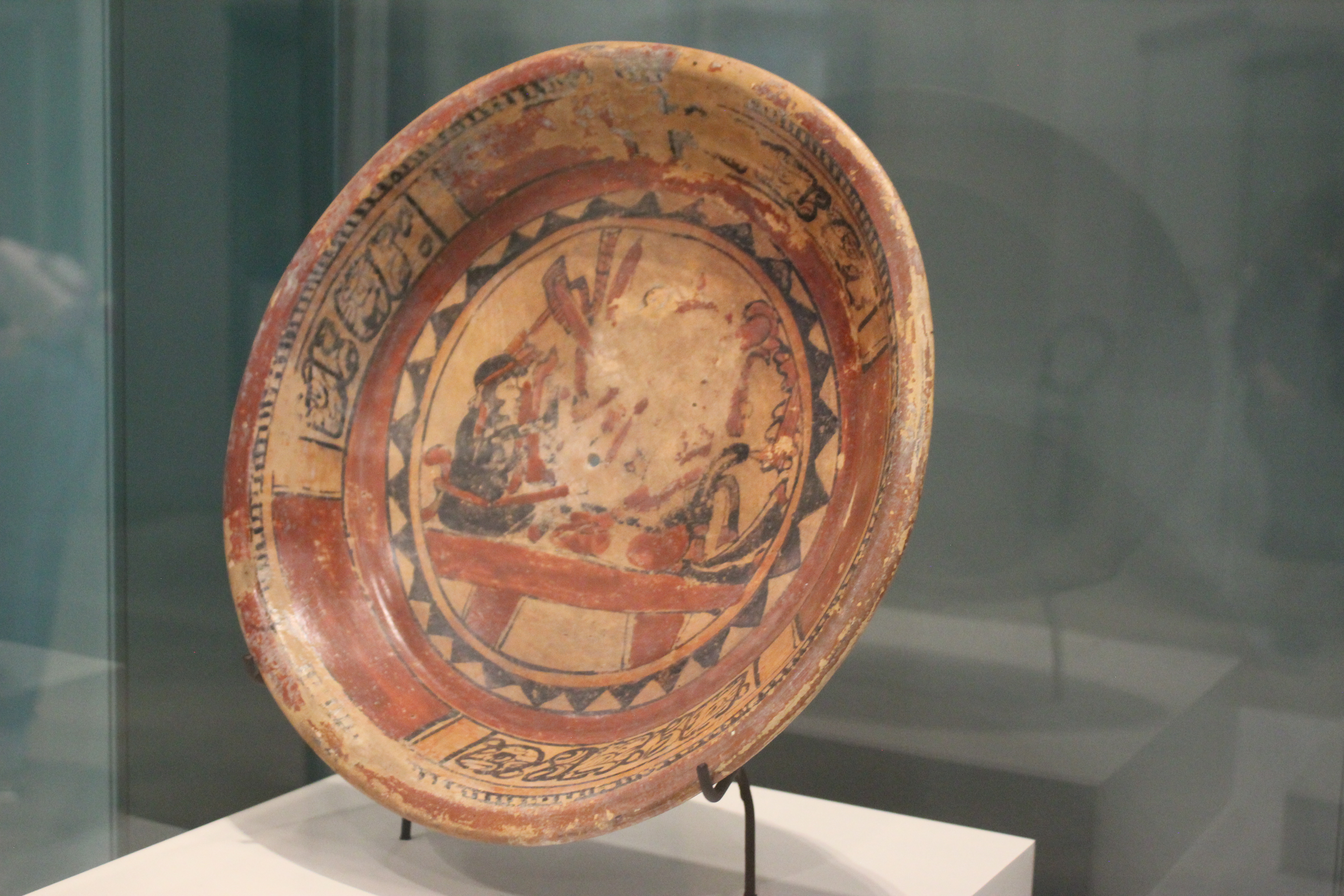
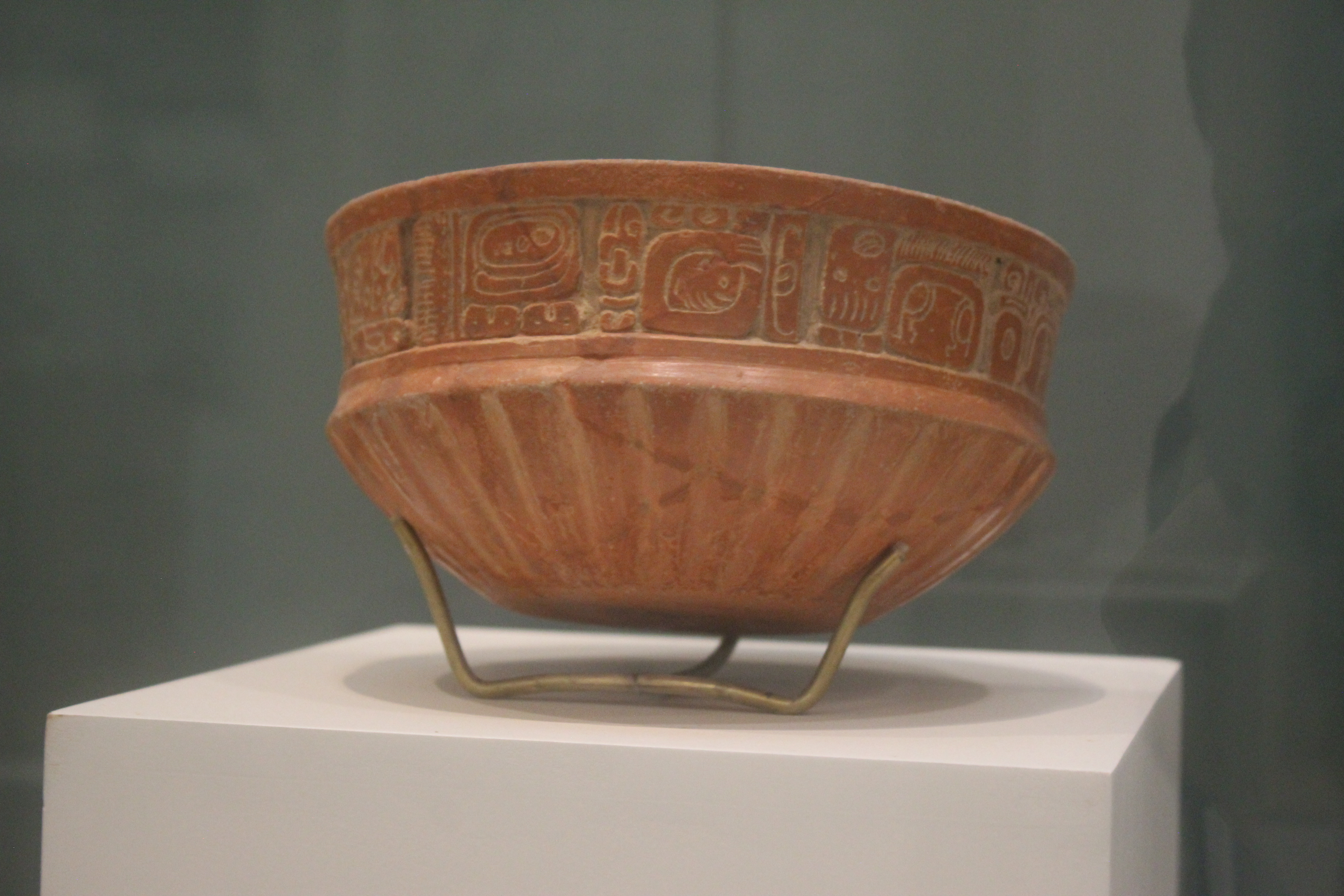
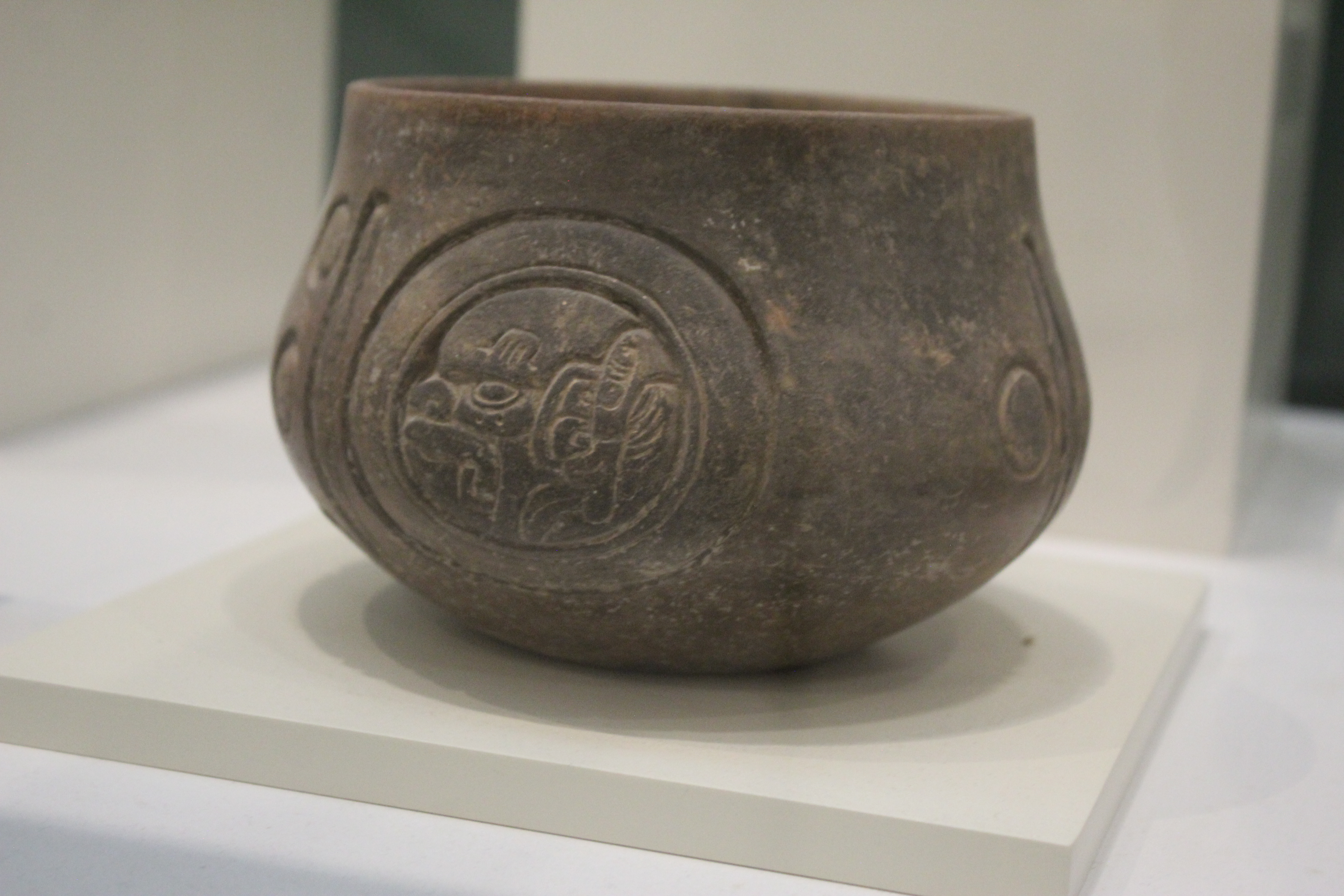
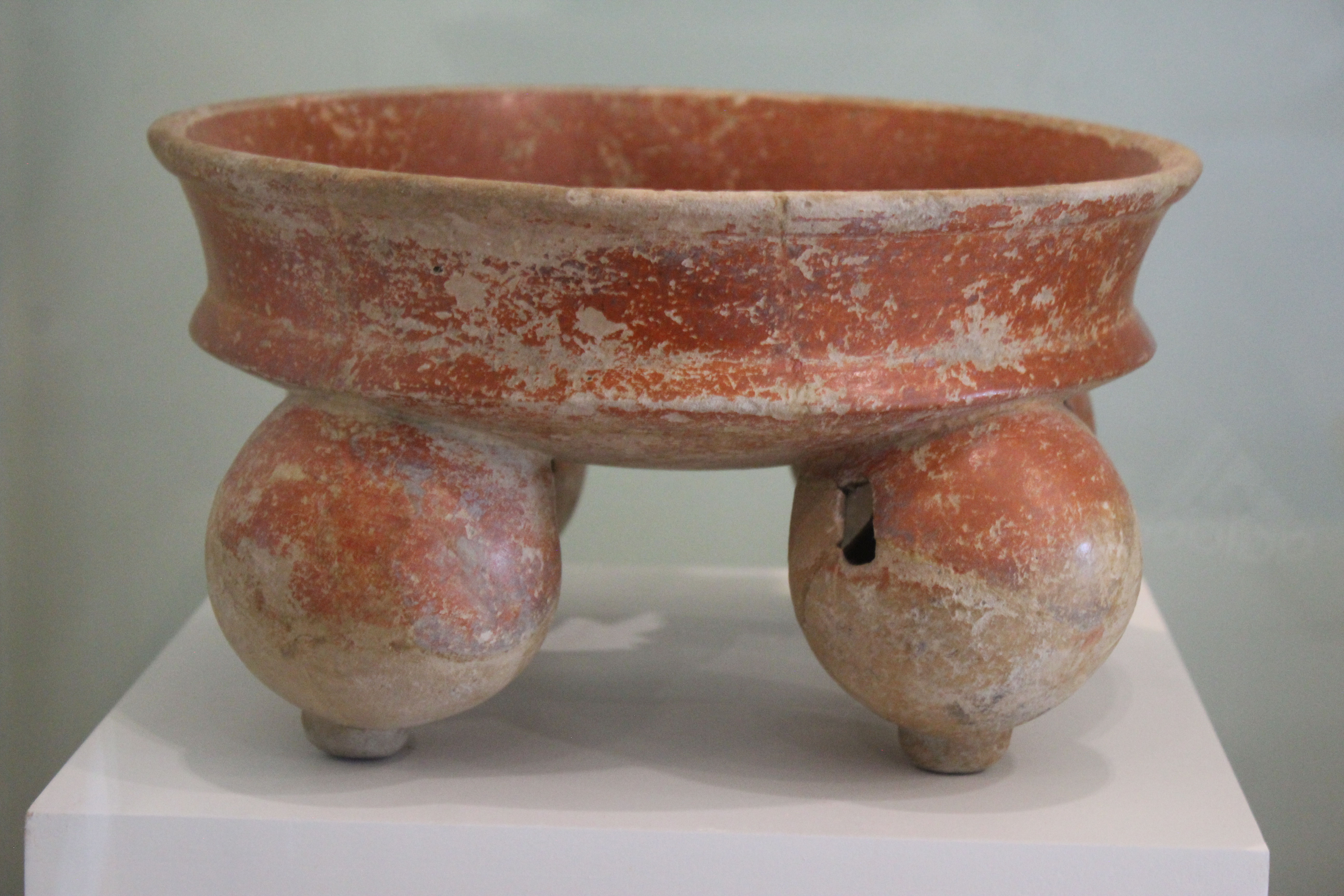
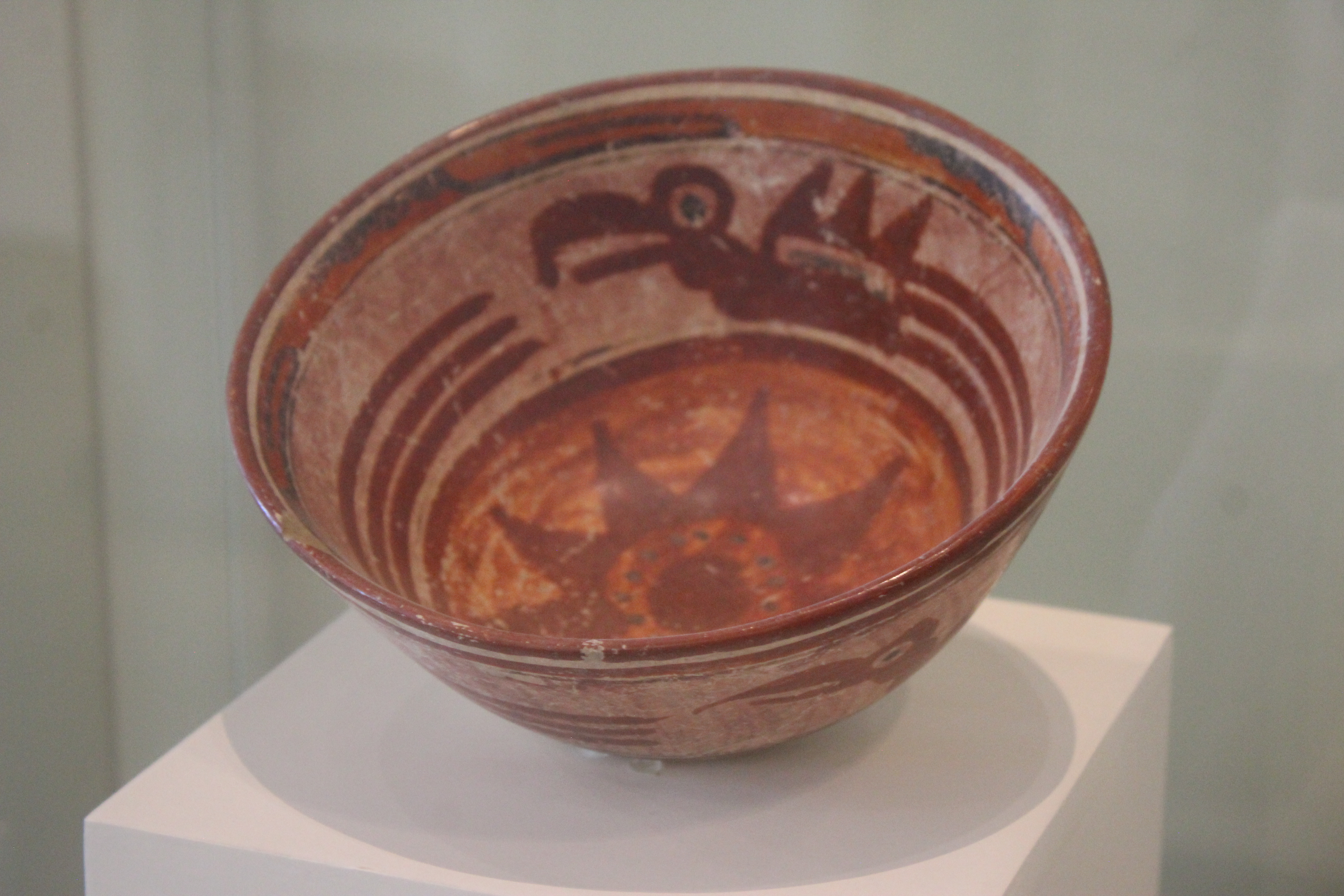
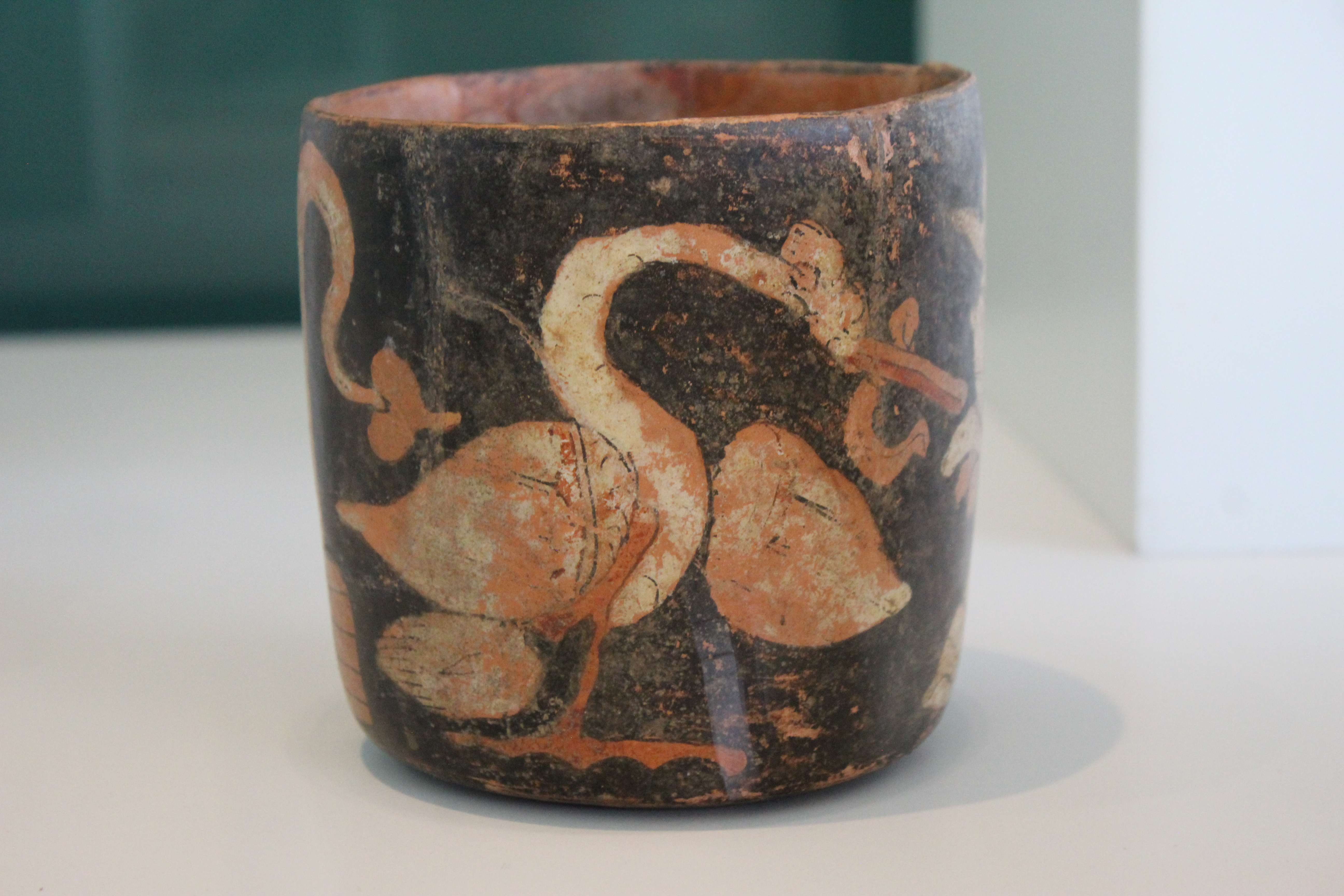
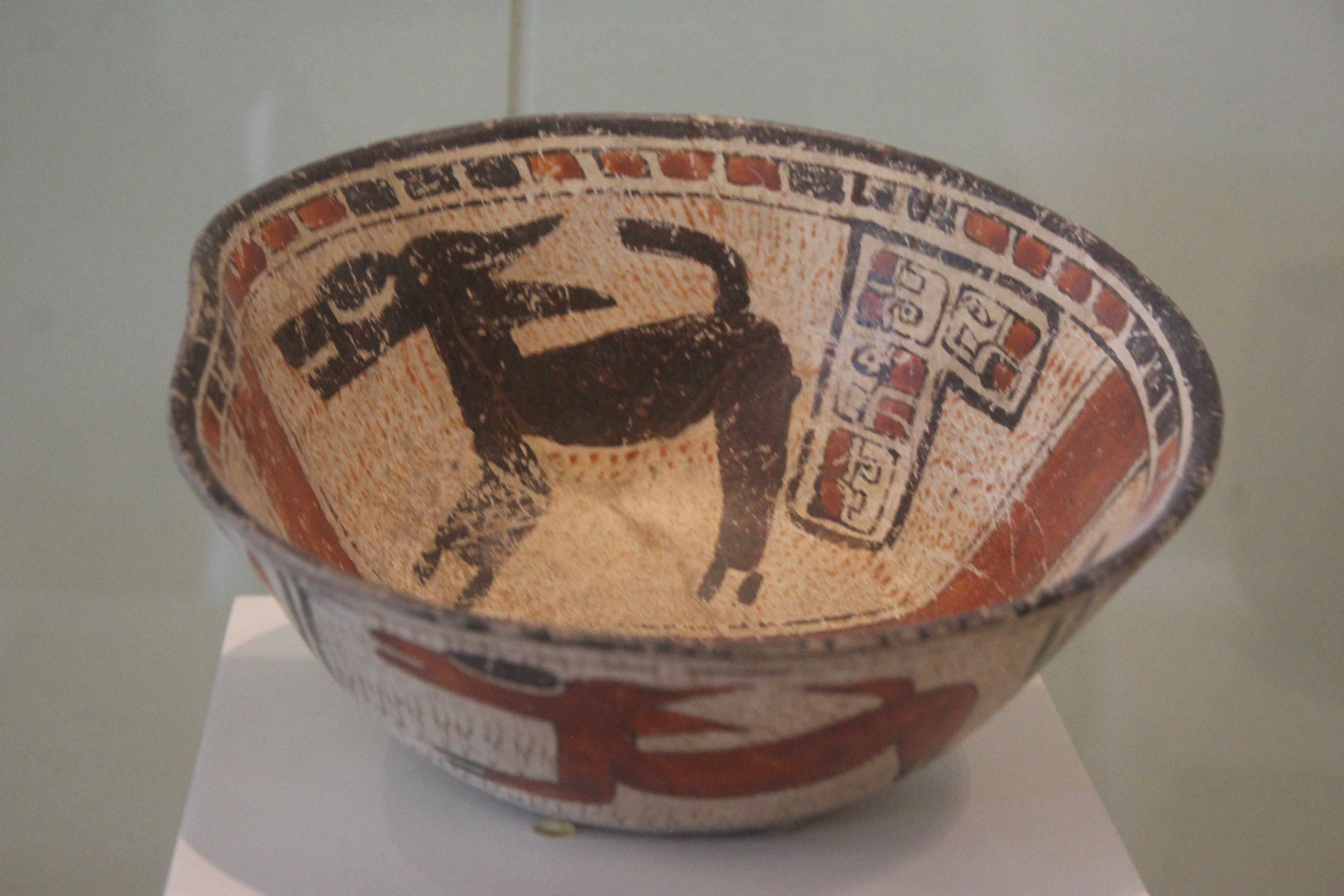
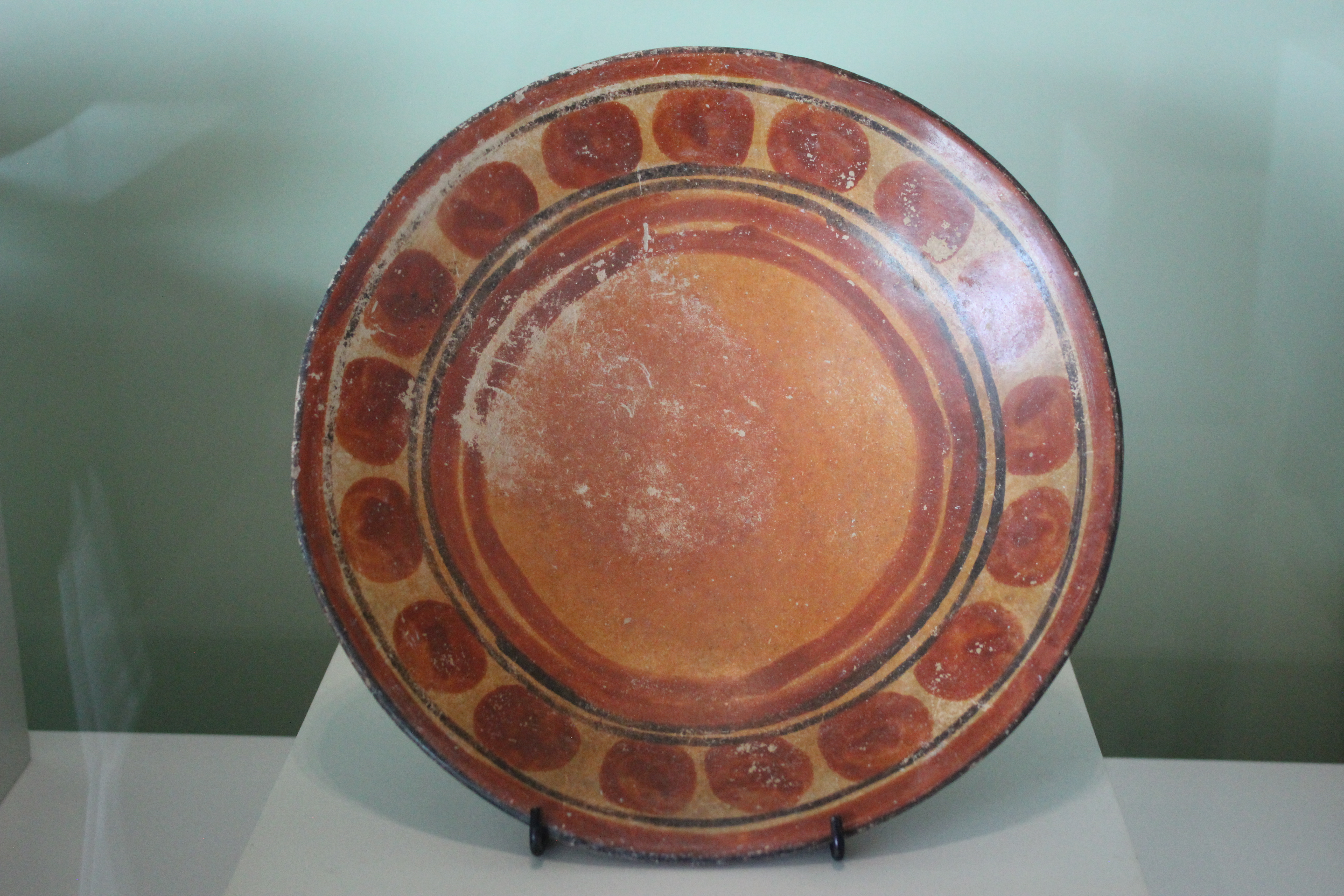
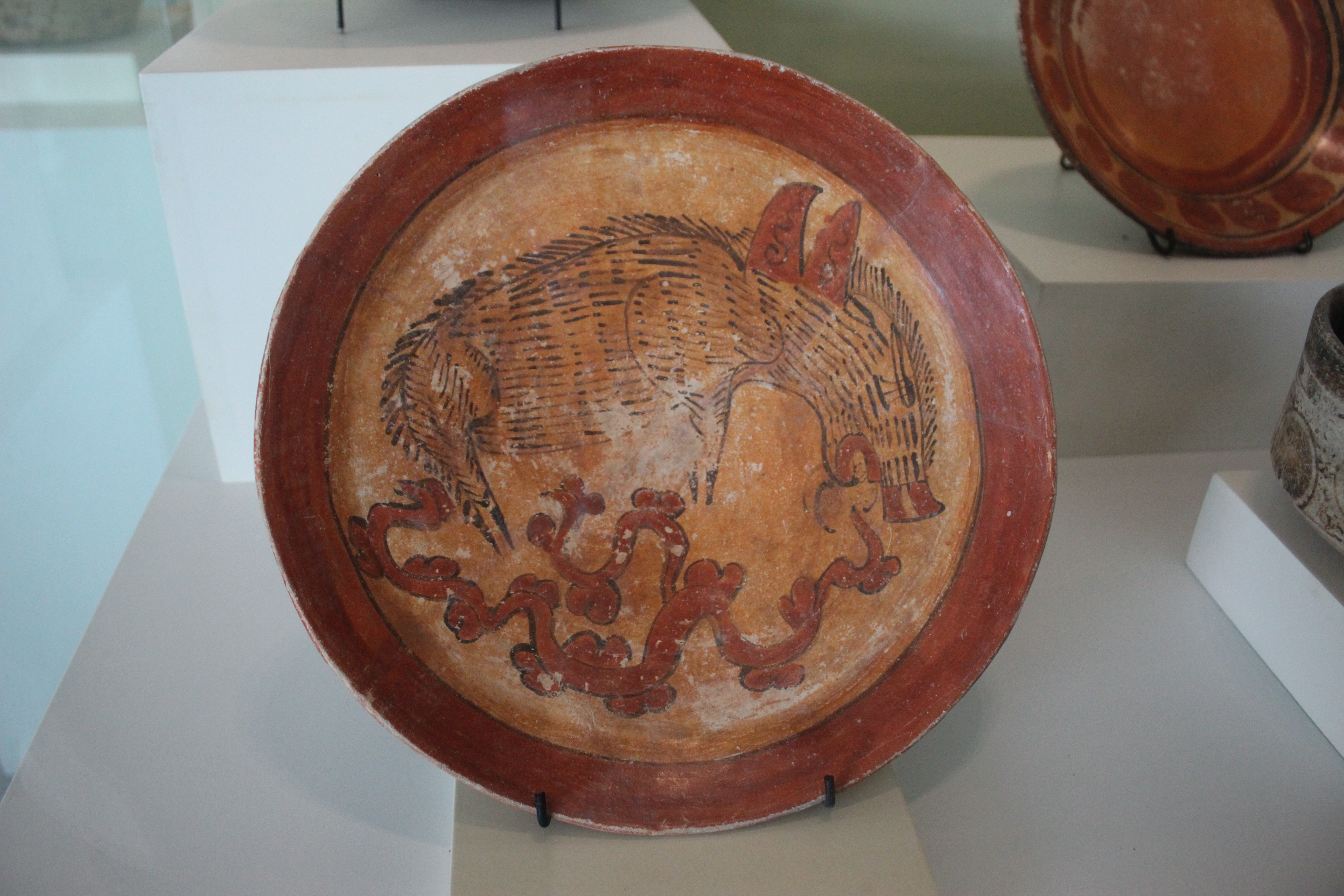
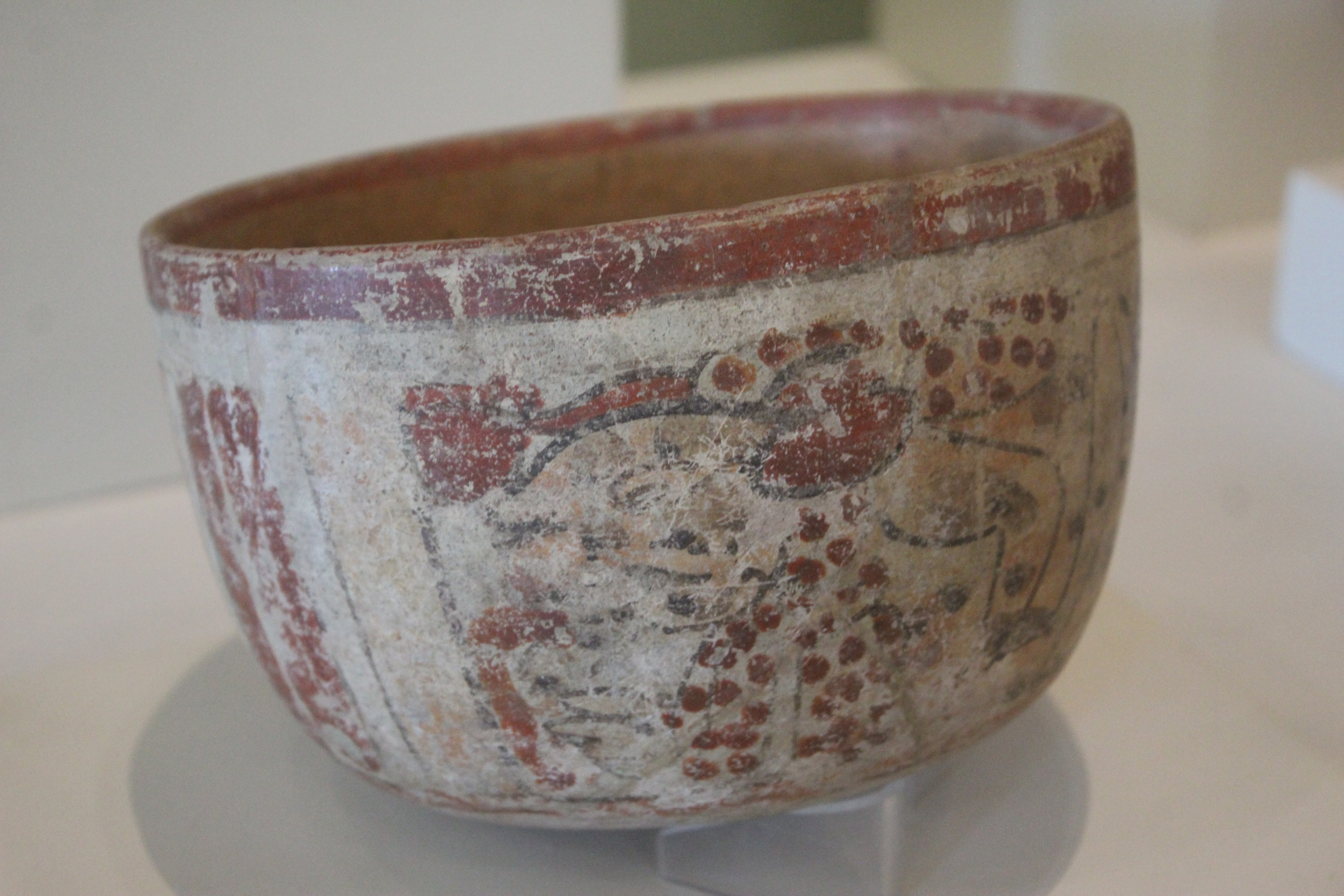
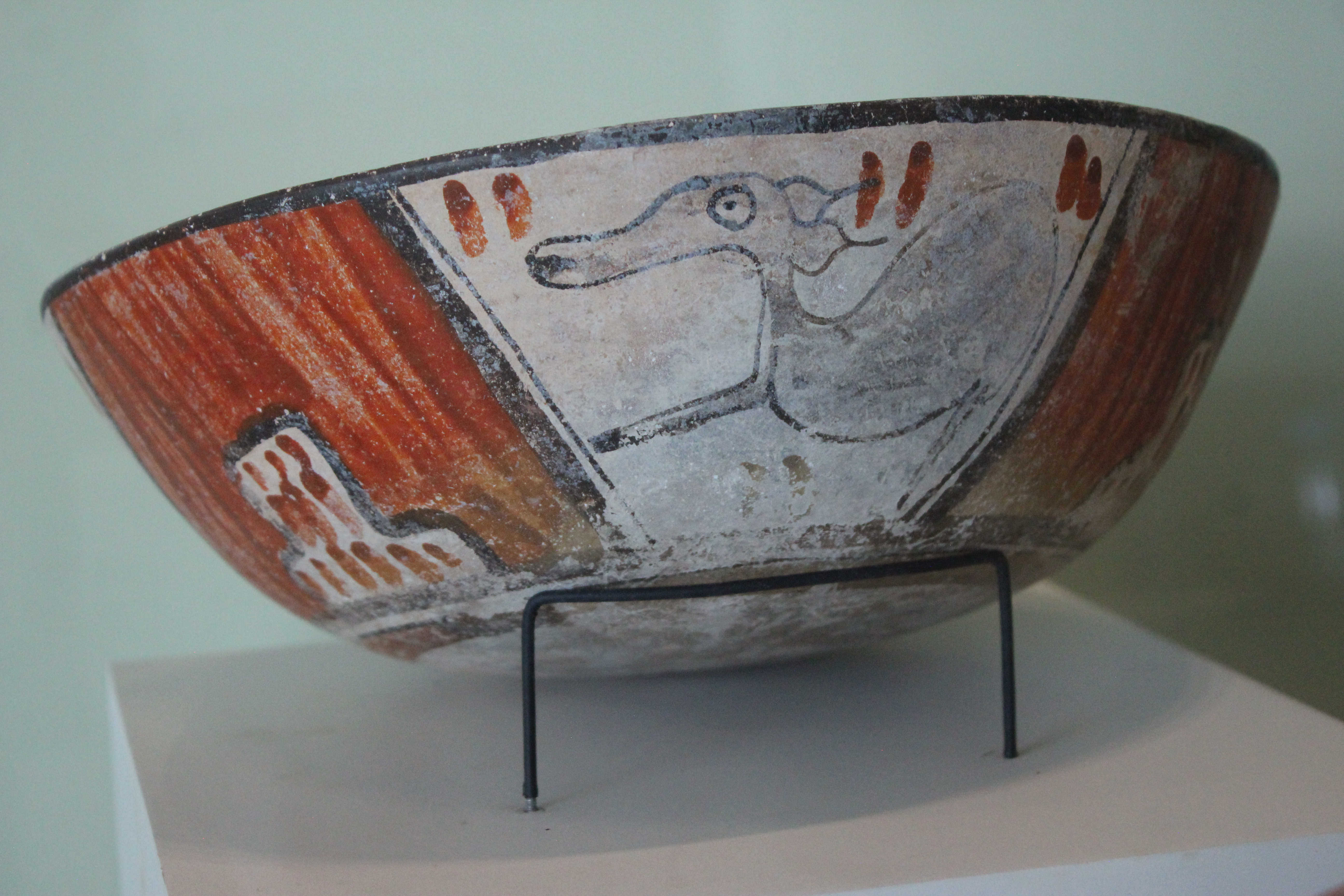
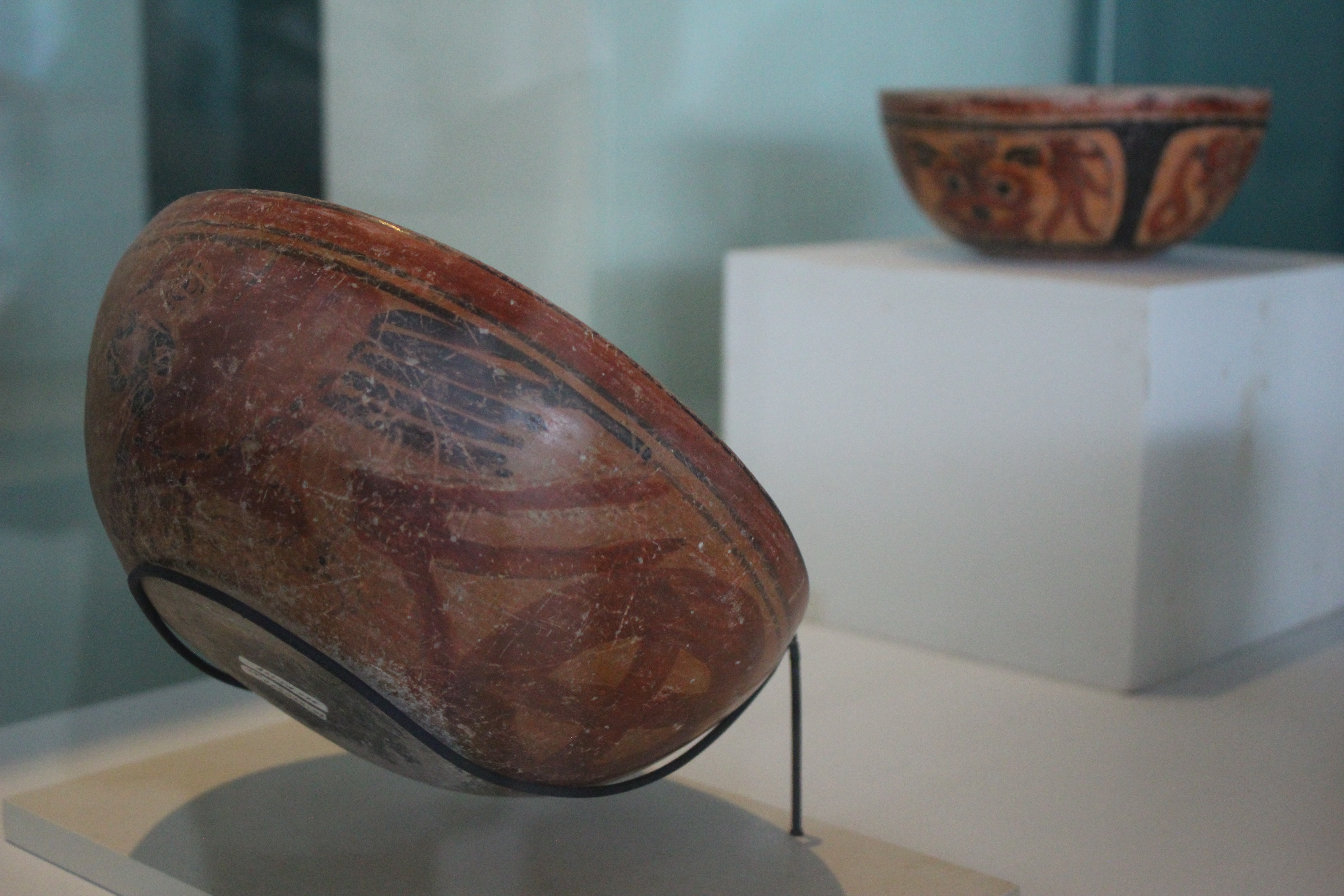

## Horario de visitas
- Museo: Abierto de martes a domingo de 9:00 a 18:00 horas.
- Sitio arqueológico conexo: Abierto de martes a domingo de 9:00 a 17:00 horas.